# Personaggi di Merlin
Qui di seguito sono elencati i personaggi principali e secondari della serie televisiva inglese Merlin.

## Personaggi principali

### Merlino
Merlino (Merlin in originale, interpretato da Colin Morgan e doppiato in italiano da Davide Perino). È il protagonista sella serie, il personaggio è tratto dal famoso mago Merlino del ciclo arturiano. La serie televisiva ne illustra (molto liberamente rispetto alla leggenda originale) la gioventù, come egli conosce Artù Pendragon e lo aiuta a diventare re.

Merlino interpretato da Colin Morgan.

Cresciuto nel villaggio di Ealdor, sotto il dominio di re Cenred, è il figlio di Hunith, il ragazzo ha il dono della magia, arte prodigiosa che non ha appreso ma che gli appartiene per diritto di nascita. Hunith tuttavia lo manda via da Ealdor temendo che Merlino possa celare ancora per poco il segreto della sua magia alla piccola comunità del villaggio, lo manda a Camelot (regno della Britannia qui chiamata col termine arcaico "Albione" o "Terra dei Cinque Regni") affinché possa vivere con Gaius, il quale per Merlino diventa una figura paterna. Vivere a Camelot è tutt'altro che sicuro per lui, infatti re Uther Pendragon vieta l'uso della magia, pena la condanna a morte, Merlino è costretto quindi a tenere segreti i propri poteri, tranne che per il fidato Gaius.
Giunto a Camelot il ragazzo conosce Kilgharrah, il Grande Drago che Uther imprigionò nei sotterranei di Camelot, egli rivela a Merlino che la magia che possiede da quando è nato è un dono che gli è stato concesso per proteggere Artù, il figlio di Uther, che al contrario del padre è destinato a diventare un re che porterà la pace, darà vita al regno di Albione. Merlino e Artù si prendono subito in antipatia, benché Uther nomini Merlino servo personale di Artù, in modo da premiarlo per aver salvato il principe da una strega. Più volte Artù e Merlino vengono paragonati alle due facce della stessa medaglia, anche se Artù sarà il regnante di Camelot, la figura di Merlino è destinata a essere altrettanto importante quanto la sua, solo insieme potranno creare un regno all'insegna della libertà e della giustizia, infatti è stato profetizzato da tempo che Merlino e il principe che serve guideranno Camelot verso una grande era.
Merlino possiede un potere magico fuori dal comune, tanto che si suppone egli possa essere il mago più potente mai esistito nonostante la giovane età. Tra coloro che praticano e venerano la magia, lui è già una figura nota e rispettata vista la profezia che lo vede protagonista assieme ad Artù, infatti Merlino è conosciuto anche con il nome di Emrys. Anche se Merlino trova spesso frustrante l'arroganza di Artù, lo serve fedelmente, e impara ad apprezzarlo perché nonostante appaia come un ragazzo superficiale, Artù gli ha dato prova molte volte di essere coraggioso oltre a essere pronto a tutto pur di proteggere i propri sudditi, infatti nonostante tutto Merlino lo reputa un amico. Merlino stringe amicizia anche con Morgana, la figlia adottiva di Uther, e con la sua serva Ginevra.
Non è facile per lui (e spesso persino frustrante) dover nascondere a tutti la sua natura di mago, numerose volte ha aiutato Artù e Camelot con i propri poteri, ma cautamente senza che nessuno se ne accorgesse, tanto che molte volte non può prendersi i meriti delle sue imprese, motivo per cui agli occhi di tutti appare come un ragazzo insignificante e null'altro che ingenuo. Ha un buon cuore, è una parsona di grande coraggio, disprezza la crudeltà di Uther ma nonostante tutto gli ha salvato la vita in più occasione, sapendo che Artù non è ancora pronto per succedergli come re. La magia non è il suo unico pregio, infatti conosce la medicina, seppur in modo approssimativo, combatte bene anche con la spada, ma soprattutto dimostra scaltrezza oltre al fatto che è bravo a manipolare e a mentire, capacità che chiaramente ha sviluppato per poter mantenere segreti i propri poteri. A volte usa un incantesimo che gli conferisce l'aspetto di un anziano ottantenne, con il nome di Dragoon, gli torna utile quando deve agire in prima persona ma celando comunque la sua vera identità.
Oltre a vegliare su Artù, il giovane mago cerca come può di proteggere i propri simili che a Camelot vengono perseguitati per il fatto che praticano la magia, questa è una delle ragioni che lo spinge a voler servire Artù, convinto che quando quest'ultimo sarà re, egli non vieterà l'uso della magia come invece fa suo padre. In tutta la serie l'unico interesse amoroso di Merlino è stata Freya, giovane ragazza che per via di una maledizione è costretta a trasformarsi nella feroce creatura Bastet. Pur di starle accanto Merlino era anche disposto ad abbandonare Camelot con lei, ma Artù la uccide quando lei era nella sua forma di Bastet.
Non solo Merlino deve affrontare le minacce esterne a Camelot, ma anche quelle interne, infatti Morgana tradisce Uther e Artù allo scopo di impadronirsi di Camelot, ma anche da Kilgharrah che Merlino libera dalla sua prigionia, col solo risultato che il Grande Drago semina panico a Camelot. Per fermarlo Merlino si dirige nel regno di Cenred e incontra suo padre, Balinor, che non aveva mai conosciuto. Egli è l'ultimo Signore dei Drago, possiede il potere di domare i draghi, scoprendo che Balinor per sfuggire a Uther (che per via del suo potere voleva farlo uccidere) fu costretto a separarsi da Hunith quando lei rimase incinta del loro unico figlio. Balinor viene ucciso dai soldati di Cenred, ma Merlino scopre che il potere dei Signori dei Draghi si tramanda di padre in figlio, lui infatti ha lo stesso dono di suo padre, e con il proprio potere di Signore dei Draghi placa la rabbia di Kilgharrah salvando il regno.
Quella che appare come la minaccia peggiore che Merlino e Artù dovranno affrontare sarà il giovane druido Mordred, infatti Kilgharrah predice che Mordred e Morgana causeranno la rovina di Artù, in particolare sarà Mordred colui che ucciderà Artù. In varie occasioni Merlino ha avuto la possibilità di uccidere sia Mordred che Morgana, ma i suoi limiti morali non glielo permettono, ciò evidenzia che, nonostante le sue buone intenzioni, Merlino non comprende ancora la differenza tra ciò che è giusto e ciò che invece è necessario.
Il regno di Uther volge alla fine nel modo peggiore possibile, infatti Merlino causa indirettamente la sua morte, tentando di curarlo con la magia da una gravissima ferita, Morgana fa invece in modo che i poteri di Merlino tolgano la vita a Uther. Inizia finalmente il regno di Artù, con Merlino che, pur ricoprendo il ruolo di servo del re, diventa quasi una sorta di consigliere per Artù, che spesso ne riconosce la saggezza, ormai Merlino è per lui un compagno inseparabile nonché una persona di cui si fidi cecamente. Merlino è anche rispettato tra i cavalieri di Artù, in particolare tra loro quelli con cui stringe un'amicizia sincera sono Galvano e Lancillotto, quest'ultimo è l'unico oltre a Gaius che conosce la verità su Merlino e la sua magia.
Ormai la battaglia finale contro Morgana è sempre più vicina, ma Mordred, con grande stupore di Merlino, tradisce Morgana preferendo giurare fedeltà ad Artù che lo nomina cavaliere. Anche se Mordred si è rivato un suddito devoto, Merlino lo vede come una minaccia, timorato della profezia secondo cui Mordred porrà fine alla vita di Artù. Ciò per cui Merlino ha tanto lavorato sembra sul punto di realizzarsi quando le tre Dísir feriscono mortalmente Mordred, pronte a salvargli la vita a patto che Artù accetti di non perseguitare più la magia e che possa essere praticata con libertà come in passato. Benché Artù stesse prendendo in considerazione l'idea di accettare, il desiderio di Merlino di vedere morto Mordred (evitando che egli metta in pericolo Artù) soppianta la sua necessità di far trionfare nuovamente la magia, convince il suo re a lasciarlo morire. Ciò evidenzia il suo cambiamento, adesso Merlino non ha più paura di compiere azioni moralmente spregevoli per il bene comune. Purtroppo ciò gli si ritorce contro, le Dísir puniscono Artù per il suo rifiuto guarendo Mordred affinché egli compia il suo destino e lo uccida.
Morgana con l'aiuto dei sassoni marcia alla conquista di Camelot, con Mordred che ormai è passato dalla sua parte in reazione alla morte di Kara, la ragazza di cui era innamorato e che Artù ha fatto giustiziare in quanto colpevole di aver ucciso alcuni dei suoi soldati. Morgana che per merito di Mordred ha scoperto che Merlino è un mago, usa un Gean Ganach per sopprimere la magia del ragazzo, proprio quando i cavalieri di Camelot guidati da Artù affrontano i nemici nella battaglia a Camlann. Merlino, nella Caverna di Cristallo (luogo dove nacque la magia) parla con lo spirito di suo padre che gli fa capire che la magia è parte di lui, questo gli permette di risvegliare il suo immenso potere, che nella battaglia contro i sassoni sprigiona senza limitazioni e permette così ai cavalieri di Camelot di vincere.
Ma sebbene Artù uccida Mordred, quest'ultimo lo ferisce con la propria spada, ad Artù rimane poco da vivere, e finalmente Merlino gli rivela di essere un mago. Benché all'inizio Artù ne fosse sconvolto, capisce poi quanto sia stato arduo per Merlino convivere con questo segreto per anni, e come il suo aiuto sia stato indispensabile per lui. Merlino, impugnando la spada Excalibur, uccide Morgana riportando la pace nel regno di Camelot poco prima che Artù spiri per la ferita che Mordred gli ha inflitto. Merlino prende coscienza di aver commesso degli errori che hanno contribuito alla morte di Artù, il regno di Albione è tuttavia finalmente sorto con Ginevra (moglie di Artù) come unica regina, mentre l'anziano e immortale Merlino, dopo secoli fino ai giorni nostri, attende ancora che Artù risorga come il solo e unico re.

### Artù Pendragon
Artù Pendragon (Arthur Pendragon in originale, interpretato da Bradley James e doppiato in italiano da Stefano Crescentini). È il co-protagonista della serie insieme a Merlino, ragazzo alto e affascinante che si affaccia all'età adulta, è l'unico figlio di lady Ygraine Uther Pendragon, il re di Camelot, lui infatti è il principe ereditario di Camelot. La serie illustra in maniera assai libera la fase antecedente all'avvento di Re Artù e all'unificazione della Britannia (qui chiamata "Albione" o "Terra dei Cinque Regni"), da lui compiuta. 

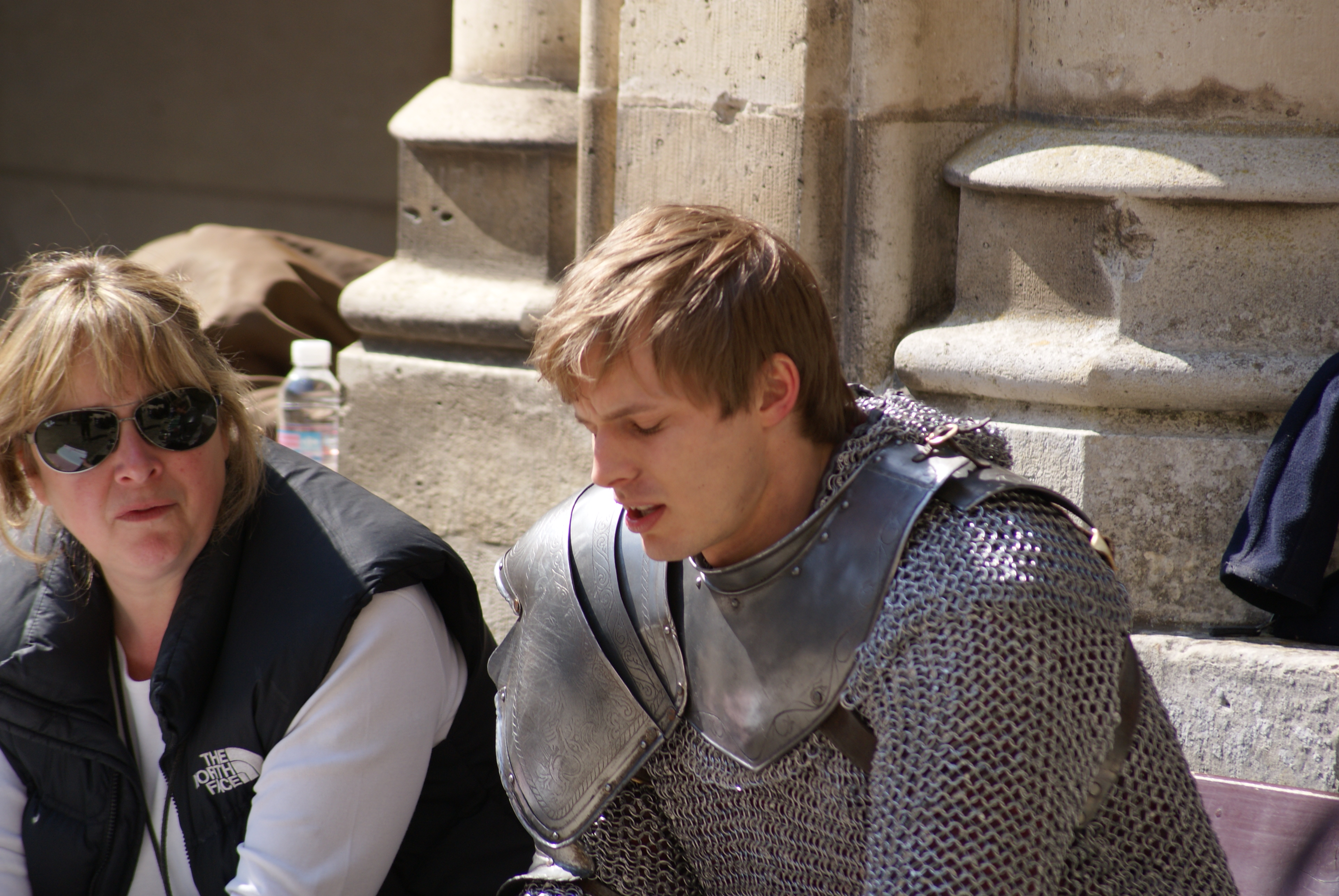
Bradley James sul set di Merlin mentre interpreta Artù.

Da sempre addestrato a diventare un guerriero, Artù oltre a essere il principe di Camelot è anche il miglior cavaliere del regno, tanto che Uther gli affida spesso missioni pericolose a prova del suo valore, sono pochi nella serie i guerrieri che si sono rivelati capaci di rivaleggiare con Artù o persino sconfiggerlo, è un maestro della spada, e gli piace cacciare. Quando conosce Merlino all'inizio gli è ostile dato che quest'ultimo non gli mostra rispetto nonostante Artù sia il futuro re, benché tradisca un certo interesse per l'intraprendenza di Merlino e la sua sfacciataggine. Merlino salva la vita ad Artù quando una strega tenta di ucciderlo, gesto che spinge Uther a nominarlo servo personale del principe.
Artù non ha mai conosciuto la madre, lei è morta durante il parto, è molto affezionato a Morgana la quale è cresciuta con lui quando Uther la accolse nel castello di Camelot. Il rapporto tra Artù e Merlino non sembra quello tra un servo e il proprio principe, benché Merlino si sforzi di essere riguardoso con lui, e pur apprezzandolo, tende spesso a provocarlo e a deriderlo, non si comporta così per mancanza di respetto ma solo perché crede nell'uguaglianza e quindi non riesce a essere servile con lui. Artù trova frustrante l'impertinenza di Merlino, e spesso lo reputa un incapace, ma in realtà è più un comportamento di facciata, effettivamente Artù ha di lui una buona considerazione dato che Merlino ha dato prova più volte di essere coraggioso e intelligente. Afferma che, essendo Merlino il suo servo, non può considerarlo un amico, ma è evidente che in realtà lo reputa tale. Artù è ignaro che lui e Merlino sono destinati a trasformare Camelot in un regno prospero che porterà alla pace, infatti Merlino alla luce del glorioso futuro che li attende, è sempre pronto a guidarlo e a proteggerlo. 
Dato che Uther ha vietato la magia nel proprio regno, Artù lotta per sconfiggerla, principalmente perché non si fida della stregoneria, e non per odio e disprezzo come Uther, tra l'altro al contrario del padre che ha sempre perseguitato i druidi, Artù li rispetta. Il disprezzo verso la magia è solo un'ideologia che Uther gli ha imposto ma che Artù non condivide pienamente. Tuttavia la prima volta che Uther lo mise a capo di una missione al comando di un gruppo di soldati, Artù senza volerlo fece uccidere una comunità di drudi, morirono anche donne e bambini, il rimorso per molto tempo lo ha perseguitato. La fedeltà di Artù verso Uther è quasi incrollabile, sia perché gli vuole molto bene che per il proprio obbligo morale di doverlo servire con devozione, ma è evidente che non approva i suoi metodi: Uther si fa guidare dalla rabbia e dall'arroganza, Artù invece ha un animo nobile e non permetterebbe mai che i propri sudditi si sacrifichino al suo posto.
Appare come una persona esigente e vanagloriosa, ma sono principalmente tratti caratteriali dovuti al fatto che, essendo il figlio del re, è cresciuto da privilegiato, tuttavia la sua vanità serve principalmente a celare le sue insicurezze, i rapporti umani sono la sua debolezza, infatti la sua arroganza lo porta a essere ingenuo, tanto che per molto tempo non aveva compreso che Morgana e suo zio Agravaine de Bois (fratello di Ygraine) cospiravano contro lui e Uther, inoltre Artù non è mai riuscito a inquadrare fino in fondo la crudeltà e l'ipocrisia di suo padre. Ignora che Merlino sia un mago, e che moltissime volte ha usato la magia per proteggerlo dai pericoli, tanto che Artù (ignorando questa verità) spesso vede in Merlino soltanto un servo pigro e inadempiente. Merlino però pare una delle poche persone capaci di fare appello alla razionalità di Artù e alla sua umiltà. L'unico grande amore di Artù è Ginevra, la serva di Morgana, la quale lo corrisponde.
Rare sono le volte in cui Artù disobbedisce al padre, lo fa solo quando le reputa necessario, infatti nonostante rispetta Uther si sente soffocato dall'egoismo e dalla prepotenza del padre, un esempio è stato quando ha salvato il piccolo Mordred (un bambino druido) che Uther voleva giustiziare. Artù però è ignaro che Mordred, secondo le profezie, è colui che segnerà la sua morte.
La strega Morgause gli permette di parlare con Ygraine, o per meglio il suo spirito, e lei gli fa una terribile rivelazione: lei era sterile e dato che Uther bramava un'erede aveva chiesto alla strega Nimueh di usare la stregoneria affinché Ygraine restasse incinta, e la magia per bilanciare l'equilibrio della nascita di una vita ha dovuto esigere la morte di Ygraine come prezzo da pagare. Artù, capendo che Uther è un ipocrita, lo sfida, arriva quasi a ucciderlo ma Merlino è costretto a mentire ad Artù pur di salvare Uther, facendogli credere che Morgause lo aveva manipolato e che Uther non aveva causato la morte di Ygraine. Artù risparmia la vita a Uther, credendo alle parole di Merlino, e perlomeno decidendo di volerci credere, è evidente che non ha avuto il coraggio di rendersi colpevole di patricidio, benché in seguito appare chiaro che Artù è a conoscenza del fatto che la magia ha causato la morte di sua madre.
Artù affronta un momento difficile quando scopre che Morgana è la sua sorellastra, figlia illegittima di Uther, approfittando di ciò usurpa il trono di suo padre. Artù, aiutato da Merlino, riprende il controllo di Camelot costringendo Morgana all'esilio, ormai con Uther in fase delirante (in reazione al tradimento della figlia) è Artù la guida di Camelot, addirittura andando contro le leggi di Uther nomina cavalieri Lancillotto, Galvano, Percival e Elyan benché non di nobili origini. Re Odin, desideroso di uccidere Artù, il quale tolse la vita al figlio di Odin in duello, manda un sicario a ucciderlo, Uther muore per proteggerlo, anche perché Morgana aveva impedito a Merlino di usare la sua magia per salvarlo. Artù, con la morte di Uther, prende il suo posto come re di Camelot.
Come nuovo re, Artù guida il popolo in maniera diversa dal padre, infatti invece che con la tirannia Artù si è conquistato la fedeltà dei sudditi con il proprio valore, inoltre anche se non autorizza l'uso della magia a Camelot, non perseguita coloro che la praticano come invece faceva Uther. Merlino a livello putativo diventa praticamente un consigliere per Artù, che tiene molto alle sue opinioni: ammette di considerarlo un amico irrinunciabile nonché la sola persona di cui forse può fidarsi. Artù chiede a Ginevra di sposarlo, ma lei lo tradisce baciando Lancillotto, la colpa è stata di Morgana che usando un bracciale magico che Ginevra portava al polso, ha spinto la ragazza a provare per Lancillotto un'attrazione irresistibile.
Agravaine, che Artù considerava uno dei suoi uomini più devoti, lo tradisce aiutando Morgana a conquistare Camelot. Artù si sente smarrito, la sorella e lo zio si sono rivoltati contro di lui, anche se non lo odiano bramano il controllo di Camelot e vedono in lui un ostacolo. Si ricongiunge con Ginevra che lo stesso Artù aveva bandito, Merlino lo aiuta a ritrovare la propria sicurezza facendo in modo (con la sua magia) che Artù estragga Excalibur dalla roccia dove lo stesso Merlino l'aveva incastonata, la spada temprata con il fuoco di drago che Merlino già in principio voleva consegnargli. Adesso Artù è sicuro che essere il re di Camelot è il proprio destino, libera il regno dall'oppressione di Morgana obbligandola a scappare, infine perdona Ginevra la quale diventa sua moglie.
Trascorsi tre anni dal matrimonio con Ginevra, ormai Artù ha consolidato la sua posizione come re, ha riportato la pace a Camelot, ha pure istituito la tavola rotonda in segno di rapporto paritario con i propri cavalieri. Mordred è cresciuto e Artù lo nomina suo cavaliere, premiandolo per averlo salvato da Morgana la quale stava per ucciderlo. Artù si affeziona molto a Mordred ma quest'ultimo lo tradisce quando Artù fa impiccare Kara, ragazza druido (della quale Mordred era innamorato) colpevole di aver ucciso alcuni soldati di Camelot. Mordred affronta Artù insieme a Morgana e ai sassoni nella battaglia di Camlann, dove però Artù e i suoi soldati ne escono vittoriosi. Artù uccide Mordred ma egli fa in tempo a infliggergli con la propria spada una ferita. Artù rischia di morire e Merlino gli rivela i suoi poteri di mago tentando di salvarlo. Artù si sente indignato per anni di segreti da parte del suo servo, ma poi capisce che Merlino non gli aveva mai detto nulla per evitargli il fardello di dover condividere il suo segreto con lui, comprendendo che Merlino ha sempre fatto di Artù la sua priorità, e che con la sua magia lo ha aiutato moltissime volte a sua insaputa.
Morgana attacca Artù e Merlino, ma quest'ultimo la uccide, mentre Artù muore a causa della ferita che Mordred gli aveva inflitto, ma con il sollievo che Merlino uccidendo Morgana ha riportano pace a Camelot, con Ginevra a regnare su Albione. Come afferma Kilgharrah, il Grande Drago "Re una volta e Re in futuro", perciò ove Albione si trovi nel momento del bisogno, Artù risorgerà e Merlino sarà al suo fianco.

### Morgana Pendragon
Morgana Pendragon (interpretata da Katie McGrath e doppiata in italiano da Eleonora De Angelis). È ispirata sulla fata Morgana, personaggio della mitologia celtica con un ruolo fondamentale nel ciclo arturiano. Giovane e bellissima ragazza, che riveste il ruolo di antagonista principale della serie. Figlia di Vivienne e Gorlois, quest'ultimo era un cavaliere di Uther e suo più caro amico, quando i genitori di Morgana sono morti Uther la portò a vivere con lui al castello di Camelot, è scresciuta con Artù (il figlio di Uther) al quale vuole molto bene, lei è la pupilla del re. All'inizio Morgana è una ragazza comprensiva, altruista e gentile, vuole bene alla sua domestica Ginevra, e si affeziona a Merlino, il servo di Artù, imparando a considerarli degli amici, infatti la crudeltà che col tempo la porterà a passare dalla parte delle forze del male è stata temprata dalle sofferenze che ha patito.

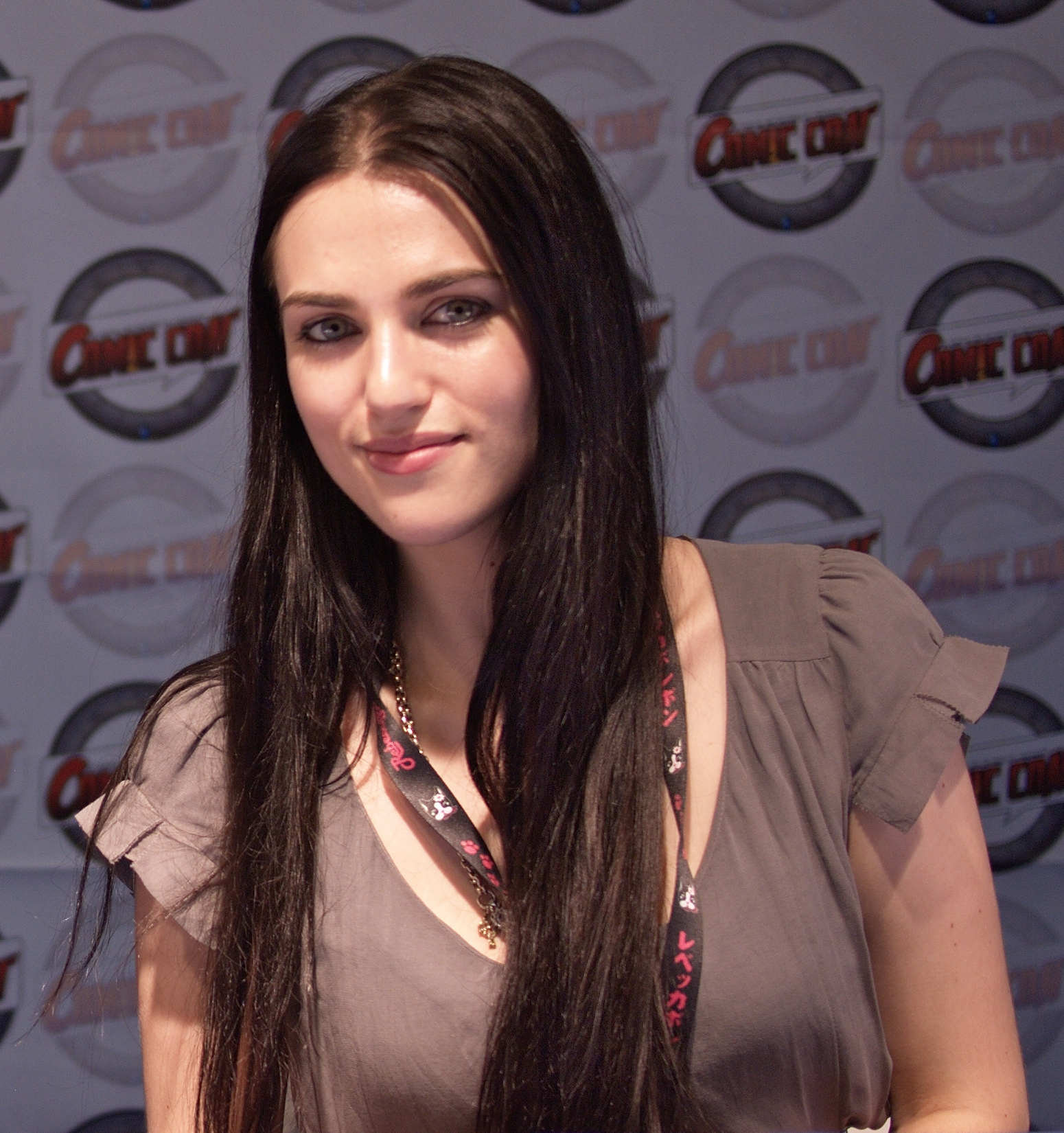
Katie McGrath interpreta Morgana Pendragon.

Proprio come Merlino anche lei è nata con il dono della magia, che all'inzio si è manifestato con il potere della prevegenza tramite dei sogni premonitori, a Camelot non è permessa la magia, Uther perseguita e giustizia in maniera arbitraria chiunque ne faccia uso, infatti Morgana è cresciuta con la paura che se Uther avesse scoperto del suo dono l'avrebbe uccisa, imparando così a nascondere i suoi poteri. È sempre stata solidale nei confronti di coloro che praticano la stregoneria, dato che li vede come suoi simili, è per questo che disprezza Uther avendo sempre assistito impotente allo sterminio da lui perpetuato nei confronti di coloro che usano la magia.
È molto abile nell'uso della spada, quando lei e Artù erano più giovani si faceva vanto si saper combattere persino meglio di lui, è una ragazza dal carattere indomito, tanto che in tutta la corte è l'unica che osa sfidare Uther, i due sono legati da un rapporto di amore/odio: Morgana gli vuole bene ma trova inaccettabile la crudeltà del padre adottivo, l'astio contro Uther probabilmente ha avuto origine dal fatto che lei lo reputa colpevole della morte di Gorlois, infatti egli era sceso in battaglia combattendo per Uther, e benché il re gli avesse promesso che gli avrebbe inviato dei rinforzi non mantenne la promessa e ciò causò la morte di Gorlois.
Si affeziona in maniera istintiva al piccolo Mordred, un bambino druido, proprio Morgana con l'aiuto di Merlino e Artù lo mette in salvo impedendo a Uther di farlo uccidere. Kilgharrah, il Grande Drago, mette in guardia Merlino, perché le profezie vedono Morgana e Mordred stabilire in futuro un'alleanza che segnerà la morte di Artù. Morgana ha l'occasione di conoscere Morgause, la sorela maggiore, lei è una potente strega, convince Morgana a passare dalla sua parte in modo da annientare Uther. Ormai Morgana, capendo di non poter più convivere con l'iniqua considerazione che Uther nutre verso coloro che usano la magia, decide di tradirlo, effettivamente Morgana non è animata dalla sete di potere, più dalla convinzione che per far trionfare nel regno la magia sia indispensabile distruggere Uther e Camelot.
Merlino avvelena Morgana con della cicuta, proprio quando Morgause era sul punto di sottomettere Camelot, Merlino la costringe a fuggire dandole modo di salvare Morgana con un antidoto, e per amore della sorella Morgause è costretta a dirimere la faccenda al ricatto di Merlino, salvando Camelot. Il fatto che Merlino, che ormai Morgana reputava un amico, abbia tentato di ucciderla, è ciò che ha spinto Morgana a convertirsi totalmente al male: sentendosi tradita si trasforma in una persona completamente diversa, infatti diventa scaltra, manipolatrice e spietata, capace di uccidere e di sacrificare chiunque per i propri scopi, è ormai evidente che la rabbia l'ha totalmente corrotta. Infatti appare chiaro che Morgana (quasi inconsapevolmente) più che per combattere in difesa della magia, ora è animata dalla sua brama di distruzione e dal suo odio per Uther. Adesso però preferisce usare metodi diversi, infatti smette di ostacolare Uther fingendosi servile e devota verso quest'ultimo in modo da ingannarlo più facilmente, solo Merlino e Gaius sono a conoscenza del fatto che lei vuole tradire Camelot, e infatti riescono spesso a sabotare i suoi piani, benché per entrambi sia frustrante non poterla accusare di tradimento sapendo che non verrebbero creduti alla luce dell'affetto che Uther prova verso di lei.
Più volte Merlino ha avuto l'occasione di ucciderla, ma non trova il coraggio di farlo, lui ingenuamente si rifiuta di credere che uccidere Morgana sia il solo modo per porre fine alla sua cattiveria. Morgana è ingnara del fatto che Merlino è un mago, è evidente però quanto loro due siano diversi, Merlino ha scelto di usare la magia per aiutare i bisognosi, mentre Morgana la usa soltanto per soddisfare le proprie ambizioni, come afferma Kilgharrah se Merlino rappresenta l'amore, lei al contrario è praticamente la personificazione dell'odio. La rabbia di Morgana verso Uther si acuisce quando scopre che egli è il suo vero padre, infatti Vivienne tradì Gorlois con Uther, anche se il re la ama immensamente non può riconoscere Morgana come sua legittima figlia sapendo che ciò comprometterebbe la sua reputazione di sovrano. Ciò spinge Morgana a disprezzarlo più di prima, ma soprattutto arriva a odiare e a essere invidiosa di Artù, il figlio legittimo di Uther che un giorno prenderà il posto di suo padre sul trono. Come se non bastasse, tramite i suoi poteri di prevegenza, scopre che Ginevra (di cui Artù è innamorato) diventerà la sposa del futuro re e dunque regina di Camelot, cosa che per Morgana è inaccettabile ritenendo che è un titolo che spetti solo a lei e non a una serva.
Morgana grazie a Morgause e ai soldati di re Cenred, conquista Camelot e usurpa il trono di Uther, che come sua figlia può reclamare. In contrasto col fatto che ha sempre odiato la tirannia di Uther e la sua spietatezza, ormai è sempre più evidente che Morgana è diventata crudele quanto il padre (se non di più) tanto che pur di farlo soffrire dà il permesso ai soldati di Cenred di uccidere alcuni sudditi solo per la soddisfazione di vedere suo padre soffrire senza che Uther possa ribellarsi, vuole fargli patire le medesime sofferenze che lei stessa ha vissuto per non aver potuto proteggere maghi e stregoni dalla crudeltà del padre. Merlino e Artù riescono a liberare Camelot dal giogo di Morgana, la quale scappa dopo che Merlino e Gaius riducono in fin di vita Morgause.
Ormai Morgana è sola, costretta a vivere in un piccolo rifugio, ha perso anche Morgause la quale è morta sacrificandosi nel vano tentativo di danneggiare Camelot, tuttavia i suoi poteri sono notevolmente aumentati, ormai è una sacerdotessa molto potente, è diventata anche una figura rispettata tra gli stregoni, infatti credono che lei sarà la persona che aiuterà nuovamente la magia a prosperare. Riesce finalmente a ottenere la sua vendetta contro Uther impedendo a Merlino di salvarlo con la magia quando quest'ultimo voleva guarire il re da una ferita mortale che lo stava uccidendo, e infatti Uther muore, e Artù diventa il nuovo regnante di Camelot. Sebbene Morgana non fosse lì presente quando Uther ha esalato l'ultimo respiro, ne aveva comunque percepito la morte provando un senso di goduria. Ancora una volta Morgana riesce a impadronirsi del trono di Camelot aiutata dai briganti di Helios, ma Merlino e Artù, con l'aiuto del popolo di Camelot che ormai è devoto al re, riescono a proteggere il regno costringendo Morgana a fuggire, la strega viene ferita più volte dai soldati di Artù ma in suo aiuto arriva il drago Aithusa con il suo fiato magico la guarisce: benché Merlino fosse ritenuto l'ultimo Signore dei Draghi, viene suggerito che anche Morgana abbia lo stesso potere, questo spiegherebbe il legame con Aithusa.
Sono trascorsi tre anni e Morgana si è conquistata la fedeltà dei sassoni, e con il loro aiuto decide di eliminare Artù, tra l'altro in questo periodo è stata catturata insieme ad Aithusa da Sarrum, il re di Amata, tenuta prigioniera in un pozzo per due anni prima di riuscire a fuggire con Aithusa, esperienza che per Morgana è stata chiaramente traumatica. Morgana adesso desidera solo la morte di Artù che reputa il solo ostacolo che si contrappone tra lei e al conquista di Camelot, e benché Artù la consideri solo una nemica, in parte la compatisce avendo capito che la malvagità di Morgana è stata solo il risultato delle ingiustizie che ha patito per colpa di Uther. Morgana si ricongiunge con Mordred che ormai è diventato grande, ma invece che allearsi con lei per annientare Artù, passa dalla parte del re di Camelot, inorridito nel constatare che la crudeltà di Morgana è ormai incontenibile.
Purtroppo Artù fa giustiziare Kara, una seguace di Morgana verso la quale Mordred nutriva un amore profondo, ciò lo porta a tradire il re di Camelot e a fiancheggiare Morgana nella battaglia di Camlann, inoltre Mordred le rivela che Merlino è un mago. Morgana dando per scontato che senza la magia Merlino non riuscirà a proteggere Artù, tenta di sopprimere i poteri del ragazzo, ma il piano fallisce e Merlino, con la propria magia, aiuta i soldati di Camelot a vincere contro di sassoni. Mordred ferisce Artù con la propria spada, tuttavia quest'ultimo con le poche forze che gli sono rimaste uccide Mordred con un colpo di spada, infine Morgana dà a Mordred una degna sepoltura. Merlino prova a salvare Artù dalla ferita che lo sta uccidendo, Morgana tuttavia tenta di impedirglielo, tra l'altro lei non vuole uccidere Artù ma solo guardarlo morire, anche se Mordred non è più in vita vuole che il merito della morte di Artù vada a lui, aspettando con impazienza che la ferita che Mordred gli ha inflitto lo uccida. 
Merlino impugna la spada Excalibur, temprata con il fuoco di Kilgharrah che infatti può uccidere una sacerdotessa potente quanto Morgana, e la usa per trafiggerla uccidendola, poco prima che anche Artù muoia, questa volta non le ha mostrato pietà. La morte di Morgana sancisce la conquista della pace su Camelot, con Ginevra come sua sovrana, il rammarico di Merlino è nella sua consapevolezza che anche lui purtroppo ha contribuito a fare di Morgana una persona crudele.

### Ginevra
Ginevra, interpretata da Angel Coulby e doppiata in italiano da Rossella Acerbo). La figura è tratta dalla regina Ginevra della saga arturiana, con la quale sussistono notevoli differenze, innanzitutto la pelle scura non verosimile per l'epoca in Inghilterra, oltre al fatto che è di umili origini. Ginevra (Guinevere in originale) è la serva di Morgana, amichevolmente viene chiamata Gwen, suo padre Tom è un fabbro mentre la madre era una domestica e lavorava per la famiglia di Leon, uno dei cavalieri di Camelot più valorosi, infatti Leon e Ginevra sono praticamente cresciuti insieme e in virtù di ciò Leon le è molto affezionato. Ha pure un fratello, Elyan. 

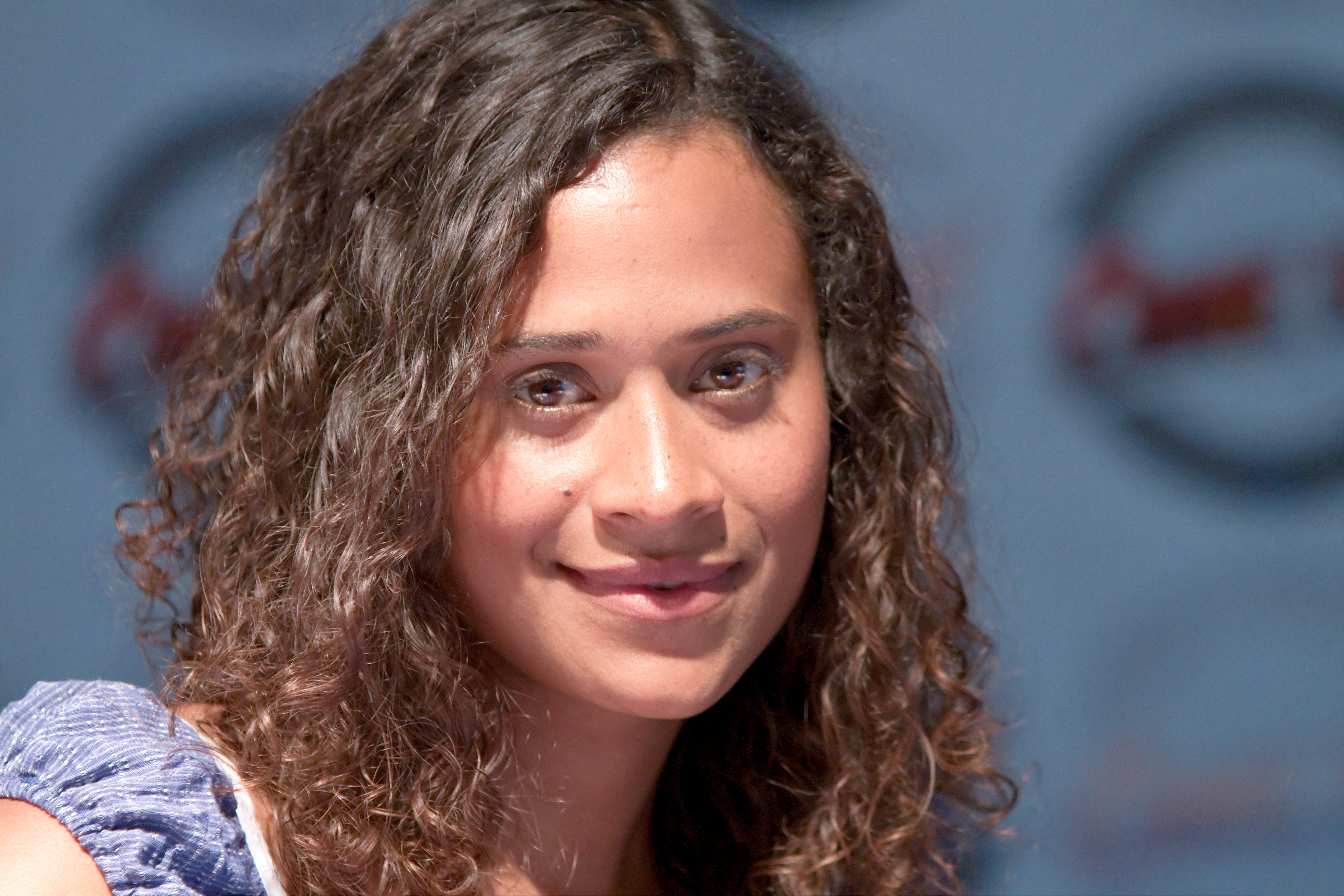
Angel Coulby interpreta Ginevra.

Ginevra e Merlino diventano subito amici quando quest'ultimo si trasferisce a Camelot, Morgana è molto affezionata a Ginevra, praticamente le due ragazze sono amiche benché Ginevra abbia principalmente il compito di servire Morgana, quest'ultima farebe di tutto per proteggerla. Ginevra è insieme a Merlino e Gaius una delle prime persone che aveva scoperto la verità sui poteri magici di Morgana. È una persona semplice, ha un cuore buono ed è una ragazza passionale, ha un grande coraggio tanto che se è necessario è anche pronta a combattere davanti al pericolo, è una persona altruista e di forti principi morali.
Purtroppo è costretta ad affrontare un momento difficile quando i soldati di Uther uccidono il padre Tom, ingiustamente accusato di aver collaborato con degli stregoni. Morgana per vendicare Tom, decide di tendere un agguato a Uther, in effetti Ginevra inconsapevolmente salva la vita al re quando confessa a Merlino che, anche se avesse l'opportunità di uccidere Uther e di vendicare Tom, si asterrebbe dal farlo poiché in caso contrario non sarebbe migliore di lui. Proprio sentendo le parole di Ginevra, il mago salva Uther dall'attentato.
A volte Ginevra trova esasperante il carattere di Artù, da lei ritenuto un giovane principe viziato ed esigente, nonostante tutti Artù apprezza la sincerità con la quale Ginevra gli muove i suoi rimproveri; alla fine la ragazza a dispetto dei difetti di Artù si innamora di lui sapendo che nel profondo Artù cela un animo puro, lei non ha dubbi che diveterà un re migliore di Uther. Artù a sua volta si innamora di lei, il fatto che Ginevra sia una serva non pregiudica i sentimenti verso la ragazza, trova infatti frustrante dover nascondere il suo amore per lei sapendo che, nella propria posizione di futuro regnante, Uther non approverebbe il loro amore dato che per Artù desidera un connubio che stabilisca una buona alleanza per la famiglia reale. Ginevra è sempre stata disillusa al riguardo, dando per scontato che come serva non potrebbe mai ambire a essere la moglie di Artù.
Artù non è il solo amore di Ginevra, nel cuore dalla ragazza c'è anche il cavaliere Lancillotto, il quale la ricambia, l'amore tra lui e Ginevra è sempre stato fonte di insicurezza per Artù, tuttavia quest'ultimo è il solo grande amore di Ginevra la quale sceglie di essergli devota. Quando Morgana tradisce Camelot, Ginevra è la prima a sospettare che Morgana abbia smarrito la retta via (cosa che invece Gaius e Merlino già sapevano) Ginevra è ignara del destino che la attende: lei sposerà Artù e diventerà la regina di Camelot. Morgana è l'unica a saperlo avendolo predetto con la propria prevegenza.
Morgana, pur tradendo ancora un po' di affetto per Ginevra, non può accettare che quest'ultima diventi la regina, ritenendosi l'unica meritevole di quel titolo, usando la manipolazione fa in modo che Uther scopra della relazione tra lei e Artù. Addirittura facendo leva sul cuore arido di Uther insinua nel re il dubbio che l'amore che Artù prova per Ginevra è frutto della stregoneria, Uther la condanna a morte ma Merlino, nelle sembianze di Dragoon, finge di essere il solo resposabile della relazione segreta tra Artù e Ginevra e di averli plagiati con una fattura d'amore, mettendo Uther nella posizione di annullare la sentenza di morte. Dopo quanto accaduto adesso sia Artù che Ginevra hanno compreso che il loro amore deve rimanere segreto in quanto Uther non lo tollererebbe, ormai Ginevra è a tutti gli effetti la compagna di Artù, ma nessuno deve sapere della loro relazione, infatti hanno capito che solo quando Artù sarà il re e non dovrà rispondere a nessuno delle sue decisioni e dei suoi sentimenti allora potranno stare insieme. Anche se Artù sarebbe disposto a rinunciare al trono per stare con Ginevra, lei non sarebbe capace di accettarlo, al di sopra di tutto desidera che Artù possa essere il re che guiderà Camelot verso una grande era.
Purtroppo Ginevra è costretta a rinunciare a Lancillotto quando egli muore per bandire i Doracha, lei stessa gli aveva chiesto di proteggere Artù e infatti Lancillotto muore proprio perché lo riteneva il solo modo per salvare il suo principe, lasciando in Ginevra il rimorso di averlo indirettamente condizionato a sacrificarsi. Ormai Ginevra e Artù hanno praticamente reso pubblica la loro relazione, e con la morte di Uther, suo figlio diventa il re. Effettivamente Ginevra è rispettata a corte, essendosi rivelata assennata e coraggiosa, Artù le chiede di sposarlo sapendo che ha bisogno del suo amore per essere un buon regnante e lei accetta con gioia.
Morgana tramite la necromanzia riporta in vita Lancillotto il quale adesso è solo un essere privo di volontà agli ordini di Morgana, gli viene imposto di dividere Artù e Ginevra. Quest'ultima, alla luce del fatto che ama Artù sopra ogni casa, non gli sarebbe mai infedele, e quindi Lancilotto le regala un bracciale, senza che Ginevra sappia che esso ha il potere di far sì che la ragazza sia attratta da lui contro ogni ragione e razionalità. Per colpa del potere del bracciale, lei bacia Lancillotto proprio sotto gli occhi del suo futuro sposo, Artù ignaro che è stata la magia a spingere Ginevra a commettere un'azione simile, pur amandola ancora la bandisce da Camelot.
Trova rifugio a Eldor, il villaggio dove Merlino è nato, infatti Hunith, la madre del ragazzo, accoglie Ginevra. Artù sente la sua mancanza, anche se il suo orgoglio gli impedisce di perdonarla, sa che non potrebbe sposare un'altra donna dato che Ginevra è la sola che può amare. Quando Morgana prende il controllo di Camelot, Merlino e Artù si rifugiano a Eldor, ciò permette ad Artù di riavvicinarsi a Ginevra, la quale lo accompagna a Camelot lottando con lui per la riconquista del regno, la ragazza ha un breve confronto con Morgana la quale ammette di non odiare lei, ma solo ciò che Ginevra diventerà: la regina di Camelot. Morgana fugge, mentre Artù trova la forza di perdonare Ginevra sposandola.
Trascorsi tre anni, Ginevra come regina resta al fianco del marito e insieme guidano il regno. Gaius è rimasto sorpreso da quanto Ginevra sia cambiata, è diventata più cinica e astuta, come regina infatti è costretta a prendere delle scelte difficili. Ginevra viene rapita da Morgana, a quel punto Merlino, Artù e Elyan vanno a salvarla, quest'ultimo muore durante la missione di salvataggio, mentre Morgana con la mandragola riesce a plagiare Ginevra la quale ora le è fedele. Ginevra più volte prova ad attentare alla vita di suo marito. Merlino con la sua magia, riesce a liberare Ginevra dal sortilegio quando Artù la convince a camminare tra le acque dello stagno di Arianrhod.
Morgana, aiutata da Mordred e dai sassoni, guida un esercito alla conquista di Camelot, quindi Artù a capo della propria armata tenta di annientarli nella battaglia di Camlann: Ginevra lo accompagna nella sua marcia militare trascorrendo un'ultima notte con lui nel loro accampamento, infatti temendo che Artù non sarebbe sopravvissuto ha preferito stargli accanto finché poteva. Ginevra non prende parte alla battaglia, limitandosi a rimanere nell'accampamento prestanto aiuti ai soldati feriti, tuttavia Ginevra uccide un sassone che aveva tentato di aggredirla. I cavalieri di Camelot vincono la battaglia, anche se Ginevra diventa vedova dato che Artù è morto affrontando Mordred. Con Merlino che uccide Morgana salvando il regno dalla sua minaccia, adesso Ginevra è la sola regnante di Camelot, ora spetta a lei concretizzare il sogno di pace per la terra di Albione per la quale Artù si è sacrificato, lui stesso prima di morire ha ammesso che non avrebbe potuto immaginare nessuno più degno di Ginevra alla guida del regno.

### Uther Pendragon
Uther Pendragon (interpretato da Anthony Head e doppiato in italiano da Michele Gammino) è il re di Camelot e padre di Artù e Morgana. Esattamente come la maggior parte dei protagonisti della serie, Uther Pendragon è ispirato ad un personaggio della leggenda di Re Artù. Anche in quel caso Artù è figlio di un re britannico di nome Uther Pendragon, cosa che però apprende solo parecchio tempo dopo la sua morte. Inoltre nella leggenda Uther si affida più volte ai consigli del mago Merlino, e anzi è proprio la sua magia che gli permette di unirsi ad Ygraine e generare Artù.

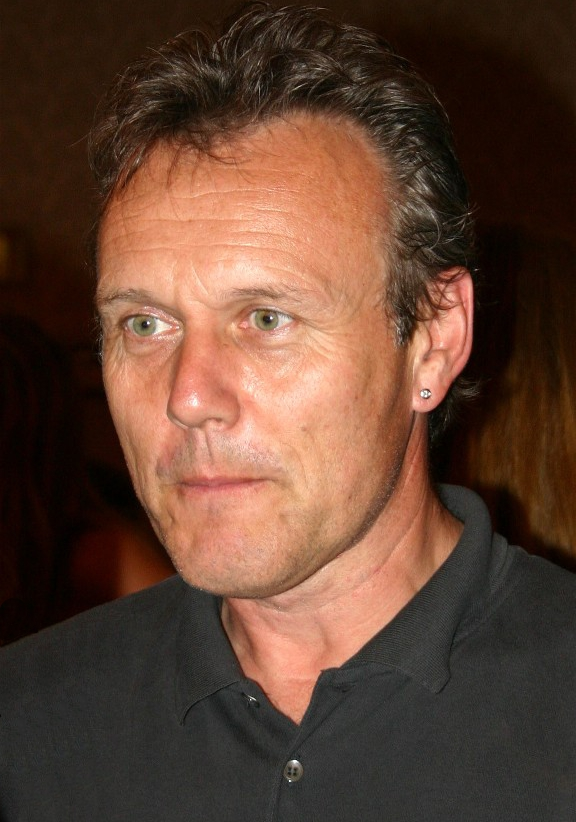
Anthony Head interpreta Uther Pendragon.

Presenta una cicatrice che sfregia il lato destro della sua ampia fronte ed una vecchia ferita di guerra alla spalla destra. Non ha ereditato il trono di Camelot, bensì lo conquistò in giovane età, venne a Camelot che era una terra dove non c'era ordine, lui si fa vanto di aver portato equilibrio e legge con il suo dominio. Per più di 20 anni ha proibito l'uso della magia a Camelot, ha sterminato e perseguitato chiunque la praticasse in quella che venne chiamata la Grande Epurazione. I comportamenti di Uther spesso sono alla stregua di quelli di un tiranno, essenzialmente ha la fiducia dei propri cavalieri e dei sudditi di Camelot, non necessariamente è un cattivo re, infatti gli va dato il merito di aver portato (seppur temporaneamente) a Camelot ordine e equilibrio. Uther combatte per la pace nel regno ma il problema è che crede solo nella legge della paura, egli è crudele e implacabile perché lo ritiene il solo modo per cementare il senso di stabilità in Camelot.
Ha avuto Artù dalla defunta moglie Ygraine, mentre Morgana è stato il frutto della relazione avuta con lady Vivienne benché fosse sposata con il suo migliore amico Gorlois. Uther ha tenuta nascosta la verità sulle circostanze della nascita di Morgana, avendola comunque adottata quando Gorlois e Vivienne morirono. L'odio di Uther contro la magia ha origine alla nascita di Artù, infatti aveva bisogno di un erede dunque, a causa della sterilità di Ygraine, chiese alla strega Nimueh di usare la magia affinché la sua regina potesse dargli un figlio, benché Nimueh lo avesse messo in guardia dato che, usare la magia per creare una vita, avrebbe inesorabilmente comportato un prezzo. Ygraine è morta durante il parto per bilanciare l'equilibrio della nascita di Artù, quindi Uther straziato dalla rabbia per la perdita di Ygraine, ma soprattutto vista la sua incapacità di prendersi la sua parte di responsabilità per la morte della moglie, riversò tutto il suo odio verso la magia, da lui ritenuta la sola responsabile del proprio vedovato.
Vuole molto bene ad Artù e Morgana, farebbe di tutto per proteggerli, ma questo non gli ha impedito di commettere molti errori con entrambi. Artù lo ammira dato che da Uther ha imparato valori quali il coraggio, l'onore e il dovere, tuttavia un elemento di disaccordo tra i due è che Artù non condivide la spietatezza con cui Uther governa Camelot benché comunque Artù non sarebbe mai capace di tradirlo. Anche se Uther è orgoglioso di Artù, che più volte si è rivelato responsabile, ubbidiente e valoroso, non ha mai accettato la loro diversità, egli ha sempre tentato di forzare Artù ad abbracciare i propri valori (spesso controversi) vedendo nell'indulgenza di suo figlio una debolezza: Uther non esita ad approfittare delle persone per il proprio interesse ed essendo accecato dall'orgoglio non scende a compromessi con nessuno, mentre Artù darebbe la propria vita per proteggere i suoi sudditi e sa appellarsi alla saggezza altrui, inoltre contrariamente a suo padre Artù non abusa mai della propria autorità. Uther infatti non è mai riuscito a corrompere Artù dato che suo figlio ha un cuore puro. Ironicamente è stata Morgana che ha ereditato la crudeltà paterna, Uther è la ragione per cui lei è diventata schiava della rabbia e dell'odio, egli è sempre stato all'oscuro del fatto che Morgana è nata con il dono della magia, Morgana non ha mai avuto dubbi sul fatto che Uther l'avrebbe fatta uccidere se lo avesse saputo, e per tanto tempo ha visto suo padre giustiziare a perseguitare coloro che praticavano la stregoneria (che Morgana reputa suoi pari) senza poterli aiutare.
È stato Uther a nominare Merlino servo di Artù, ma senza sapere che il ragazzo è un mago. Molte volte Merlino ha salvato la vita a Uther con la magia, anche se lo reputa un uomo ingiusto e un ipocrita. L'unica ragione per cui Merlino ha protetto Uther è perché Artù non è pronto a sobbarcarsi la responsabilità di diventare un sovrano vista la sua inesperienza, infatti il regno di Uther rappresenta una necessaria seppur provvisoria fase di passaggio prima dell'avvento del grande regno di Artù. Sostanzialmente è un uomo assennato e giudizioso, ma l'odio morboso per la magia lo spinge a perdere il senso della razionalità, emerge spesso che davanti alla stregonera Uther diventa paranoico, pronto a far uccidere chiunque la pratichi, anche solo sulla base di sospetti infondati, è stato suggerito varie volte che probabilmente ha condannato a morte anche degli innocenti. Anche se Uther si prodica per proteggere il suo regno, è lapalissiano che proprio lui ha numerose volte provocato i suoi nemici con la propria cattiveria e la sua irresponsabilità mettendo Camelot in pericolo. Uther è consapevole che i propri metodi probabilmente sono sbagliati e non sempre va orgoglioso delle sue scelte, ma essendo troppo arrogante ogni suo tentativo di redenzione si è rivelato proibitivo.
Anche se non più in giovane età, Uther è ancora un ottimo combattente, è stato l'unico oltre ad Artù e Merlino a impugnare la spada Excalibur, la cui lama è stata animata dal potere del fuoco di drago. Uther si è servito di Exalibur per annientare lo spettro di Tristan de Bois, il fratello di Ygraine che Uther in passato aveva ucciso, Merlino però sottrae la spada a Uther dato che con il suo potere, in mano a un uomo spietato come lui, avrebbe solo causato distruzione. L'unica occasione in cui Uther ha autorizzato la magia è stata quando Morgana stava per morire, infatti Merlino con la stregoneria la salva, e in questo frangente Morgana scopre di essere la figlia illegittima del re. Uther pur amandola non la può riconoscere perché ciò probabilmente getterebbe un'onta sulla propria reputazione.
Tuttavia Morgana, che ha stabilito un'alleanza con l'esercito di Cenred, riesce a usurpare il trono a Uther potendo reclamarlo come sua figlia, Uther viene chiuso in una cella e Morgana gli rinfaccia tutto il suo odio. Merlino e Artù riescono a salvare Camelot sconfiggendo gli invasori, ma Uther sconvolto dal tradimento di Morgana ha ormai perso il senno, non è più capace di guidare Camelot, infatti ormai è Artù che si è fatto carico di questa responsabilità, trovando il sostegno di Agravaine de Bois, il fratello di Ygraine e Tristan. Re Odin manda un sicario a uccidere Artù, tuttavia Uther lo affronta uccidendolo, ma durante lo scontro viene gravemente ferito. Consapevole di essere stato un cattivo padre avendo dedicato più tempo al suo regno che al figlio, Uther accetta serenamente la sua morte, Merlino tenta di salvarlo con un incantesimo ma Agravaine (segretamente cospiratore e alleato di Morgana) mette al collo di Uther una collana che Morgana gli aveva conferito, essa converte la magia di Merlino in potere oscuro che, invece di salvare Uther, lo uccide.
Artù diventa il nuovo re di Camelot, dopo oltre tre anni dalla morte di Uther, Artù suona il Corno di Cathbhadh e attraversa il mondo degli spiriti per parlare ancora una volta con l'amato padre. Tuttavia scopre che Uther è tutt'altro che orgoglioso di lui, Artù ha sposato Ginevra (una serva) facendo di lei una regina, ha nominato cavalieri uomini che non possiedono nobili origini, e non ha perseguitato la magia con la stessa intransigenza con la quale Uther governava. Artù torna nel mondo dei vivi ma senza volerlo apre un passaggio per lo spirito di Uther che come fantasma infesta il castello di Camelot. Il fantasma di Uther tenta di uccidere Ginevra e Percival (uno dei cavalieri più fidati di Artù) lui vuole eliminare coloro che reputa colpevoli di aver allontanato Artù dai valori con cui Uther lo aveva cresciuto sperando che così Artù possa governare usando gli insegnamenti paterni come solo punto di riferimento.
Anche se Artù ha riportato la pace a Camelot, per Uther è ininfluente, anche se è un fantasma e Artù il re in carica, per lui Camelot è ancora il suo regno e dunque il suo orgoglio gli impedisce di accettare che Artù possa essere un buon re governando con leggi diverse da quelle che Uther aveva stabilito. Artù tuttavia affronta suo padre, non cercando la sua approvazione mette in chiaro che non vuole diventare come lui, avendo capito che la rabbia di Uther era animata non dalla forza ma dalla paura. Uther cerca di uccidere Artù, pur volendogli bene per lui il proprio retaggio è ancora più importante del suo stesso figlio, preferisce vederlo morto piuttosto che lasciargli regnare Camelot in maniera così diversa da come faceva lui durante il proprio dominio. Merlino usa la magia per proteggere Artù, rivelando a Uther i suoi poteri di mago. Uther si sente umiliato, si era illuso che come regnante avesse liberato Camelot dalla stregoneria e invece, inconsapevolmente, aveva nominato un mago come servo di suo figlio. Uther cerca di uccidere Merlino, ma Artù lo salva suonando il Corno di Cathbhadh, così lo bandisce dal regno dei vivi a cui non appartiene più vincolandolo nel regno dei morti.

### Gaius
Gaius (interpretato da Richard Wilson e doppiato in italiano da Angelo Nicotra). Fedele servo di Uther e suo medico di corte, alloggia nel castello dando ospitalità a Merlino quando egli viene a vivere a Camelot, è stata la madre di Merlino a inistere affinché Gaius si occupasse di lui.

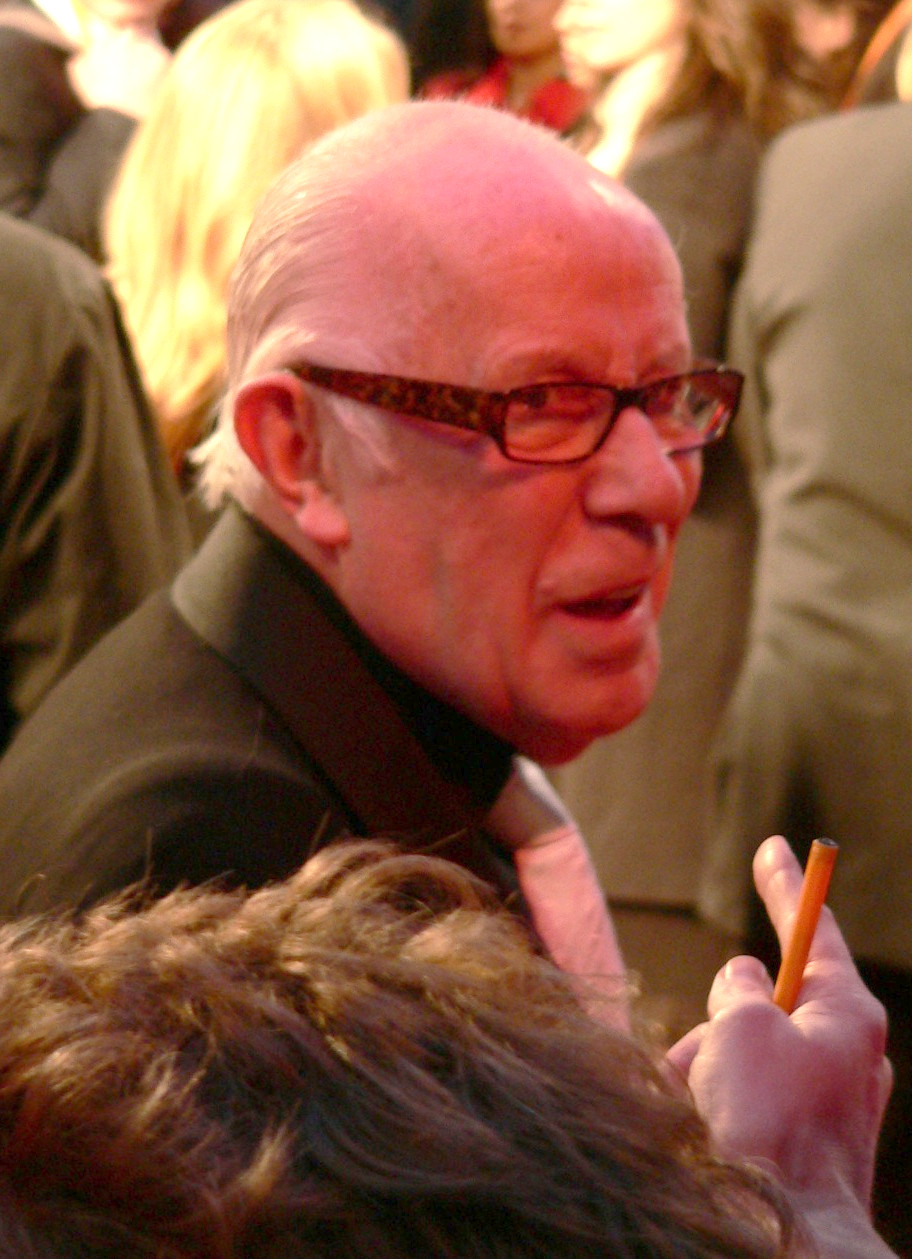
Richard Wilson interpreta Gaius.

Oltre alla medicina lui è uno stregone e sa anche usare la magia avendola studiata per molto tempo, in passato era sentimentalmente legato a Alice, una grande guaritrice dotata di poteri magici eccezionali. Uther voleva un erede, ma la moglie Ygraine era sterile e quindi Uther si rivolse alla strega Nimueh la quale si adoperò con la magia affinché concepisse un figlio: in effetti Gaius non era d'accordo nell'usare la stregoneria a tale scopo, e le sue preoccupazioni furono fondate dato che la magia che permise a Ygraine di dare alla luce Artù la privò della sua stessa vita per mantenere un equilibrio. Uther, dando la colpa alla magia per la perdita di sua moglie, diede inizio alla Grande Epurazione facendo uccidere tutti coloro che la praticavano, Gaius così dovette rinunciare a Alice dandole modo di fuggire dato che, essendo un'assertrice della magia, sarebbe stata condannata a morte. Gaius ha aiutato Uther nella lotta contro la magia solo per dare tempo a Alice di fuggire e proteggerla, infatti anche se rispetta Uther non condivide l'odio quasi ingiustificato che lui ha maturato contro la stregoneria, Gaius aiutando Uther nella Grande Epurazione ha fatto cose di cui non va fiero. Anche se Gaius praticava la magia, a quanto pare è l'unico che Uther ha volutamente risparmiato, probabilmente perché Gaius ha fatto voto di rinunciare all'uso della stregoneria.
Quando offre ospitalità a Merlino scopre della sua magia, lo esorta a tenerla nascosta per evitare che venga giustiziato. Gaius sa muoversi bene a corte, conoscendo Camelot, le sue leggi e i suoi tesi equilibri. Gaius è stata la prima persona che aveva scoperto che Morgana è dotata di poteri magici avendola seguita per molto tempo, dal momento che prova molto affetto per lei, ha cercato di impedirle di prendere coscienza della propria magia ritenendolo il modo migliore per proteggerla da Uther.
A modo suo Gaius rispetta Uther e lo reputa un sovrano capace di proteggere Camelot, ma sa che la sua arroganza lo porta spesso alla stoltezza, Gaius è per il re un consigliare (spesso però non ascoltato) in una certa misura Gaius è uno dei pochi capaci di far ragionare Uther e, occasionalmente, manipolarlo. Sebbene Gaius all'inizio avesse spronato Merlino a usare la sua magia con prudenza, scopre dal Grande Drago Kilgharrah che Merlino e Artù (quando quest'ultimo sarà il re) daranno vita a un'era di prosperità e pace a Camelot: ciò mette Gaius in una scomoda posizione, lui ci tiene a essere fedele a Uther ma comprende che la morte di quest'ultimo sarà inevitabilmente necessaria affinché Artù e Merlino possano conquistare il loro destino. 
Non è mai stato benedetto dal dono di un figlio, questo è il motivo per cui si lega tanto a Merlino considerandolo tale. Spesso hanno delle diatribe, non a caso Gaius molte volte lo fulmina con il suo sguardo severo. Gaius è il detentore dei suoi segreti, ed essendo l'unico a conoscenza della magia di Merlino, l'anziano medico lo aiuta nella sua lotta contro i nemici di Camelot, infatti Gaius è indispensabile per lui avendo una vasta conoscenza della magia, effettivamente il carattere cauto e saggio di Gaius bilancia l'avventatezza di Merlino. Gaius è un uomo modesto, sa di non aver mai dato uno scopo concreto alla propria esistenza, ed è per questo che essere di aiuto e di sostegno a Merlino ha rappresentato per lui il più grande onore della sua vita. Durante la Grande Epurazione, Gaius aveva salvato Balinor (il padre di Merlino) impedendo a Uther di ucciderlo facendo in modo che lui scappasse. Una prova del grande affetto che Gaius nutre per Merlino è stato il suo sacrificio avendo permesso a Nimueh di privarlo della sua vita in modo da salvare Hunith, la madre di Merlino. Nonostante ciò Gaius viene salvato dal mago, infatti Merlino con la magia uccide Nimueh riportando in vita Gaius.
Alla luce dell'affetto che prova per Morgana, si rivela deluso dal fatto che la ragazza tradisce Camelot, ma si rassegna capendo che Morgana è troppo diversa da Merlino, se lui infatti ha votato la sua esistenza a usare la magia per scopi nobili, Morgana ha usato i suoi poteri solo per soddisfare la propria cupidigia. Alice dopo 20 anni torna brevemente a Camelot, sembra che tra lei e Gaius possa esistere la possibilità di una riconciliazione, ma scopre che la donna è plagiata dalla crudele creatura chiamata manticora. Uther è in pericolo, infatti Alice condizionata dalla manticora attenta alla sua vita, fortunatamente Merlino e Gaius salvano il re, infine Gaius aiuta Alice a fuggire per evitare che venga giustiziata, benché avesse la possibilità di seguirla, sentendosi troppo legato a Merlino, preferisce rimanere a Camelot con lui.
Merlino e Gaius sono gli unici a corte che sono a conoscenza delle vere intenzioni di Morgana, sanno però che, in virtù dell'affetto che Uther prova per lei, non possono accusarla di tradimento. Gaius è la sola persona a cui Uther confessa il proprio segreto: Morgana è la sua figlia illegittima. Morgana, ora che scopre di essere la figlia del re, prende possesso del trono potendo reclamarlo, aiutata dalla sorella Morgause, tuttavia Gaius e Merlino usano insieme la magia e sconfiggono Morgause costringendo Morgana a fuggire.
Quando Uther viene mortalmente ferito da un sicario, Gaius non può fare nulla per salvarlo con la medicina, sconsiglia a Merlino di usare la magia per guarirlo, ma il ragazzo è determinato a farlo in modo che Artù possa vedere la magia su una luce più positiva. Gaius aiuta Merlino e preparare un incantesimo per guarire Uther, ma Morgana e Agravaine de Bois corrompono la magia usata da Merlino per uccidere Uther. Con la morte del re, suo figlio Artù diventa il nuovo sovrano di Camelot, ormai Gaius aveva già capito che la morte di Uther era necessaria per il passaggio del trono affinché Artù possa diventare il grande regnante che da sempre è destinato a essere. Ora che Artù è il re, Gaius tenta di convincerlo a essere più magnanimo verso la magia e coloro che ne fanno utilizzo.
Morgana prende possesso del castello di Camelot aiutata dai mercenari di Helios, tiene prigioniero Gaius nelle celle, e con lui i cavalieri che si prendono cura dell'anziano uomo, a stento Morgana gli dà del cibo. Gaius si salva solo quando Merlino e Artù guidano il popolo nella battaglia per cacciare Morgana dal regno uscendone vincitori.
Quando Artù nomina Mordred suo cavaliere, al contrario di Gauis che non lo reputa un pericolo, Merlino è diffidente verso Mordred che secondo le profezie è colui che ucciderà Artù. Ormai Gaius è costretto a constatare quanto Merlino sia cambiato, specialmente quando era tentato di lasciar morire Mordred dopo che le Dísir lo avevano ferito con una lancia per proteggere Artù, infatti Gaius ha capito che Merlino non è più lo stesso ragazzo compassionevole che conobbe quando venne a vivere a Camelot. Come Merlino aveva previsto, Mordred tradisce Artù passando dalla parte di Morgana e alla guida dei sassoni combattono contro le armate di Artù nella battaglia di Camlann, dove Gaius aiuta Ginevra occupandosi dei feriti nell'accampamento.
I soldati di Camelot vincono, mentre Mordred viene ucciso da Artù, ma non prima che egli ferisca il re con la spada temprata dal fuoco di drago, tanto che Gaius consiglia a Merlino di portare Artù nel lago di Avalon dove i Sidhe dovrebbero guarirlo con la loro magia. Ormai Artù ha scoperto che Merlino è un mago, intuendo che Gaius lo aveva sempre saputo e che ha sottaciuto per tutto il tempo, in ogni caso Artù consegna a Gaius il sigillo reale chiedendogli di darlo a Ginevra, se non dovesse sopravvivere, vuole che sia lei la regnante di Camelot. Purtroppo Merlino, pur uccidendo Morgana, non fa in tempo a portare Artù al lago di Avalon prima che muoia, quindi Gaius assiste alla proclamazione di Ginevra come unica sovrana del regno.

### Kilgharrah
Kilgharrah (doppiato in originale da John Hurt e in italiano da Renato Mori (st. 1-2) e Massimo Corvo (st. 3-5)) è un drago, nonché la voce narrante del prologo della serie. Kilgharrah che esiste da migliaia di anni prima della prima stagione, è un enorme drago, dalla fisionomia ispirata alle classiche raffigurazioni di queste creature: ha quattro zampe e due ali ed è capace di sputare fiamme. Sa parlare, quantunque si esprima spesso in maniera sibillina. Il suo nome viene rivelato solo nel finale della seconda stagione, viene chiamato Grande Drago oppere semplicemente Drago. I personaggi di Kilgarrah e Aithusa (la dragonessa bianca che compare nella quarta e nella quinta stagione) sono ispirati dalla leggenda di Dinas Emrys, stando alla quale il re britanno Vortigern consultò il mago Merlino per sapere perché le fondamenta della fortezza che lui si stava facendo costruire regolarmente crollavano, il giovane mago gli spiegò che era per via di un drago rosso e un drago bianco intrappolati in una caverna sotterranea, impegnati in una furibonda lotta che faceva tremare il suolo, inoltre il mago interpretò la visione come una profezia dell'avvento al trono di Britannia dei Pendragon (il loro stemma era un drago rosso) e della lotta che avrebbero sostenuto contro gli invasori sassoni (rappresentati invece dal drago bianco).
È l'ultimo drago esistente, indubbiamente Kilgharrah è la creatura più potente della serie, infatti persino la magia di Merlino non può nulla contro di lui, essendo un drago egli non è da associare a una bestia, bensì a un essere magico, sembra possedere dei poteri divinatori, e la sua conoscenza della magia è sconfinata. Kilgharrah venne intrappolato nei sotterranei di Camelot da Balinor, il padre di Merlino e Signore dei Draghi, il cui potere come suggerisce il nome ha la facoltà di dominare le creature come Kilgharrah. In realtà Balinor venne ingannato da Uther, il quale gli fece credere che desiderava concordare una tregua con il Grande Drago, ma desiderava solo imprigionarlo, la forza di Kilgharrah venne soppressa da una catena magica che tutt'ora lo vincola ai sotterranei del regno di Uther, in effetti la cattura di Kilgharrah rappresentò la vittoria definitiva di Uther contro la magia e la fine della Grande Epurazione. Da oltre 20 anni Kilgharrah è imprigionato nelle grotte sotterranee, il suo cuore è stato corrotto dalla rabbia, non del tutto ingiustificata.
Quando Merlino viene a vivere a Camelot, da subito il Grande Drago entra in contatto con lui guidandolo nelle grotte dove la creatura è stata intrappolata, è proprio Kilgharrah a metterlo a conoscenza della profezia secondo cui Merlino guiderà Artù facendo di lui il re che convertirà Camelot nel regno di Albione, e che grazie a loro la magia potrà trionfare nuovamente. Si rivolge spesso a Merlino chiamandolo "giovane mago" proprio come Gaius anche lui per Merlino rappresenta una sorta di guida: tuttavia se i consigli ricevuti da Gaius sono motivati dalla saggezza a dal genuino e disinteressato affetto che nutre per Merlino, al contrario Kilgharrah si rivela più cinico, egli infatti non è totalmente privo di ombre. Kilgharrah è un essere generato dall'Antica Religione, dalla quale trae forza la magia di Merlino, infatti come lui stesso afferma parlando con il ragazzo «Sono un tuo parente».
Fin dall'inizio era l'unico a sapere che Morgana è la figlia illegittima di Uther, ha del re di Camelot un bassissima considerazione, infatti più volte ha desiderato la sua morte. Merlino a modo suo considera Kilgharrah un amico, ma non sempre accetta la sua ambiguità, Kilgharrah crede cecamente in un futuro radioso per la magia dove Merlino e Artù guideranno Camelot, ma pur di far sì che ciò si avveri, spesso tenta di spingere Merlino a commettere azioni controverse e persino immorali. Il Grande Drago ha più volte messo in guardia Merlino su Morgana e Mordred, avvertentolo delle nefaste profezie secondo cui i due saranno coloro che determineranno la morte di Artù: più volte ha tentato di convincere Merlino a lasciarli morire per evitare che l'oscuro futuro che li vede osteggiare Artù si avveri, ma Merlino ha sempre ignorato i suoi avvertimenti, anche perché i suoi principi morali gli impediscono di decretare la morte di entrambi con tanta superficialità.
È proprio Kilgharrah con il suo fuoco magico a dare potere a Excalibur, la spada forgiata dal padre di Ginevra, infatti anche se il Grande Drago aveva esitato sapendo quanto un'arma temprata dal suo fuoco possa essere pericolosa, ha accettato di offrirla a Merlino affinché Artù possa usarla per distruggere lo spettro di Tristan de Bois a patto che solo lo stesso Artù sia l'unico a brandire la spada. Tuttavia è stato Uther a impugnare Excalibur distruggendo Tristan, tanto che il Grande Drago si inferocisce imponendo a Merlino di allontanare Excalibur da Uther sapendo che in mano a un uomo come lui la spada sarebbe solo uno strumento di morte.
Quando Artù rischia di morire a causa di una ferita che gli è stata inflitta dalla Bestia Errante, pur di salvarlo Kilgharrah manipola Merlino affinché sia la madre del mago, Hunith, a morire al posto del principe. Furtunatamente sia Artù che Hunith si salvano grazie all'intervento di Merlino e Gaius, ma dopo quanto accaduto Merlino decide di non voler più avere nulla a che fare con il Grande Drago, lo punisce con la promessa che non lo libererà mai dalla sua prigionia. Purtroppo Merlino è costretto a scendere con Kilgharrah a un compromesso, infatti quando il potente stregone Cornelius Sigan minaccia Camelot, Merlino accetta l'aiuto di Kilgharrah che gli dona il potere di sconfiggerlo, ma ora Merlino è costretto a fargli una promessa: dovrà liberarlo dalla catena che lo tiene imprigionato nelle caverne.
Il momento di mantenere il patto si presenta quando Kilgharrah lo aiuta a fermare Morgause che stava per sottomettere Camelot con l'aiuto dei Cavalieri di Medhir, infatti il Grande Drago lo aiuta a sconfiggerla, ma essendo obbligato moralmente a rispettare la promessa Merlino libera Kilgharrah. Usa una delle spade dei Cavalieri di Medhir facendo filtrare la propria magia nella lama e spezza la catena. Merlino aveva già intuito che il Grande Drago avrebbe cercato vendetta contro Camelot, per questo ha esitato a liberarlo, e infatti Kilgharrah dà sfogo alla propria opera di distruzione nel regno, muoiono anche degli innocenti. Merlino, prendendo coscienza che egli possiede gli stessi poteri di suo padre Balinor, e che anche lui è un Signore dei Draghi, usa questo potere per controllare Kilgharrah il quale è costretto a sottomettersi alla sua volontà. Merlino ha l'occasione di ucciderlo ma gli risparmia la vita, i draghi sono una nobile specie e indipendentemente dagli errori commessi da Kilgharrah, non vuole che si estinguano.
La misericordia di Merlino placa la rabbia del Grande Drago, spesso Merlino con i suoi poteri lo invoca in cerca di consigli. Kilgharrah è presente alla nascita di Aithusa, la draghessa bianca, dopo che Merlino salva l'uovo dal quale è nata, benché si credesse che Kilgharrah fosse l'ultimo della propria specie. Purtroppo in un'occasione, quando Merlino arriva quasi involontariamente a uccidere Morgana, costringe Kilgharrah a concedergli il potere di salvarla, benché il Grande Drago avrebbe preferito lasciarla morire sapendo che se lei vivrà causerà solo morte. Dato che Merlino è un Signore dei Draghi, Kilgharrah non ha avuto altra scelta che obbedirgli, avendo trovato però immorale che Merlino abbia usato il proprio potere su di lui con tanta prepotenza.
In alcune occasioni Kilgharrah ha dovuto combattere per aiutare Merlino, ad esempio salvandolo dai serkets, oppure combattendo contro i Dorocha, ma soprattutto annientanto l'armata di Agravaine de Bois quando stava dando la caccia a Merlino e Artù: ciò mette sempre ben in evidenza la straordinaria forza di Kilgharrah che non ha eguali.
Nell'ultima stagione il Grande Drago appare vecchio e fatica a volare, e lui stesso confesserà a Merlino che il suo ciclo vitale è prossimo a concludersi. Come Kilgharrah aveva predetto, Mordred causa la morte di Artù, infatti i due si affrontano ed entrambi nel loro breve scontro perdono la vita. Kilgharrah avrà un ruolo determinante nella morte di Morgana, infatti dato che quest'ultima è una potente sacerdotessa, solo un'arma molto potente può deciderne la morte, quindi Merlino impugna Excalibur (che Kilgharrah aveva temprato con il suo stesso fuoco) e la usa per ucciderla. Il Grande Drago tenta di alleviare il dolore di Merlino per la morte di Artù dicendogli che non c'era null'altro da fare: era proprio così che era stato predetto e che doveva andare a finire. In ogni caso la morte di Morgana segna l'inizio della pace e la nascita di Albione, Kilgharrah spiega a Merlino che Artù tornerà quando il regno avrà nuovamente bisogno di lui, aggiungendo che aiutare Merlino è stato un onore, e che la storia in cui tutti loro hanno avuto un ruolo vivrà a lungo nella memoria degli uomini.

### Agravaine de Bois
Lord Agravaine de Bois (interpretato da Nathaniel Parker e doppiato da Roberto Pedicini) è uno degli antagonisti principali della quarta stagione. È versato soprattutto nell'arte della persuasione, della manipolazione e dell'inganno. È il fratello della defunta regina Ygraine, quindi zio di Artù e cognato di Uther Pendragon. Nelle stagioni precedenti non viene menzionato, fatto giustificabile dal cattivo sangue che corre fra lui ed Uther, responsabile non solo della morte di Ygraine ma anche dell'uccisione di un fratello di Agravaine, tal Sir Tristan de Bois

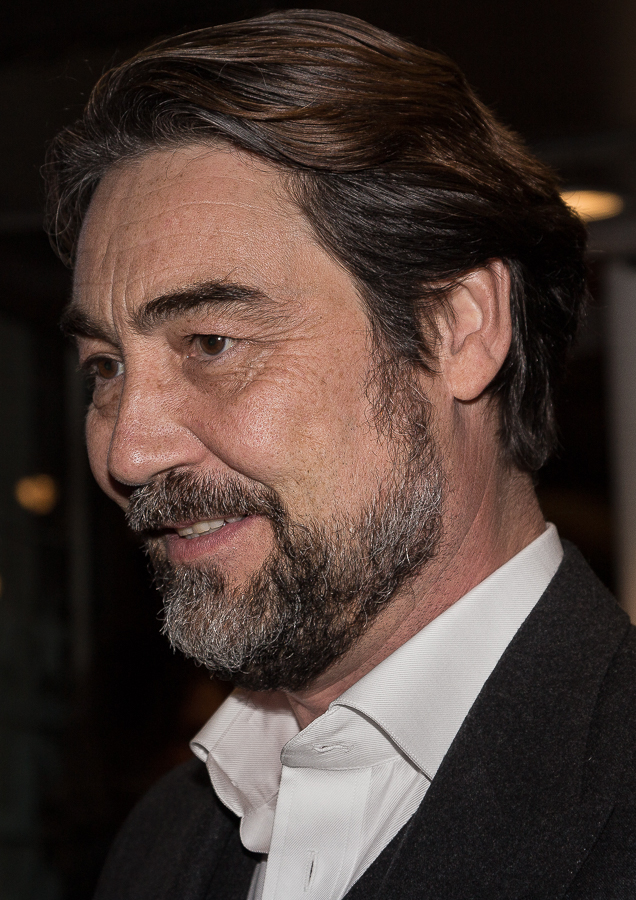
Nathaniel Parker interpreta Agravaine de Bois.

Agravaine è uno dei cavalieri di Camelot, con Uther che ormai ha perso il senno come reazione al tradimento di sua figlia Morgana, è Artù a guidare il regno, con suo zio che gli offre i propri servigi. Artù ha una buona considerazione di Agravaine benché non condivida pienamente i suoi punti di vista. La fedeltà di Agravaine verso il nipote è falsa, lui è segretamente alleato di Morgana, rivestendo per lei il ruolo di spia informandola puntualmente su tutte le mosse e le decisioni di Artù. L'uomo sembra altresì innamorato della strega, benché lei non pare ricambiarlo, anzi più volte lo umilia, lo manipola e lo minaccia pure di morte, sprezzando apertamente la sua ritrosia (Agravaine è decisamente meno sanguinario ed ambizioso dell'alleata).
Benché Artù sia il figlio della defunta sorella di Agravaine, ciò sembra per lui ininfluente nonostante avesse promesso a Ygraine che si sarebbe preso cura del nipote, infatti solo all'apparenza è un zio premuroso pronto a elargirgli saggi consigli, ma in realtà ciò che vuole è annientare Artù in modo che Morgana possa diventare la regnante di Camelot. Quando Uther viene ferito mortalmente, Artù decide di usare la magia per salvarlo, commette però lo sbaglio di mettere al corrente Agravaine delle proprie intenzioni. Quest'ultimo si rivolge a Morgana la quale gli affida un medaglione: Agravaine deve metterlo al collo di Uther in modo che la magia di Merlino, che dovrebbe guarirlo, invece ne decreti la morte. Approfittando del fatto che Uther è tutto solo e incosciente nella sua camera da letto, Agravaine ottiene la sua vendetta contro l'odiato cognato mettendogli al collo il medaglione dando il suo addio a Uther con parole lapidari «Avrai tutto quello che meriti vecchio mio». Il suo piano va a buon fine e Merlino inavvertitamente uccide Uther con la magia che avrebbe dovuto guarirlo a causa del medaglione che Agravaine gli aveva messo al collo.
Con la dipartita di Uther, adesso Artù diventa il nuovo re di Camelot, con Agravaine che gli fa da consigliere, soltanto Merlino e Gaius sono a conoscenza del fatto che egli è un cospiratore. I suggerimenti che Agravaine offre al nipote sono in effetti coerenti con la politica fin lì adottata da Uther, ma anche se Artù rispetta il parare di Agravaine lui desidera regnare su Camelot in maniera diversa. Agravaine sa che Artù è ingenuo, e ne approfitta per manipolarlo, infatti i consigli che dà al giovane re sembrano avere lo scopo di guidarlo nella giusta direzione ma in realtà servono soltanto a renderelo insicuro e ad allontanarlo da coloro che gli sono devoti.
In particolare Agravaine vede in Ginevra, la futura sposa di Artù, una minaccia, tenta spesso di dividerli, in verità Agravaine identifica in Ginevra un ostacolo proprio perché ne riconosce le qualità, avendo capito che lei è intelligente e saggia. Solo in un'occasione Merlino ha avuto il coraggio di mettere Artù in guardia da Agravaine tentando di fargli capire che lo zio lo sta tradendo, ma Artù si rifiuta di credergli.
Alla fine Agravaine si rivela per quello che è quando aiuta Morgana a spodestare Artù dal trono, suo nipote scappa con Merlino e i due si rifugiano nel villaggio di Eldor. Per Artù è stato molto umiliante che suo zio lo abbia tradito, in effetti proprio alla luce del fatto che Agravaine gli abbia voltato le spalle che Artù, per la prima volta, prende coscienza che una delle sue maggiori debolezze è che non sa diffidare di coloro che gli stanno vicino e che non è bravo a capire le persone. Agravaine e i suoi uomini raggiungono Eldor, di conseguenza Artù e Merlino scappano, si addentrano nelle caverne mentre Kilgharrah (evocato da Merlino) fa strage dei soldati di Agravaine. Quest'ultimo fa in tempo a raggiungere le grotte, si lancia all'inseguimento di Artù e Merlino, quest'ultimo si separa dal re dandogli il tempo di fuggire, preferendo affrontare Agravaine da solo.
Nel confronto tra Agravaine e Merlino, quest'ultimo dà sfoggio della propria magia riuscendo a sottomettere Agravaine, rivelandogli dunque di essere un mago, cosa di cui nessuno a corte era a conoscenza. Agravaine è allibito, tuttavia ne sembra quasi compiaciuto, affermando che lui e Merlino non sono tanto diversi, entrambi sono stati al fianco di Artù facendo finta di essere ciò che non erano. Agravaine prova ad attaccare Merlino, ma nemmeno il tempo di avvicinarsi a lui che il mago, con la sua magia, lo scaraventa contro una parete rocciosa, l'impatto è talmente violento che Agravaine non sopravvive.

## Personaggi secondari (Genitori, amici, alleati e nemici dei protagonisti)

### Hunith
Hunith (guest star stagione 1 e 4, interpretata da Caroline Faber, doppiata da Alessandra Korompay) è una contadina del villaggio di Ealdor e madre di Merlino, avuto da una breve relazione amorosa con il mago e signore dei draghi Balinor, il quale dovette abbandonarli perché braccato dai soldati di Uther Pendragon. All'inizio della serie, manda il figlio a Camelot per essere istruito ed allevato dal saggio Gaius, dato che a Ealdor il giovane non riesce a vivere bene con i suoi poteri magici di cui non realizza ancora pienamente la natura. La donna è comunque molto legata a Merlino, e compare ancora due volte nella prima stagione e poi brevemente nella penultima puntata della quarta, in cui dà rifugio ad Artù, interpretato da Merlino, interpretato da Tristano e Isotta inseguiti dai soldati di Lord Agravaine e Morgana.

### Tom
Tom (guest star stagione 1, interpretato da David Durham) è il padre di Ginevra ed Elyan, di professione fa il fabbro. È stato lui a forgiare Excalibur, nella quale il drago Kilgharrah infonde il potere di eliminare i morti viventi. Viene ucciso dalle guardie del re Uther perché accusato di collaborare con uno stregone ribelle di nome Tauren.

### Cenred
Re Cenred (ricorrente stagione 3, interpretato da Tom Ellis, doppiato da Francesco Prando) è il re del regno di Essetir, fieramente ostile a Camelot, ne fa parte anche Ealdor, il villaggio natale di Merlino. È un uomo crudele e amante degli intrighi. Viene menzionato già nelle prime due stagioni, appare poi in quattro puntate della terza. Nei primi due episodi, consigliato dalla sacerdotessa Morgause, della quale si dichiara invaghito, infatti è solo per lei che brama di annientare Camelot della quale Morgause a sua volta è nemica, di conseguenza Cenred non agisce per un tornaconto personale: lui stesso ha ammesso che possiede potere e ricchezze a sufficienza, distruggere e conquistare Camelot non gli porterebbe nessun guadagno. Sferra un pesante attacco contro la città di re Uther Pendragon, momentaneamente fuori combattimento a causa delle stregonerie di Morgause, ma desiste a causa dell'accanita resistenza opposta dal principe Artù. In seguito attira il principe in una trappola nel castello di Fyrien, ma, nonostante l'insistenza di Morgana (di nuovo in combutta con lui e Morgause), non lo uccide subito e se lo fa sfuggire. Nel penultimo episodio i suoi soldati mettono le mani sulla Coppa della Vita, con la quale Morgause riesce a trasformarli in immortali, e con essi marcia alla volta di Camelot; Cenred, ormai divenuto inutile per i suoi scopi, viene assassinato da uno dei suoi uomini per ordine della stessa Morgause. In seguito alla sua morte Re Lot diventa il nuovo re di Essetir.

### Annis
La regina Annis (guest star stagione 4 e 5, interpretata da Lindsay Duncan, doppiata da Ludovica Modugno) è la moglie del re di Carleon, un reame nemico di Camelot. Appare nella quinta puntata della quarta stagione, quando, dopo che suo marito ha tentato di invadere il regno di Camelot ed è stato catturato e ucciso da re Artù, raduna un esercito per muovere alla vendetta. Con lei si schiera anche Morgana. Artù però, professandosi pentito dell'uccisione del re di Carleon, ottiene di decidere la questione in un duello con un campione di Annis, anziché in una battaglia in campo aperto; dopo il duello, la regina capisce che Artù in realtà vuole la pace, per cui accetta di ritirarsi e rinuncia alla vendetta. Annis appare una seconda volta nella prima puntata della quinta stagione, quando concede a re Artù e ai suoi cavalieri di attraversare il suo reame.

### Mithian
La principessa Mithian (guest star stagione 4 e 5, interpretata da Janet Montgomery, doppiata da Chiara Gioncardi) è la figlia del re Rodor di Nemeth. Nell'undicesima puntata della quarta stagione, re Artù, dopo il tradimento e la messa al bando di Ginevra, decide di fidanzarsi con Mithian, per risolvere vecchie contese territoriali fra i loro regni. Mithian prova da subito simpatia per il suo promesso sposo e si dimostra gentile e umile, ma Artù durante una battuta di caccia si rende conto di essere ancora innamorato di Gwen, e decide perciò di annullare il fidanzamento. Mithian riappare nella quinta stagione, quando, accompagnata dalla vecchia serva Hilda, giunge a Camelot ad invocare l'aiuto di re Artù per liberare suo padre, il cui regno è stato occupato da re Odin. Si tratta in verità di uno stratagemma di Hilda (che in verità è Morgana), per attirare re Artù in una trappola e ucciderlo. Tuttavia, grazie a Merlino, la trappola viene sventata e Mithian e suo padre rimessi sui loro troni

### Aithusa
Aithusa (guest star stagione 4, ricorrente 5) è una dragonessa bianca (molto rara). Il suo uovo, tenuto a lungo nascosto in una tomba, viene recuperato da Merlino, ultimo Signore dei Draghi, e fatto schiudere nella quarta puntata della quarta stagione. Il drago Kilgarrah, che fino a quel momento credeva di essere l'ultimo superstite della sua specie, considera la nascita di Aithusa come un segno di speranza per il futuro. Ma nell'ultima puntata della quarta stagione Aithusa si imbatte invece in Morgana, ferita durante la sua rovinosa fuga da Camelot, e la guarisce col suo fiato magico. Per la strega da quel momento la dragonessa sarà un fido animale da compagnia, con la quale condividerà anche i duri anni di prigionia nelle segrete del crudele Sarrum, dalle quali Aithusa uscirà debilitata e traumatizzata. Diversamente da Kilgarrah, Aithusa non è capace di parlare (non è noto sapere se è per via del fatto che sia ancora molto giovane e/o per via del lungo periodo di prigionia e torture). Riappare in alcune puntate della quinta stagione, sempre al seguito di Morgana. È Aithusa che tempra nel proprio fuoco la spada con la quale Mordred ferisce a morte re Artù nella battaglia finale della serie, battaglia in cui partecipa anche lei, ma è costretta a ritirarsi per ordine di Merlino, Signore dei Draghi, dopodiché non si sa che fine faccia.

### Odin
Re Odin (guest star stagione 2 e 5, interpretato da Fintan McKeown, doppiato da Diego Reggente) è il sovrano di un reame vicino a Camelot, che appare solo due volte nella serie ma viene menzionato continuamente come acerrimo nemico di Artù Pendragon. Come spiegato nella seconda puntata della seconda stagione, questo odio è dovuto all'uccisione di suo figlio per mano del principe Artù, nel corso di un duello che proprio il figlio di Odin aveva voluto per rendere orgoglioso il padre. È un sicario assoldato da Odin che nella terza puntata della quarta stagione ferisce mortalmente il re Uther Pendragon, intervenuto a difendere il figlio Artù, che era il vero obiettivo dell'attentato. Nella quarta puntata della quinta stagione, Odin e i suoi uomini, d'intesa con la sacerdotessa Morgana, invadono il regno di Nemeth, alleato di Camelot, per indurre re Artù ad intervenire in suo soccorso ed attirarlo in una trappola. Il piano viene però sventato da Merlino, Artù e Odin si affrontano in un ultimo duello, ma al termine, benché vincitore, Artù risparmia la vita al nemico, convincendolo a porre fine alla loro faida per il bene dei loro regni.

### Geoffrey di Monmouth
Geoffrey di Monmouth (guest star stagione 1-4, interpretato da Michael Cronin, doppiato da Sandro Iovino) è il bibliotecario di corte e funzionario delle cerimonie a Camelot. È un vecchio amico di Gaius. Merlino in alcune occasioni si è rivolto a Geoffrey per dei consigli, dato che l'anziano uomo possiede una certa conoscenza nel campo delle creature magiche. Uno storico Geoffrey di Monmouth è esistito veramente nel XII sec. ed era appunto un cronista della leggenda di Re Artù.

### La Cailleach
La Cailleach (guest star stagione 4, interpretata da Gemma Jones, doppiata da Ada Maria Zanetti) è la guardiana del mondo dei morti, appare quando Morgana apre una crepa (con il sacrificio di Morgause) nel mondo dei morti, liberando così delle creature spaventose, i Dorocha. La Cailleach è poi presente quando la crepa si chiude con il sacrificio di Lancillotto.

### Ygraine
La Regina Igraine (guest star stagione 2-3, interpretata da Alice Patten, doppiata da Antonella Baldini) è la moglie di Re Uther, madre di Artù e sorella di Ser Tristan e Lord Agravaine.
Morì dando alla luce Artù perché, essendo sterile, il marito la ingannò chiedendo alla strega Nimueh di fargli partorire un figlio maschio, cosicché non cessasse la casata dei Pendragon. Però con la nascita di Artù, Nimueh, inconsapevolmente, dovette prendersi la vita di Ygraine a causa delle leggi dell'Antica Religione. Uther la considerava il suo grande amore, arrivò persino ad ammettere che avrebbe preferito che Artù non nascesse pur di non perderla. La si vede nell' ep. 2x8, mentre racconta ad Artù la sua nascita, evocata da Morgause. Nei primi due episodi della terza stagione compare, insieme a tanti bambini uccisi da lui, ad Uther: le visioni del re sono causate dalla radice di mandragola creata da Morgause con l'aiuto di Morgana. Fu la sua morte, che creò la spaccatura tra la magia e il Regno di Camelot. Uther non parla mai di lei al figlio, perché è troppo addolorato di averla persa.

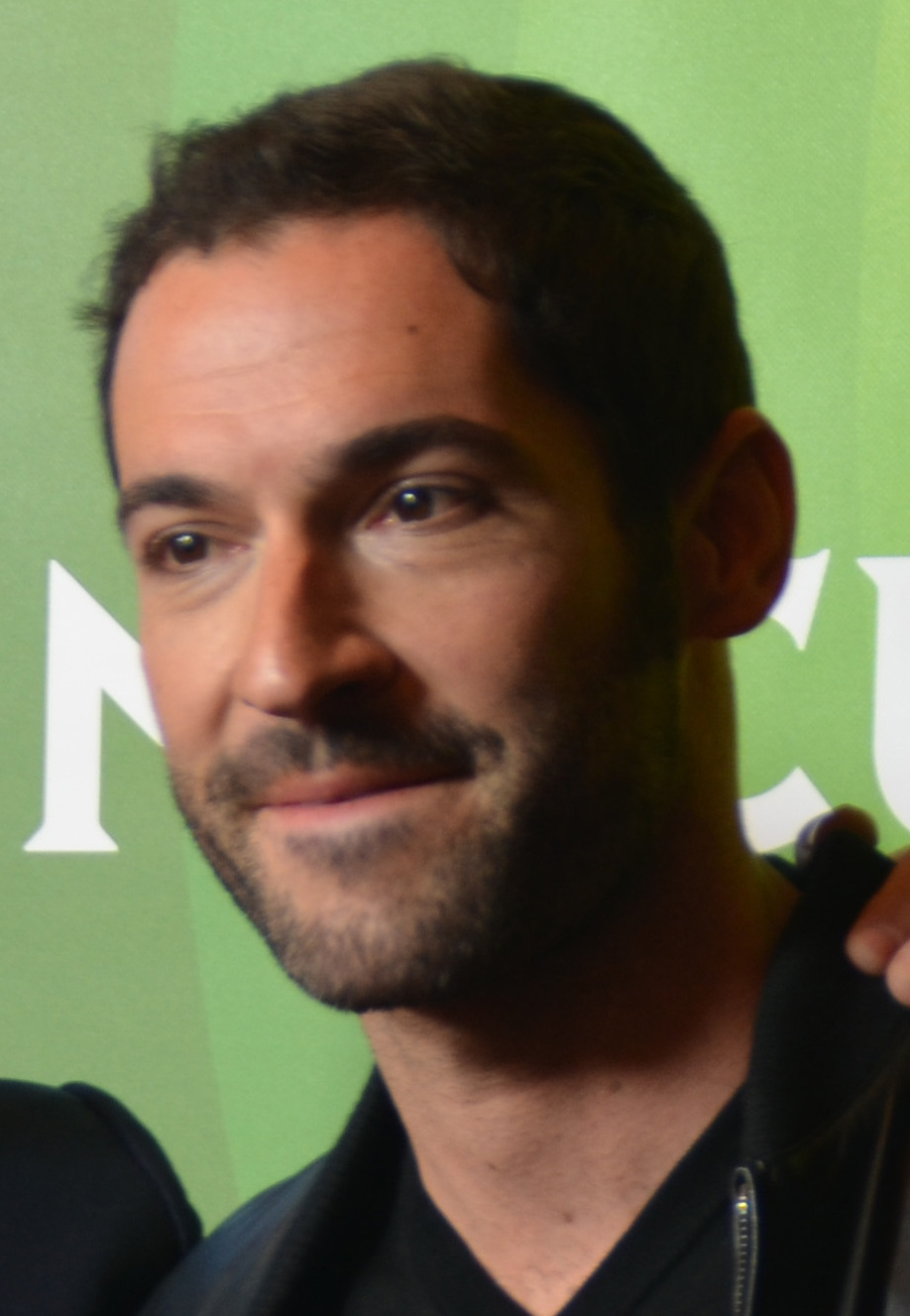
Tom Ellis interpreta Cenred
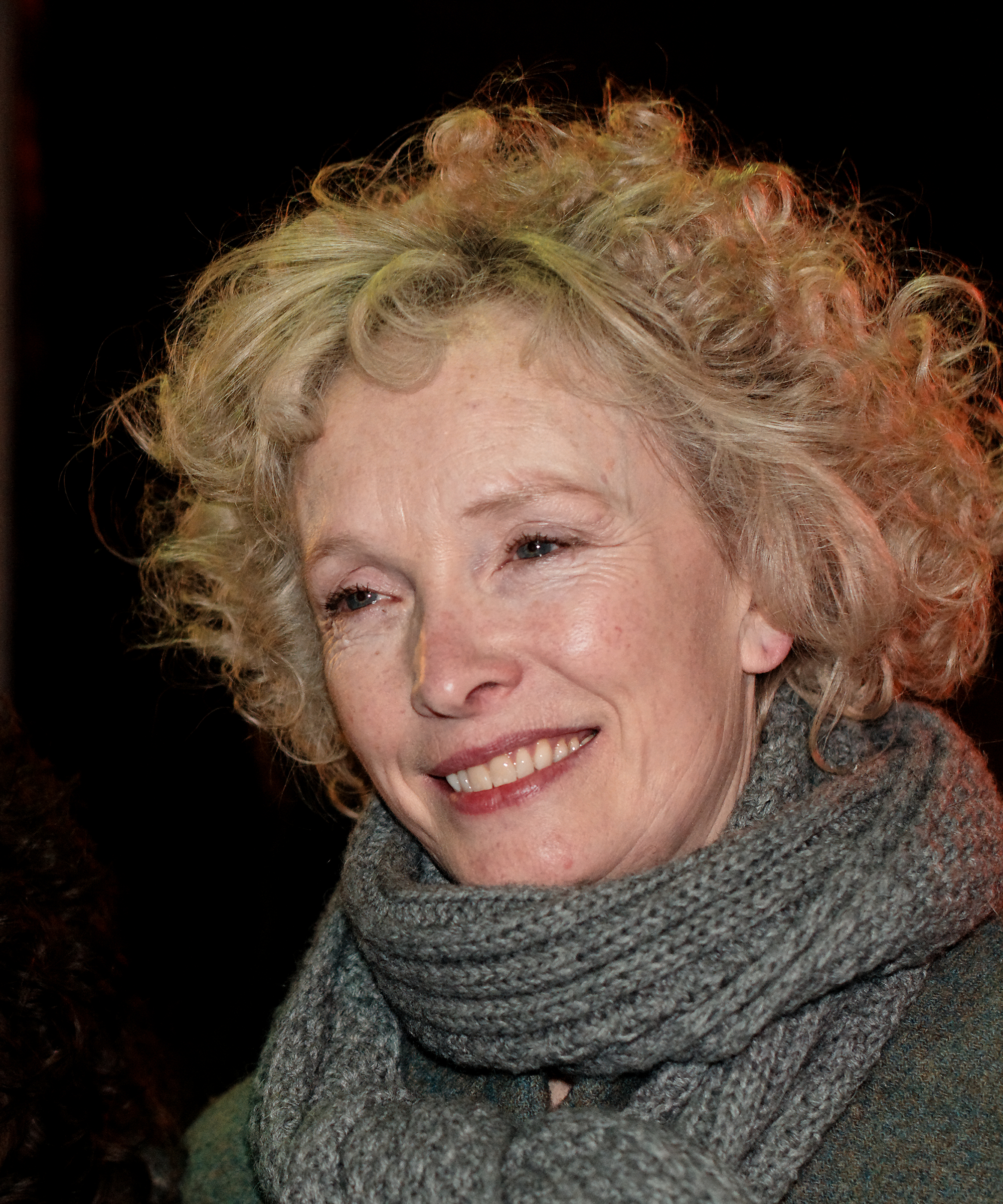
Lindsay Duncan interpreta Annis.
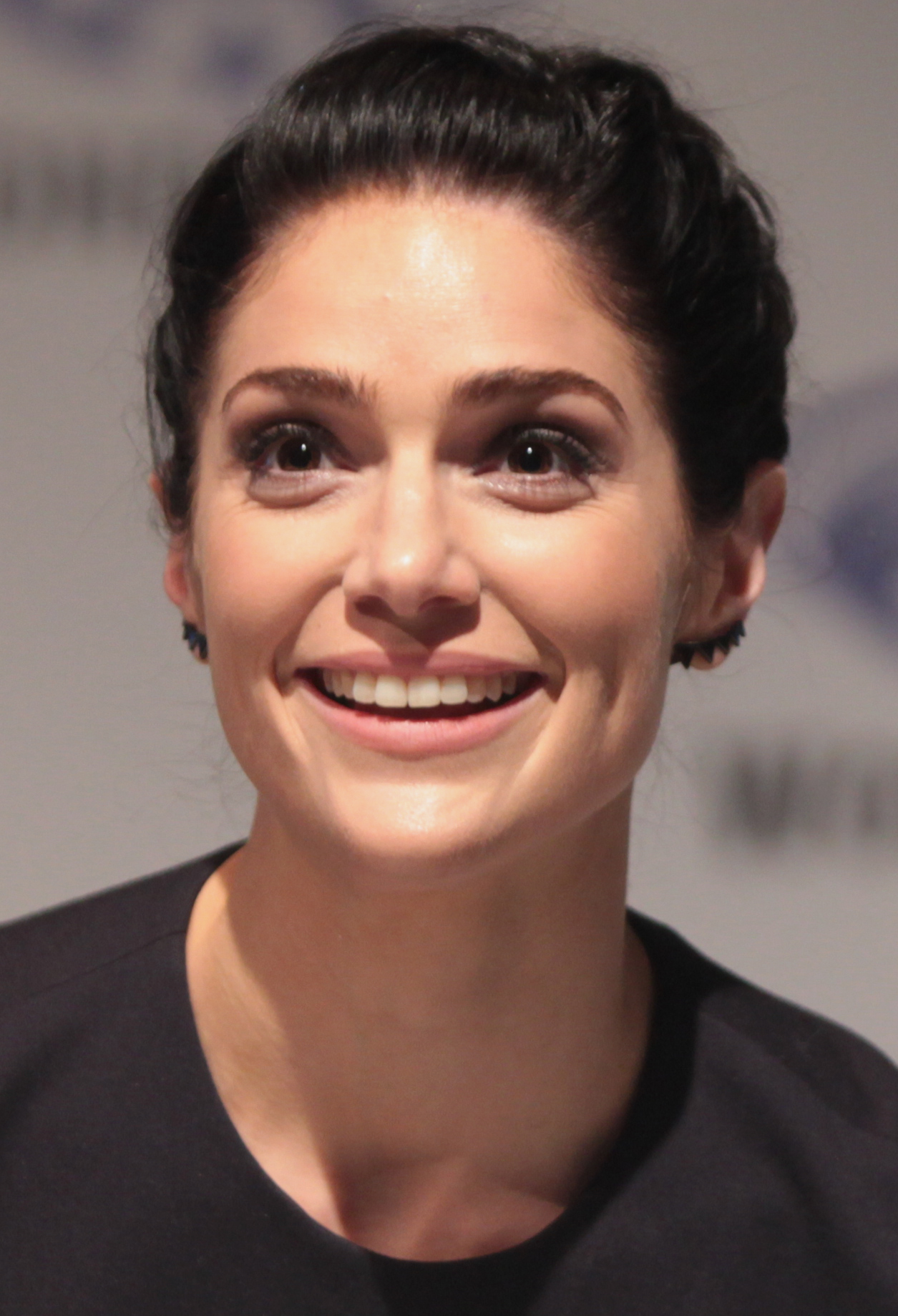
Janet Montgomery interpreta la principessa Mithian
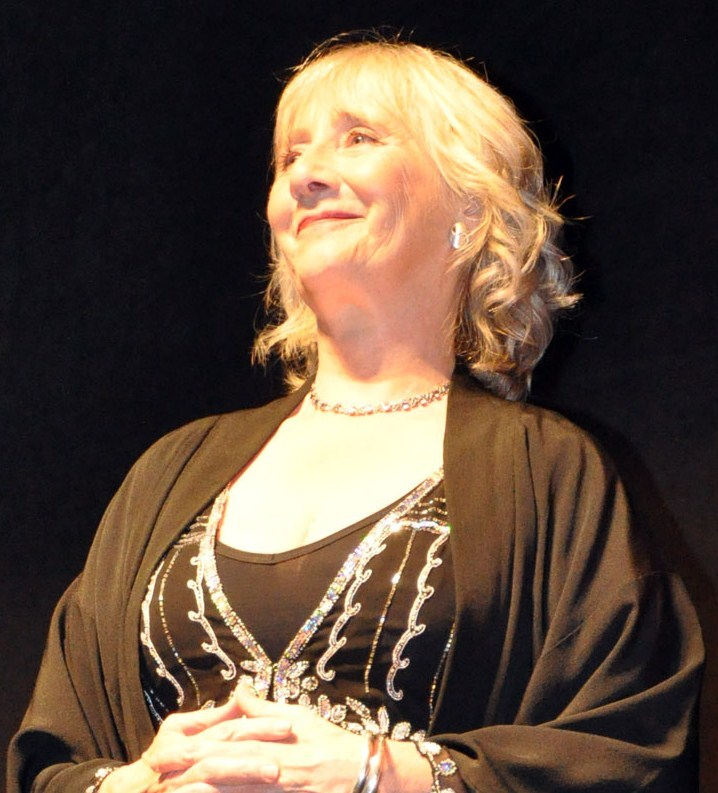
Gemma Jones interpreta la Cailleach

## Personaggi secondari (Stregoni e cavalieri)

### Stregoni

#### Nimueh
Nimueh (ricorrente stagione 1, interpretata da Michelle Ryan, doppiata da Domitilla D'Amico) nel mito originale era un potente spirito delle acque, nella serie televisiva invece è presentata come una bella ma amorale sacerdotessa dell'Antica Religione, oltre che una delle streghe più potenti e temute della terra di Albion il cui scopo è rovesciare re Uther di Camelot. È la principale antagonista della prima stagione, strega dotata di formidabili poteri (che le permettono, fra l'altro, di mantenere un aspetto giovanile, benché abbia almeno il doppio degli anni che dimostra). Nell'episodio Excalibur si scopre che, una ventina d'anni prima, il re Uther Pendragon aveva chiesto il suo aiuto per avere un figlio ed erede dalla sterile moglie Ygraine; il rituale riuscì e portò alla nascita di Artù ma, a causa delle leggi della magia sugli equilibri naturali fra vita e morte, provocò anche la morte di Ygraine e la collera del re, che bandì Nimueh da Camelot e cominciò a perseguitare crudelmente chiunque praticasse la magia. Prima di allora lei e Uther erano amici, quando usò l'incantesimo che permise a Ygraine di rimanere incinta, Nimueh non sapeva che la regina avrebbe dovuto pagare la propria vita come pegno, infatti è evidente che Numueh era addolorata per la sua morte, ha pure ammesso che se avesse saputo che Ygraine non sarebbe sopravvissuta al parto non avrebbe mai usato la magia come rimedio alla sterilità della donna. Nell'ultima puntata della prima stagione Merlino, su suggerimento del Grande Drago, chiede a Nimueh di salvare la vita al morente principe Artù utilizzando la Coppa della Vita. Nimueh accetta ma, in cambio, occorre il sacrificio di un'altra vita. Merlino offre la propria ma poi scopre che l'incantesimo evocato da Nimueh ha invece colpito sua madre Hunith. Merlino vorrebbe salvare anche lei rioffrendo la propria vita in cambio, ma stavolta è Gaius, il mentore del giovane mago, che sembra dover morire. Sconvolto da tanto cinismo, il furibondo Merlino attacca Nimueh la quale, nonostante i propri poteri, non riesce ad eliminarlo e viene invece incenerita da una folgore. La sua morte ristabilisce l'equilibrio fra vita e morte e permette a Gaius di salvarsi.

#### Morgause
Morgause (ricorrente stagione 3, guest star 2 e 4, interpretata da Emilia Fox, doppiata da Laura Latini), che nella leggenda originale era una dissoluta principessa, sorellastra di re Artù, qui viene presentata invece come una potente maga e guerriera, figlia naturale del defunto lord Gorlois e di Lady Vivianne nonché sorellastra maggiore di Morgana. Gaius racconta di essere stato lui stesso a portarla via da Camelot, lontana dal re, quand'era ancora bambina e di averla affidata alle sacerdotesse dell'Antica Religione, che l'hanno addestrata alle arti magiche. Nell'ottava puntata della seconda stagione, Morgause si presenta a Camelot in armatura, sconfigge cinque guardie di fila e sfida il principe Artù a duello e lo batte, e dopo, sostenendo di aver solo voluto testare il suo valore, gli esaudisce un suo desiderio: vedere e dialogare con lady Igraine, la madre di Artù, morta dandolo alla luce. Artù scopre così il segreto sulle sue origini (il padre, re Uther, aveva chiesto alla sacerdotessa Nimueh di celebrare un rituale perché la sterile moglie Igraine gli partorisse un figlio ed erede, ma il prezzo del rituale era la vita di Igraine stessa) e ne è così sconvolto da voler uccidere il padre, venendo dissuaso solo a fatica da Merlino che mente all'amico dicendogli che Morgause gli ha mentito in quanto Merlino non se la sentiva di sapere che Artù avrebbe avuto sulla sua coscienza la vita del padre seppur Uther fosse un uomo malvagio. Merlino senza rendersene conto porta così Morgause a non odiare solo Uther ma anche Artù che riteneva diverso portandolo a desiderare anche la morte del ragazzo. Morgause frattanto si avvicina a Morgana e ne fa la propria allieva, spingendola a sua volta a mettersi contro Camelot e i suoi precedenti amici. Morgause appare ancora nella dodicesima puntata della seconda stagione e in diversi episodi della terza, in cui cerca ripetutamente di conquistare Camelot. Nel finale della terza stagione pone sotto il proprio controllo l'esercito di re Cenred (un suo spasimante, del quale poi lei stessa si sbarazza), lo fa diventare immortale con la Coppa della Vita e riesce a prendere Camelot, imponendovi Morgana come regina; ma alla fine viene sconfitta da Merlino e Gaius e tutti i suoi sortilegi vengono infranti. Da questa sconfitta non riuscirà più a riprendersi, sicché nel primo episodio della quarta stagione, debole e sfigurata, convince la sorella Morgana ad ucciderla in un rituale per evocare dal mondo dei morti degli spiriti malefici e scagliarli contro Camelot; il suo sacrificio però si rivelerà vano, perché Sir Lancillotto si sacrificherà a sua volta per richiudere il varco col mondo degli spiriti.

#### Freya
Freya (guest star stagione 2-3, interpretata da Laura Donnelly, doppiata da Elena Perino) è una giovane druida. Nell'episodio La Dama del Lago della seconda stagione, Merlino la scorge in una gabbia, catturata da un cacciatore di taglie che la vorrebbe consegnare al re Uther. Impietosito, il giovane mago la libera e la nasconde, prendendosi cura di lei. Merlino, profondamente innamorato di Freya e da lei ricambiato, vorrebbe aiutare la ragazza a scappare dalla città e vivere insieme a lei, è però ignaro che Freya sia vittima di una maledizione, che la fa tramutare nottetempo in un Bastet, una mostruosa pantera nera alata, animata da una furia omicida che essa stessa non riesce a reprimere. La maledizione le è stata lanciata da una strega, che voleva vendicare la morte del proprio figlio, rimasto ucciso da Freya quando l'aveva aggredita. Sorpresa nella sua forma mostruosa dal principe Artù e dalle guardie, Freya viene ferita a morte, e l'affranto Merlino, dopo che lei spira promettendogli che un giorno si sarebbe sdebitata della sua gentilezza, la seppellisce nel lago di Avalon. La promessa viene adempiuta nell'ultima puntata della terza stagione: lo spirito di Freya appare a Merlino attraverso una pozza di acqua fatata e gli rivela come fare per sconfiggere l'esercito di immortali della sacerdotessa Morgause, ovvero usando Exacalibur che il mago aveva gettato tempo addietro nelle acque del lago. Freya consegna a Merlino la spada; successivamente, nell'ultimo episodio, quando Artù muore Merlino getta nuovamente Exacalibur nel lago di Avalon con Freya che afferra la spada portandola con sé nelle profondità delle acque. Anche nel mito originale mago Merlino si innamorò di una "Dama del Lago", la quale però si chiamava Nimue oppure Viviana.

#### Balinor
Balinor (guest star stagione 2 e 5, interpretato da John Lynch, doppiato da Francesco Pannofino) è un mago e Signore dei Draghi, nonché il padre di Merlino. I Signori dei Draghi sono uomini che padroneggiano un particolare linguaggio magico, che gli permette di chiamare e assoggettare alla propria volontà i draghi e le creature affini (come le viverne). Come spiegato nell'ultima puntata della seconda stagione, re Uther, circa venti anni prima dell'inizio della serie, attirò Balinor e gli altri Signori dei Draghi a Camelot e li convinse con l'inganno a richiamare anche tutti i draghi, dopodiché fece sterminare gli uni e gli altri. Dei draghi fu risparmiato solo Kilgarrah, imprigionato nei sotterranei del castello di Camelot, mentre dei Signori dei Draghi il solo Balinor riuscì a fuggire. Balinor raggiunse il villaggio di Ealdor ed ebbe una storia d'amore con la contadina Hunith, ma, sempre braccato dai soldati di Uther, fuggì nel regno di Cenred, abbandonando Hunith, ignaro che lei aspettava un bambino (Merlino). Merlino stesso viene tenuto a lungo all'oscuro sull'identità del padre. Alla fine della seconda stagione il drago Kilgarrah, finalmente libero, attacca Camelot e l'unica speranza di fermarlo pare essere proprio l'ultimo Signore dei Draghi, il quale però nutre ancora rancore verso Uther Pendragon. È Merlino che riesce a convincerlo ad aiutarli, e gli si fa anche riconoscere come suo figlio; ma sulla via del ritorno Balinor viene ucciso in un'imboscata tesa dai soldati di re Cenred. È quindi Merlino che, ereditando i poteri del padre, diventa l'ultimo Signore dei Draghi e costringe Kilgarrah ad allontanarsi da Camelot. Lo spirito di Balinor appare ancora una volta nel penultimo episodio della serie, quando aiuta il figlio, privato della sua magia e imprigionato dalla sacerdotessa Morgana nella Caverna dei Cristalli, a ritrovare la sua forza.

#### Alator
Alator dei Catha (guest star stagione 4-5, interpretato da Gary Lewis, doppiato da Stefano Mondini) è uno stregone e sacerdote dell'Antica Religione. I Catha sono particolarmente versati nell'utilizzo di incantesimi di tortura mentale, perciò nella settima puntata della quarta stagione, interpretato da Morgana chiede ad Alator di sequestrare Gaius ed estorcergli coi suoi poteri l'identità segreta del mago Emrys, mortale nemico di Morgana. Alator riesce a spezzare infatti la resistenza Gaius e a scoprire che Emrys è il giovane servo Merlino, ma quando si ritrova faccia a faccia con lui, decide mantenere il segreto e riporre invece la sua fiducia nelle profezie che vogliono Emrys pacificatore di Albion, sperando che egli un giorno porrà fine alla persecuzione della magia. Morgana non gli perdonerà il tradimento: nella decima puntata della quinta stagione lo cattura e, dopo averlo torturato a lungo per farsi dire l'identità segreta di Emrys (ma senza successo), gli spezza il collo con un sortilegio.

#### La Dochraid
La Dochraid (guest star stagione 4-5, interpretata da Maureen Carr) è una vecchissima strega che vive in una grotta sotterranea, ha il sangue verde e le manca la vista. Possibilmente è immortale, visto che, da unica, sopravvive ad un colpo della spada magica Excalibur. Stando a Gaius, non c'è nessuno che meglio di lei conosce i segreti arcani della magia, soprattutto di quella oscura. La Dochraid viene consultata una prima volta da Morgana riguardo ad un rituale di evocazione di un'ombra dal regno dei morti (nona puntata della quarta stagione). Una seconda volta è Merlino che la interroga su come sciogliere un sortilegio che Morgana ha lanciato sulla regina Ginevra; la Dochraid, che parteggia più per Morgana, si oppone, ma Merlino la costringe a parlare minacciandola con la spada Excalibur.

#### Ruadan
Ruadan (guest star stagione 5, interpretato da Liam Cunningham, doppiato da Gianni Giuliano) è un stregone druido, e benché i druidi siano pacifisti lui ha scelto la via della violenza riflettendo su Artù l'odio per Uther il quale per anni ha perseguitato i druidi, diventando un guerriero stregone alleato di Morgana. Sua figlia Sefa diventa la serva di Ginevra, per cui passa a suo padre e a Morgana informazioni preziose. Quando Ginevra scopre che Sefa è una traditrice la fa arrestare, quindi Ruadan, per salvarla, entra di nascosto nelle mura del castello di Camelot, e fa scappare Sefa, mettendola in salvo. Elyan uccide Ruadan, ferendolo con la sua spada.

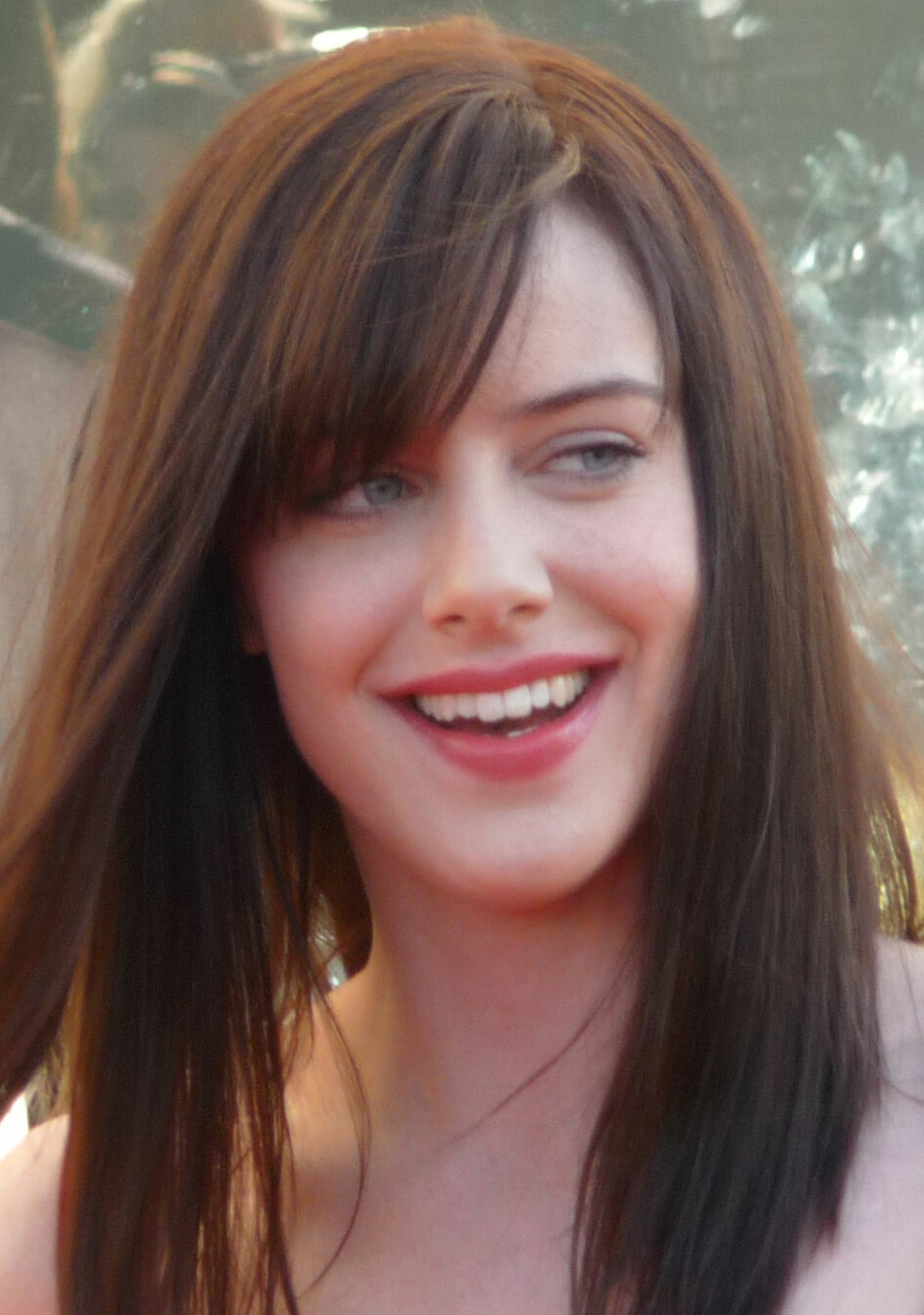
Michelle Ryan interpreta Nimueh.
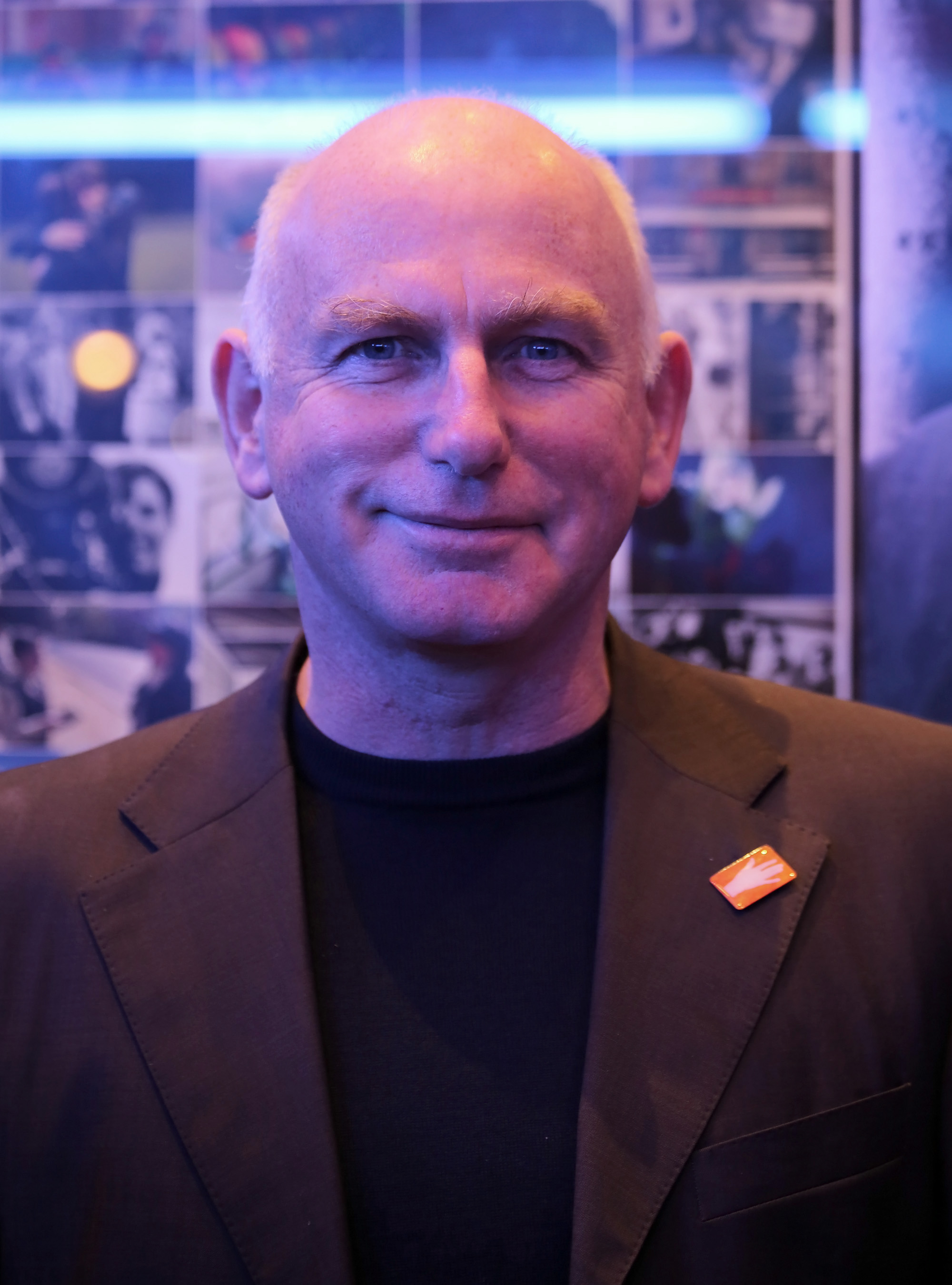
Gary Lewis interpreta Alator
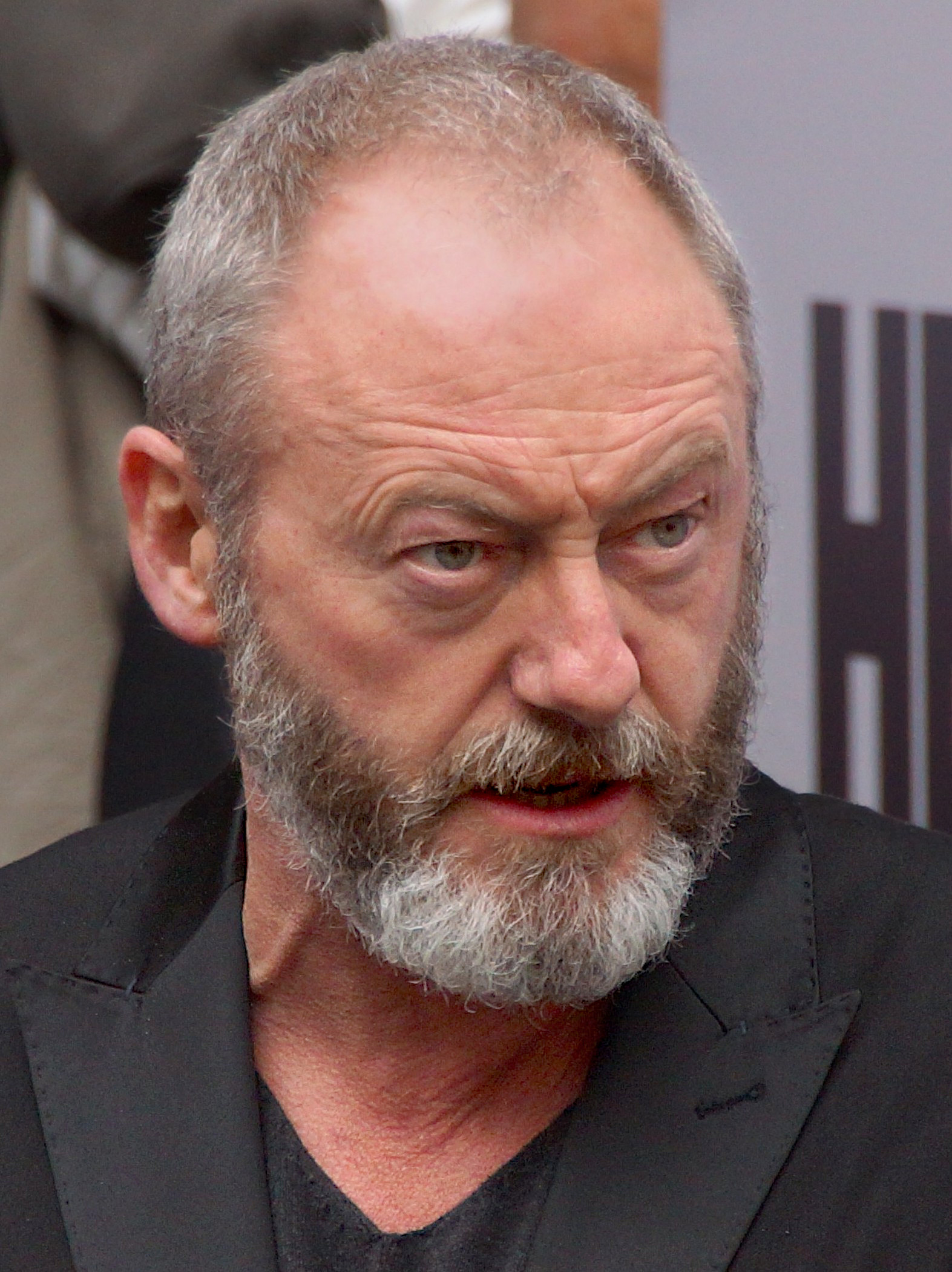
Liam Cunningham interpreta Ruadan

### Cavalieri di Camelot

#### Leon
Leon (ricorrente stagione 2-5, interpretato da Rupert Young, doppiato da Vittorio De Angelis) è uno dei più valenti cavalieri di Camelot al servizio del re Uther Pendragon, è molto legato a Ginevra la cui madre era serva della famiglia del cavaliere. Nell'ultima puntata della terza stagione cade nelle mani degli uomini di Morgause e Morgana, la quale lo fa condannare a morte per la sua fedeltà al re, ma poi decide di servirsene per scovare il fuggiasco principe Artù: lascia che Leon sia liberato da Ginevra (una sua vecchia conoscente) e poi Morgause ne segue la traccia, dato che il cavaliere si mette subito in marcia per raggiungere il figlio del suo re. Alla fine però le sorti vengono capovolte: Leon riesce a trovare Artù, e questi, riconfermatolo cavaliere attorno alla Tavola Rotonda, muove alla riconquista di Camelot. Nella quarta e nella quinta stagione lo si vede partecipare a tutte le principali missioni con gli altri cavalieri di Artù.

#### Lancillotto
Lancillotto (guest star stagione 1-4, interpretato da Santiago Cabrera, doppiato da Riccardo Rossi), che nella leggenda originale era figlio segreto di un re bretone, qui invece appare come affascinante e giovane straniero di umili origini, rimasto orfano a causa di una scorribanda di predoni, che vuole diventare cavaliere di Camelot pur non avendo un titolo nobiliare. Nella puntata della prima stagione che porta il suo nome, Merlino lo aiuta ad ovviare a questo problema falsificando magicamente un sigillo. Scoperto, viene costretto ad abbandonare Camelot. In seguito, grazie all'aiuto di Merlino, salva la vita di Artù, scoprendo però le doti magiche del ragazzo. Artù chiede al guerriero di restare, ma questo, non sentendosi meritevole e visto anche il parere negativo del re Uther Pendragon, se ne va lo stesso. Nella seconda serie salva Ginevra, di cui è segretamente innamorato, ma poi si fa da parte quando intuisce la profondità del legame che la unisce al principe Artù. Riappare alla fine della terza stagione con Percival, suo compagno d'arme, e i due, attorno alla Tavola Rotonda, vengono nominati cavalieri da Artù, che grazie al loro aiuto riconquista Camelot. Nella quarta stagione partecipa alla missione sull'Isola dei Beati e si sacrifica per sigillare uno squarcio tra il mondo dei vivi e quello dei morti. A sorpresa ricompare ancora nella puntata Il ritorno di Lancillotto, ove si impegna a riconquistare il cuore di Ginevra, benché questa sia ormai in procinto di sposare re Artù; si tratta in realtà di un'ombra evocata ed asservita a Morgana, la quale riesce così a seminare gelosia e discordia fra Artù e Ginevra e a rovinare la giovane rivale. Alla fine della puntata l'ombra si dà la morte per ordine di Morgana, ed il corpo di Lancillotto viene seppellito da Merlino nel lago di Avalon, dopo averlo svegliato con la magia per un ultimo addio.

#### Galvano
Galvano (guest star stagione 3, ricorrente 4-5, in originale: Gwaine, interpretato da Eoin Macken, doppiato da David Chevalier), che nella leggenda originale era l'orgoglioso e vendicativo figlio di un re scozzese e poi più leale dei cavalieri della Tavola Rotonda, qui appare come un giovane avventuriero errante, scavezzacollo, amico del bere, del gioco e delle belle donne. È figlio di un nobile cavaliere di Carleon, ma dopo la prematura morte del padre è finito in rovina e ha maturato una forte diffidenza verso la classe aristocratica e la sua ipocrisia. Nella terza stagione della serie aiuta Merlino e Artù contro due delinquenti di una taverna. Poi però, a causa della sua ostilità verso l'arroganza dei nobili, si caccia nei guai con la legge del re Uther di Camelot, che lo fa cacciare dal regno. Appare ancora in altre tre puntate, e nell'ultima della stagione il riconoscente principe Artù lo nomina cavaliere. È un personaggio ricorrente anche nella quarta e nella quinta stagione ed uno dei più fidati amici di Merlino, benché ignori che sia un potente mago. Nella penultima puntata della quinta stagione salva una ragazza di nome Eira, della quale si innamora, ma si scoprirà poi che la ragazza è una spia e verrà per questo impiccata. Galvano decide quindi, insieme a Sir Percival, nell'ultima puntata di tendere un agguato alla sacerdotessa Morgana per ucciderla, ma questa li batte e li cattura, e tortura fino alla morte Galvano per farsi rivelare dove trovare re Artù, disperso dopo la battaglia di Camlann.

#### Percival
Percival (guest star stagione 3, ricorrente 4-5, interpretato da Tom Hopper, doppiato da Marco Vivio), che nel ciclo arturiano originale era un cavaliere particolarmente pio, qui appare come giovane possente e molto forte, di umili origini, la cui famiglia è stata sterminata dai soldati di re Cenred. Vista la somiglianza con la storia di Lancillotto, è probabile che abbia imbracciato le armi per le stesse ragioni, e infatti appare per la prima volta nell'ultima puntata della terza stagione proprio come compagno di Lancillotto, chiamato in aiuto da Merlino contro l'armata immortale della sacerdotessa Morgause. I due uomini vengono nominati dal riconoscente Artù cavalieri della Tavola Rotonda e poi lo aiutano a riconquistare il suo regno. Nella quarta e nella quinta stagione è un personaggio ricorrente e, dopo la morte di Lancillotto, si lega in amicizia soprattutto a Sir Elyan.

#### Elyan
Elyan (guest star stagione 3, ricorrente 4-5, interpretato da Adetomiwa Edun, doppiato da Simone Crisari) è il fratello di Ginevra. Da tempo ha abbandonato Camelot, non si è più tenuto in contatto né con il padre Tom che con la sorella, non tornò nemmeno quando suo padre venne giustiziato. Su suggerimento di Morgana, Elyan viene rapito dalla sacerdotessa Morgause e re Cenred per costringere Ginevra a condurre Artù nel castello di Fyrien, ma la trappola viene sventata e il giovane liberato (settima puntata della terza stagione). Alla fine della terza serie, attorno alla Tavola Rotonda, viene nominato cavaliere di Camelot da Artù. Appare ricorrentemente nelle due stagioni seguenti, e rimane ucciso nella sesta puntata della quinta stagione durante la spedizione per liberare sua sorella Ginevra, frattanto divenuta regina di Camelot, da una torre stregata a causa di Morgana. Anche nel ciclo arturiano originale compare un cavaliere di nome Elyan: lì è figlio di Bors il Giovane, cugino di Lancillotto.

#### Mordred
Mordred (guest star stagione 1-2, ricorrente 5, interpretato da Asa Butterfield [st.1-2] e Alexander Vlahos [st.5], doppiato da Manuel Meli) è il celebre cavaliere che, nel mito originale, portò alla caduta del regno di Artù, da lui ucciso. Nella serie è un druido, membro di una comunità di uomini pacifici che vive nelle foreste e pratica la magia naturale, e che per questa ragione è perseguitata dal re Uther di Camelot. Non si conoscono le sue origini, Mordred è stato preso in custodia dai druidi visti i poteri di cui dispone, e ne hanno fatto uno di loro. Mordred compare una prima volta nella prima stagione (puntata L'inizio della fine): è un bambino dall'aria inquietante e dotato di notevoli poteri magici. Più volte il Drago esorta Merlino a lasciare che muoia, perché antiche profezie affermano che Mordred un giorno ucciderà re Artù. Impietositi però, Merlino, Morgana e Ginevra lo curano e lo nascondono dai soldati del re; poi, insieme ad Artù, lo aiutano a fuggire da Camelot e a ritornare dai druidi. Il ragazzino riappare poi in due puntate della seconda stagione (terzo e undicesimo episodio) e gioca un ruolo fondamentale nel processo di conversione di Morgana al lato oscuro; nella puntata Morgana la Strega, Merlino cerca di fronteggiarlo, ma egli riesce a sfuggire, giurandogli vendetta. Nella terza e nella quarta stagione Mordred è assente. Riappare invece diversi anni dopo (nella quinta serie), ormai un giovane uomo adulto, amareggiato e disilluso, ma fondamentalmente buono; infatti, anche se fa parte di una masnada di predoni, si mostra riconoscente con re Artù e Merlino (sembra essersi dimenticato di avergli promesso vendetta) e li aiuta a scappare dalla fortezza di Ismere, tradendo Morgana dopo aver visto quanto ella sia diventata malvagia. Artù per gratitudine lo nomina cavaliere della Tavola Rotonda. Mordred maturerà un forte rispetto per Artù, ritenendolo un re giusto e compassionevole, e in più occasioni mette a repentaglio la propria vita per salvare la sua. Merlino però continuerà ad essergli diffidente, ricordando la profezia che lo vuole uccisore del re. Mordred, pur avendo grandi poteri magici, in questa stagione ne fa un uso molto raro, preferendo la spada. Nell'undicesimo episodio si consuma lo strappo fatale: re Artù condanna a morte Kara, una giovane seguace di Morgana e fanatica nemica di Camelot, ma anche amica d'infanzia di Mordred. Il cavaliere, che ne è innamorato, mette in gioco tutto per salvarla, ma invano: i due vengono scoperti e arrestati e Kara, dopo aver rifiutato di chiedere scusa per gli omicidi commessi, viene impiccata. Sconvolto, Mordred fugge da Camelot e si riunisce ai seguaci di Morgana, la quale grazie a lui riesce a scoprire finalmente che il misterioso mago Emrys, che la osteggia da anni, è Merlino. Morgana quindi forgia per Mordred una spada col fiato della dragonessa bianca Aithusa, e con questa l'ex-cavaliere partecipa alla battaglia decisiva tra le forze di Camelot e quelle della sacerdotessa. Qui Mordred si batte a duello con Artù e lo ferisce mortalmente, approfittando di un suo momento di esitazione, ma viene a sua volta ucciso dal re con la spada Excalibur. Mordred muore sorridendo, poco tempo prima che anche Artù esali l'ultimo respiro, facendo avverare l'infausta profezia sui loro destini.

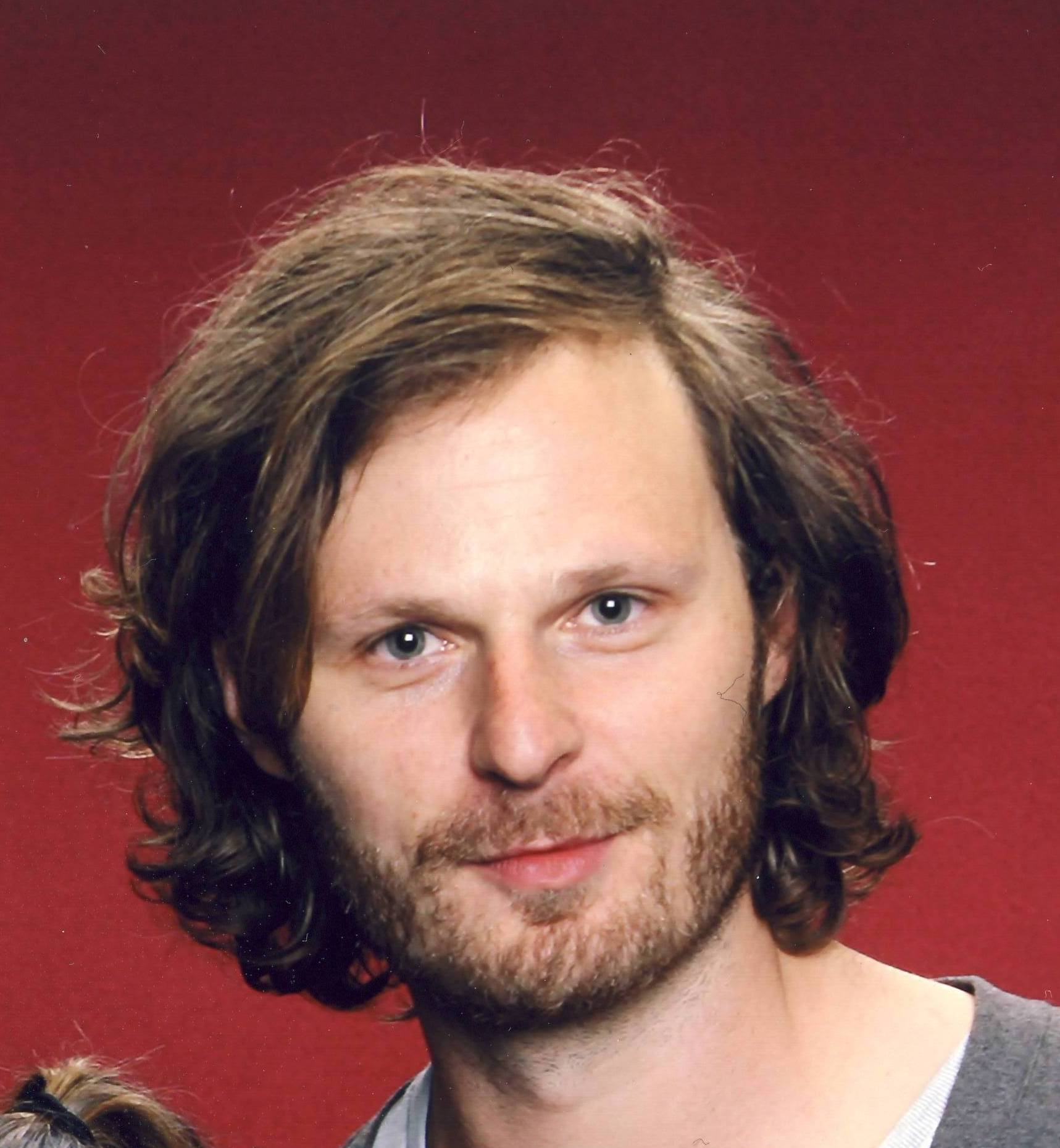
Rupert Young interpreta Leon
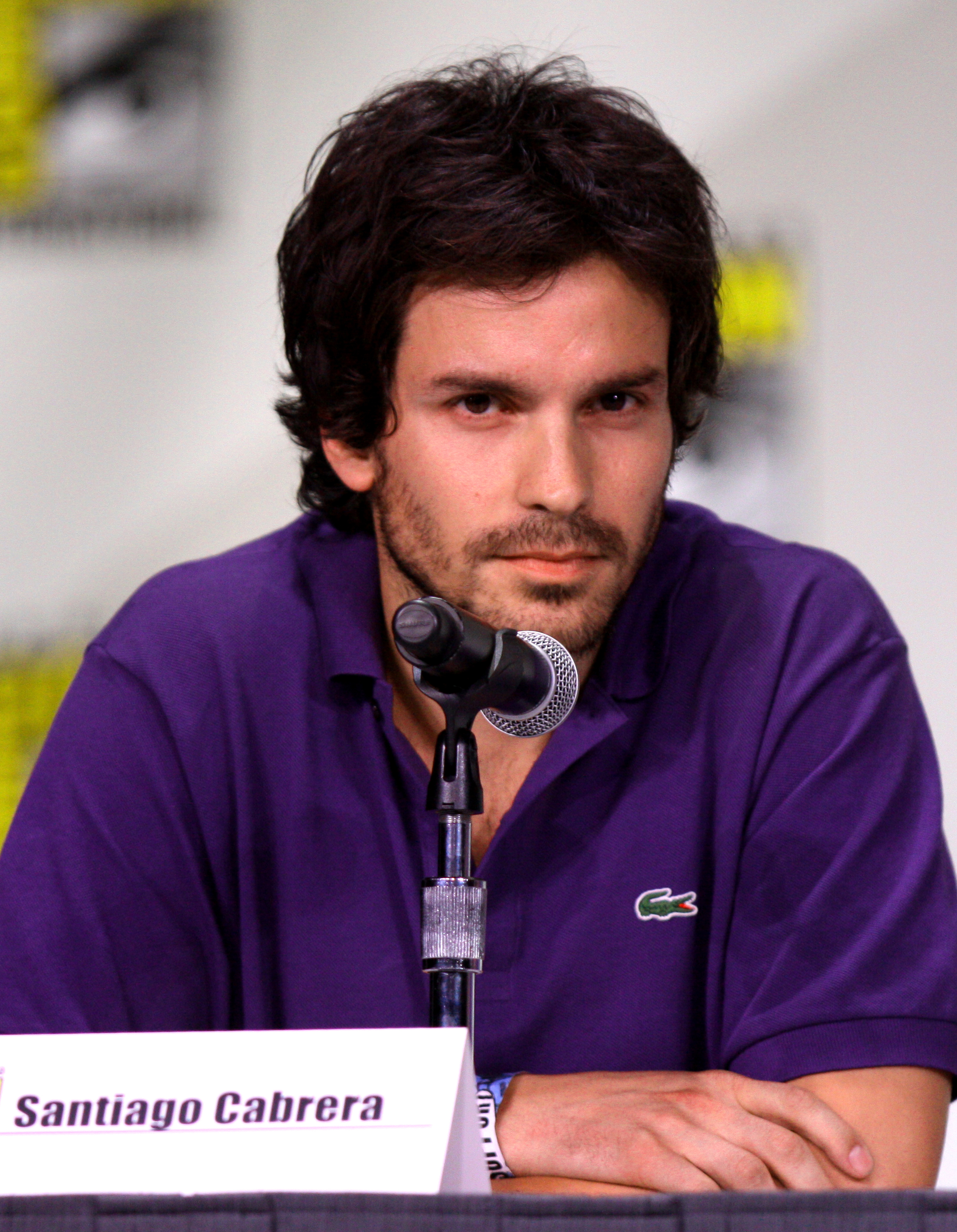
Santiago Cabrera interpreta Lancilotto
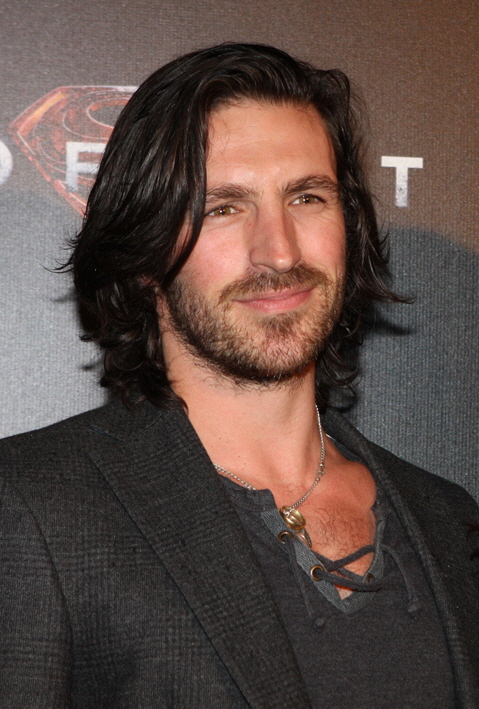
Eoin Macken interpreta Galvano
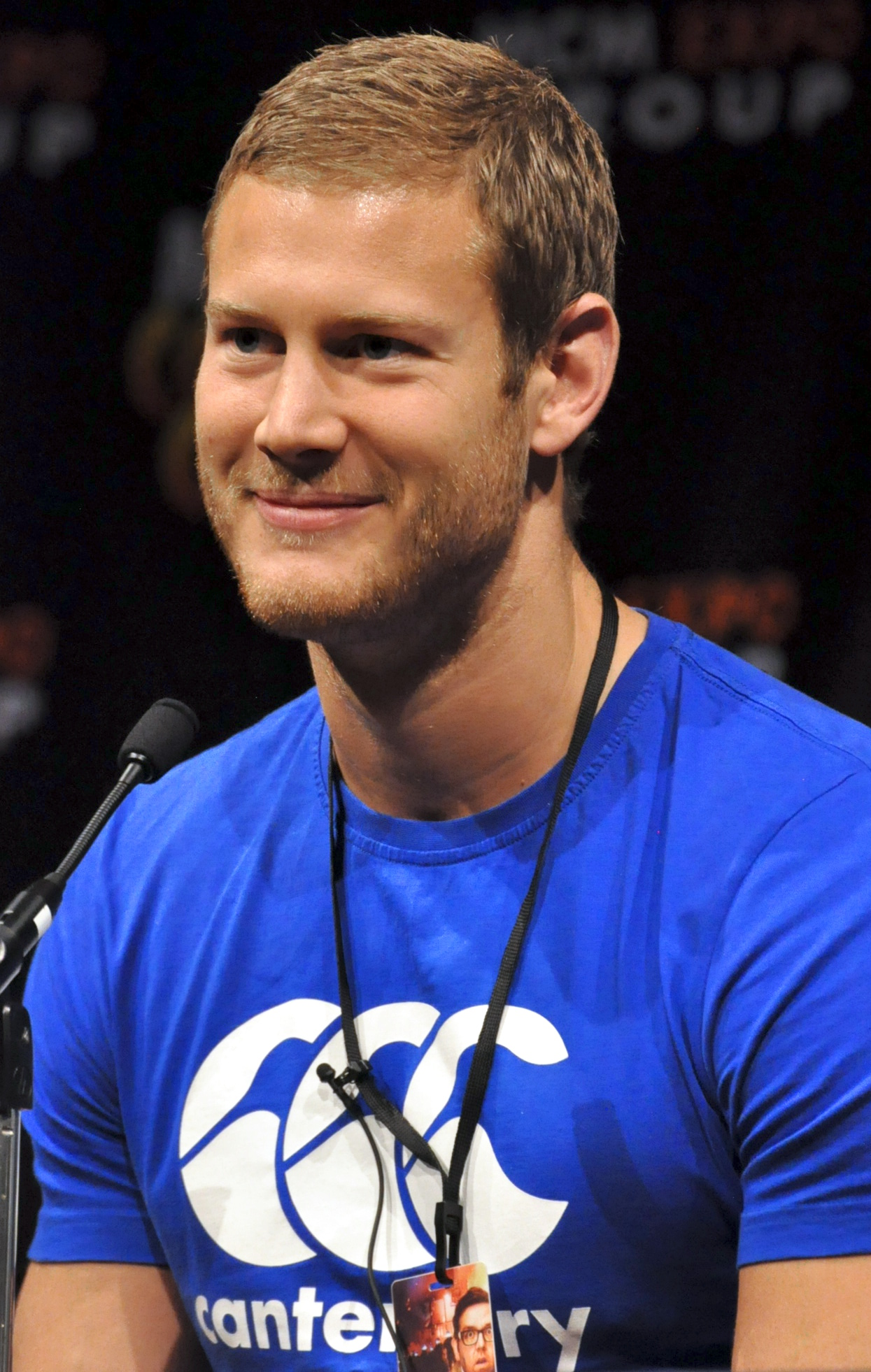
Tom Hopper interpreta Percival
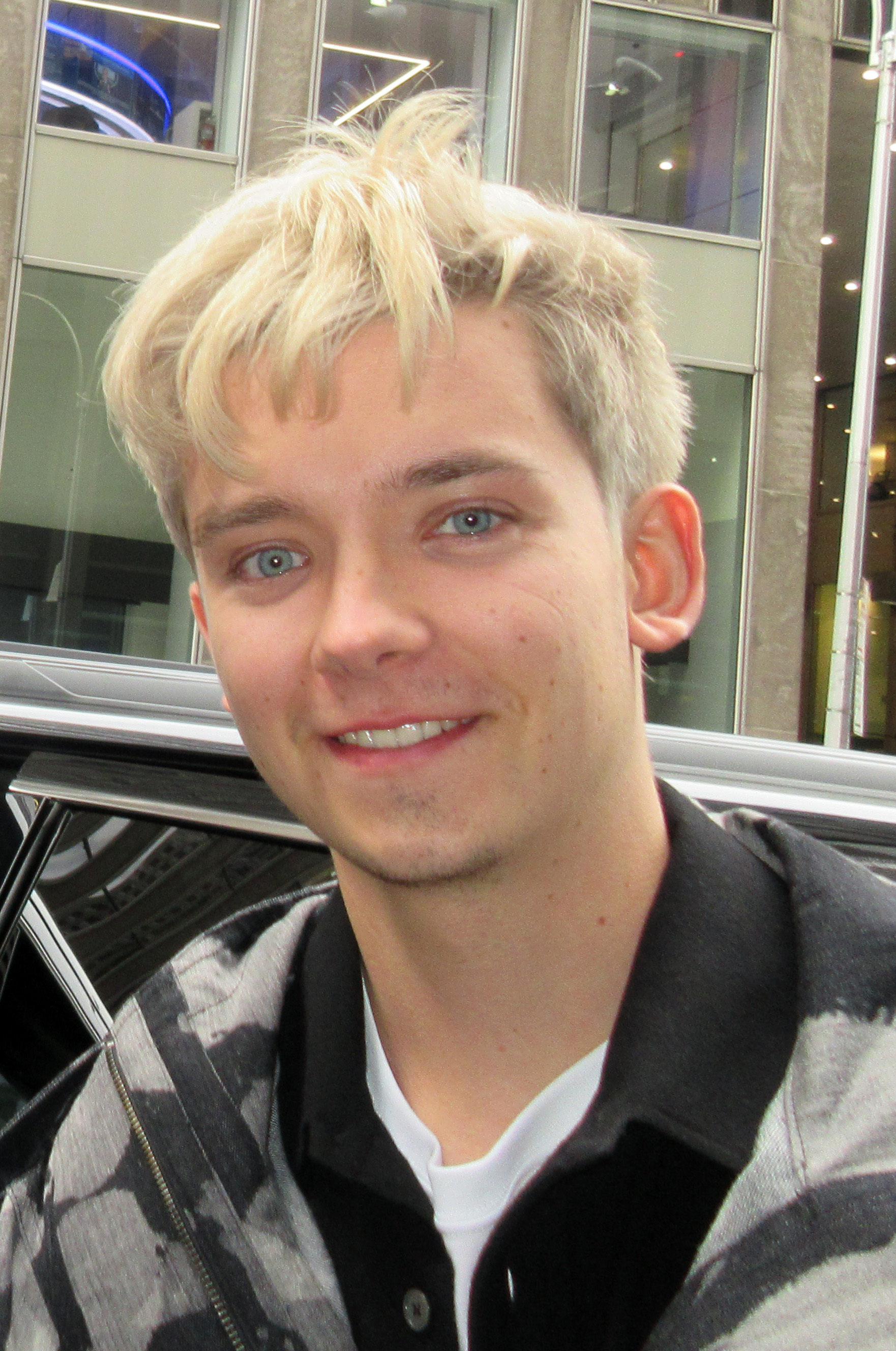
Asa Butterfield interpreta Mordred (stagioni 1-2).
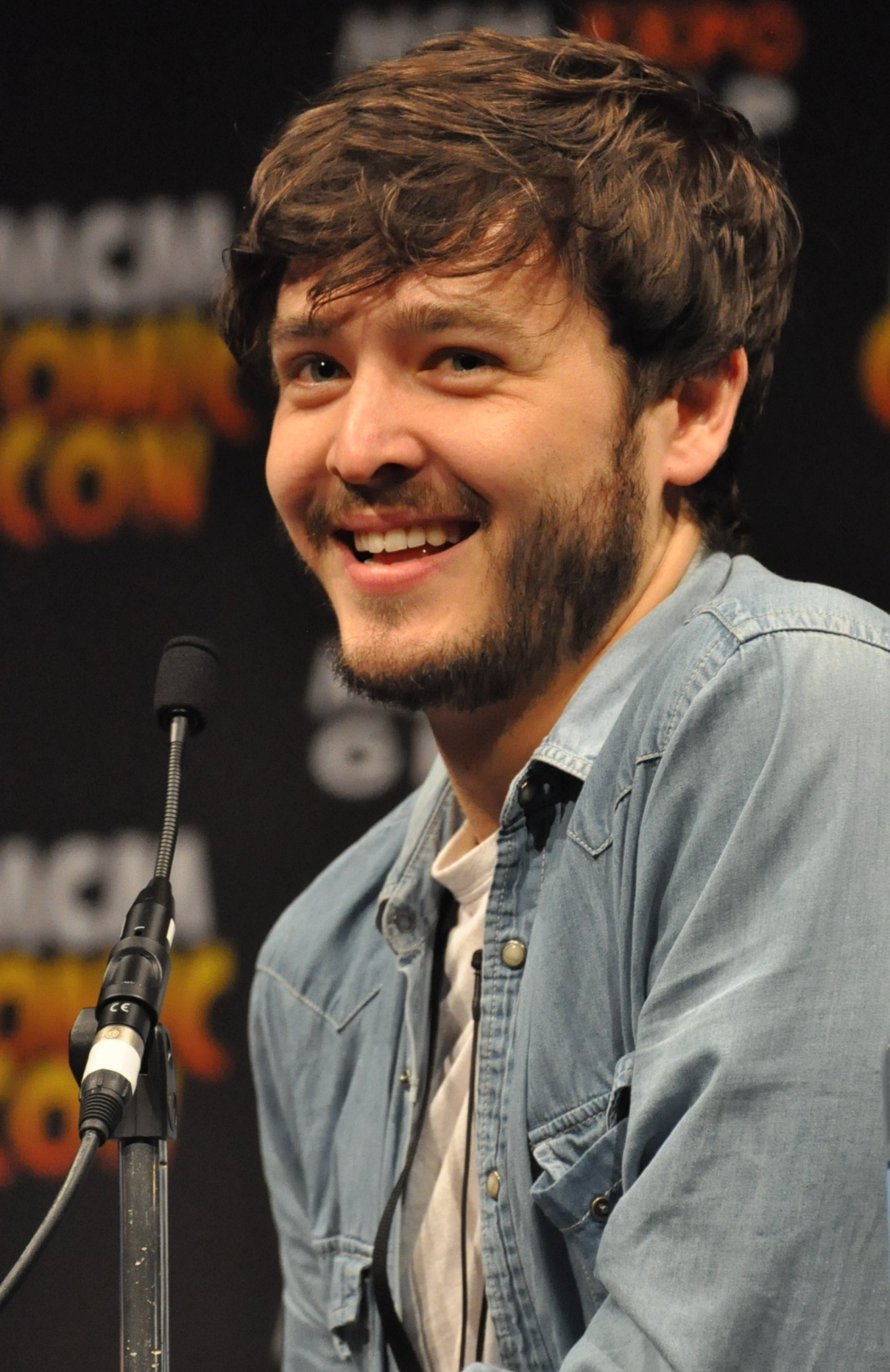
Alexander Vlahos interpreta Mordred (stagione 5).

## Guest star comparsi in più episodi

### Iseldir
Iseldir (guest star stagioni 1, 3-4, interpretato da Trevor Seller) è il capo dei druidi. Compare tre volte: nell'ep. "L'inizio della fine" (1x8), quando Artù gli consegna Mordred, nella prima parte dell'ep. "L'ascesa di Artù" (3x12), quando Artù, Merlino e Galvano prendono la Coppa della Vita, e in "Aithusa" (4x4), quando Julius Borden ruba una parte del Trischenio per trovare l'uovo di drago e avvisa Merlino che Julius era passato anche da loro.

### Catrina
Lady Catrina (guest star stagione 2, interpretata da Sarah Parish, doppiata da Tiziana Avarista) è una giovane aristocratica perita nella distruzione del suo regno ad opera di invasori. Nella quinta puntata della seconda serie però una troll assume le sue sembianze e giunge così a Camelot accompagnata dal suo servo Jonas, entra nelle grazie del re Uther, lo fa innamorare di sé con un incantesimo e lo induce a sposarla, diventando regina. Nella successiva puntata, la finta Catrina fa di tutto per assumere il controllo totale delle ricchezze del regno, complottando anche per mettere Uther contro suo figlio Artù. Alla fine però il sortilegio amoroso viene infranto da lacrime di pentimento versate da Uther (cui viene fatto credere con l'inganno che suo figlio sia morto), la troll viene smascherata e uccisa dal principe Artù.

### Jonas
Jonas (guest star stagione 2, interpretato da Adam Godley, doppiato da Roberto Gammino) è il servo di Catrina la quale sembra essergli affezionata, una bizzarra e ignota creatura magica cerca di aiutarla nel suo piano per diventare la sposa di Uther, intralciando Merlino. Quest'ultimo smaschera Catrina, infine Artù uccide Jonas e poco dopo anche Catrina muore per mano del ragazzo.

### Helios
Helios (guest star stagione 4, interpretato da Terence Maynard, doppiato da Simone Mori) è il capo di un gruppo di guerrieri southron dall'aspetto esotico che appare nelle ultime tre puntate della quarta stagione. L'uomo si trova al soldo della strega Morgana, che sembra pure essere attratta da lui. Grazie al tradimento di lord Agravaine, zio di re Artù, Helios e Morgana riescono a conquistare Camelot, ma Artù e Merlino e alcuni cavalieri della Tavola Rotonda riescono a sfuggire. Nell'ultima puntata della stagione, quindi, il re e i suoi marciano alla riscossa, e Helios viene fronteggiato nella sala del trono del castello, ove lui e la contrabbandiera Isotta si uccidono a vicenda.

### Tristano
Tristano (guest star stagione 4, interpretato da Ben Daniels, doppiato da Christian Iansante), che nel celebre mito originario, era nipote del re di Cornovaglia e suo cavaliere, qui è il capo di una banda di contrabbandieri, di cui fa parte la sua amata compagna Isotta. Nella penultima puntata della quarta stagione, Merlino è costretto a far fuggire re Artù da Camelot, conquistata da una truppa di mercenari al soldo della strega Morgana; i due, sotto mentite spoglie, si uniscono alla banda di Tristano e Isotta, ma vengono rintracciati dai guerrieri di lord Agravaine, un altro sodale di Morgana. Costretto a fuggire con la ferita Isotta, dopo il massacro dei loro uomini, Tristano non vorrebbe altro che liberarsi di Artù e Merlino, che lui considera responsabili dei loro guai, ma, incoraggiato da Isotta, alla fine li aiuta a riconquistare Camelot. Nello scontro finale dell'ultima puntata della quarta stagione, Isotta e Helios, il capo dei mercenari di Morgana, si uccidono a vicenda, lasciando indietro un Tristano distrutto dal dolore.

### Isotta
Isotta (guest star stagione 4, interpretata da Miranda Raison, doppiata da Laura Lenghi), che nel mito originale, era una principessa irlandese, unita in una passione impossibile col cavaliere Tristano, qui appare invece, nelle ultime due puntate della quarta stagione, come membro di una banda di contrabbandieri di cui fa parte anche Tristano. I due vendono la loro protezione ad Artù e Merlino, ignari chi essi siano e che siano in fuga dai guerrieri al soldo della strega Morgana, che ha appena conquistato Camelot. Quando vengono rintracciati dai nemici, nello scontro che segue la banda dei contrabbandieri viene distrutta e Isotta ferita, e lei riesce solo a fatica a rifugiarsi nel villaggio di Ealdor, assieme a Artù, Merlino e Tristano. Mentre quest'ultimo non si fida del re, Isotta si fa convincere ad aiutarlo a riconquistare il trono e persuade il suo amato a seguirla. Artù pur amando Ginevra è ancora arrabbiato con lei per aver baciato Lancillotto il giorno prima delle loro nozze (che non sono avvenute) ma Isotta fa capite a Ginevra che Artù la perdonerà. Nell'ultima si unisce ai seguaci di re Artù prendono d'assalto il castello di Camelot e nella sala del trono si battono con Morgana e Helios, comandante dei suoi guerrieri. Helios sembra riuscire a sopraffare il giovane re, quando viene colpito a morte da Isotta, ma con un estremo sforzo vibra a sua volta un colpo letale contro Isotta, che spira tra le braccia dell'affranto Tristano ma che permette la riunione sentimentale tra re Artù e Ginevra, dispiaciuti per la sua morte e per il soffrire di Tristano.

### Ragnor
Ragnor (guest star stagione 5, interpretato da Stephen McCole, doppiato da Alberto Bognanni) è lo spietato capo di un gruppo di predoni, si arricchisce tramite il commercio di schiavi, provando goduria nel vessarli e umiliarli. Prima di diventare un cavaliere di Camelot, Mordred ha lavorato per lui

### Sefa
Sefa (guest star stagione 5, interpretata da Sophie Rundle, doppiata da Valentina Favazza) è la figlia dello stregone Ruadan, alleato di Morgana. Diventa la serva di Ginevra, per passare informazioni preziose a suo padre e a Morgana. Quando Ginevra lo scopre, decide di farla giustiziare, ma in realtà lo fa per attirare suo padre, conscia che sarebbe venuto a Camelot per salvarla. Infatti Ruadan entra di nascosto nel castello e salva sua figlia. Il druido guerriero riesce a mettere Sefa in salvo, sacrificando però la sua vita.

### Eira
Eira (guest star stagione 5, interpretata da Erin Richards, doppiata da Gemma Donati) è una giovane ragazza che lavora per Morgana come spia. Entrando nelle grazie di Galvano, il quale finisce con l'innamorarsi di lei, si fa dare delle informazioni. Merlino scopre del suo tradimento e lo dice a Gaius, che a sua volta lo riferisce a Ginevra, la quale fa giustiziare Eira con l'accusa di tradimento, facendola impiccare.

### Il Diamair
Il Diamair (guest star stagione 5, interpretata da Josette Simon, doppiata da Tiziana Avarista) è il detentore della conoscenza assoluta. Si presenta come un essere androgino privo di indumenti il cui corpo emana luce. Il Diamair è un essere benevolo, da come parla è evidente che nutre molta sofferenza, per propria ammissione la conoscenza di cui lei è padrona è una maledizione tanto quanto è un dono.

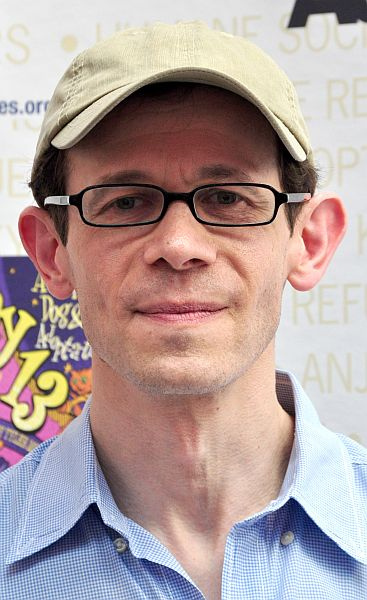
Adam Godley interpreta Jonas
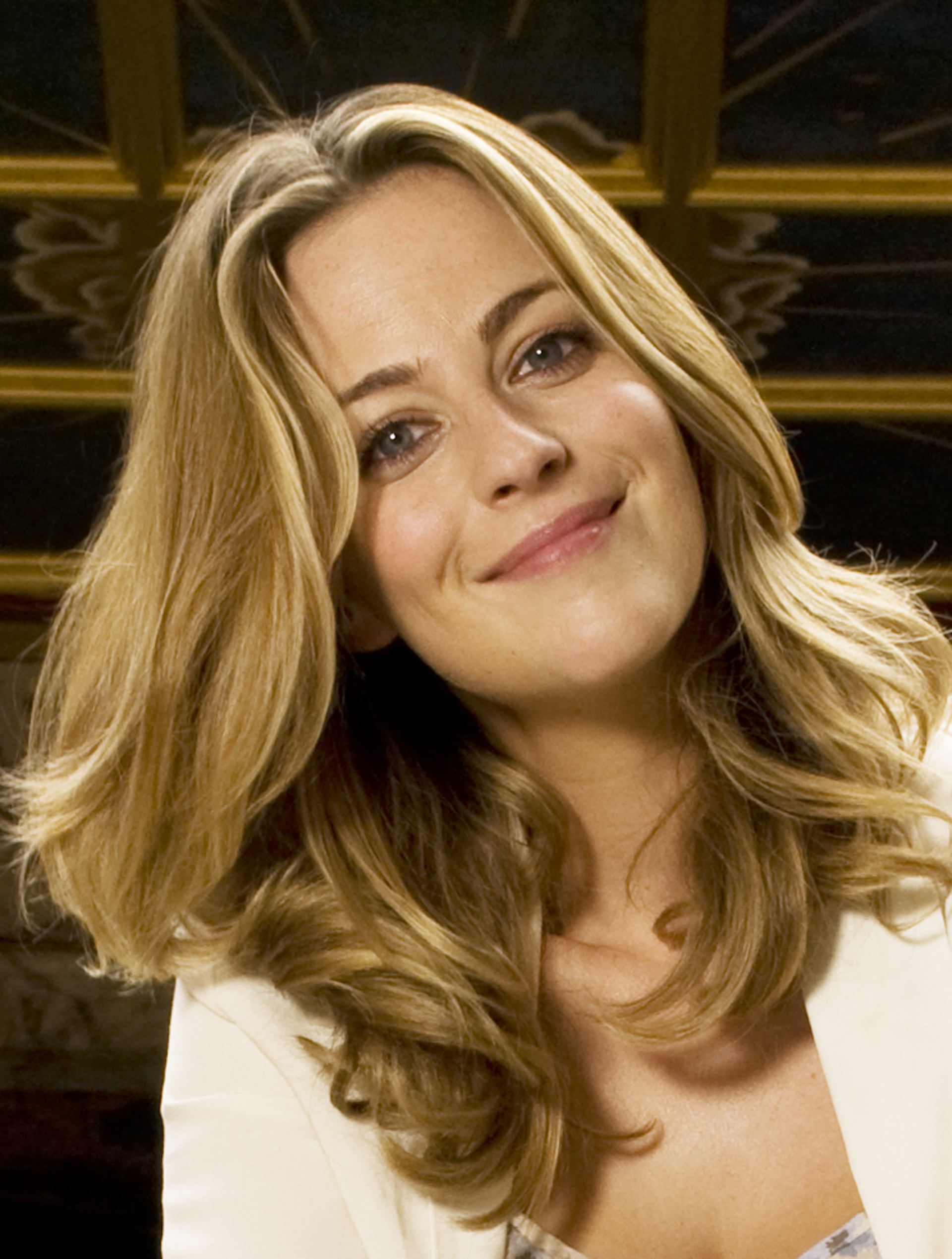
Miranda Raison interpreta Isotta
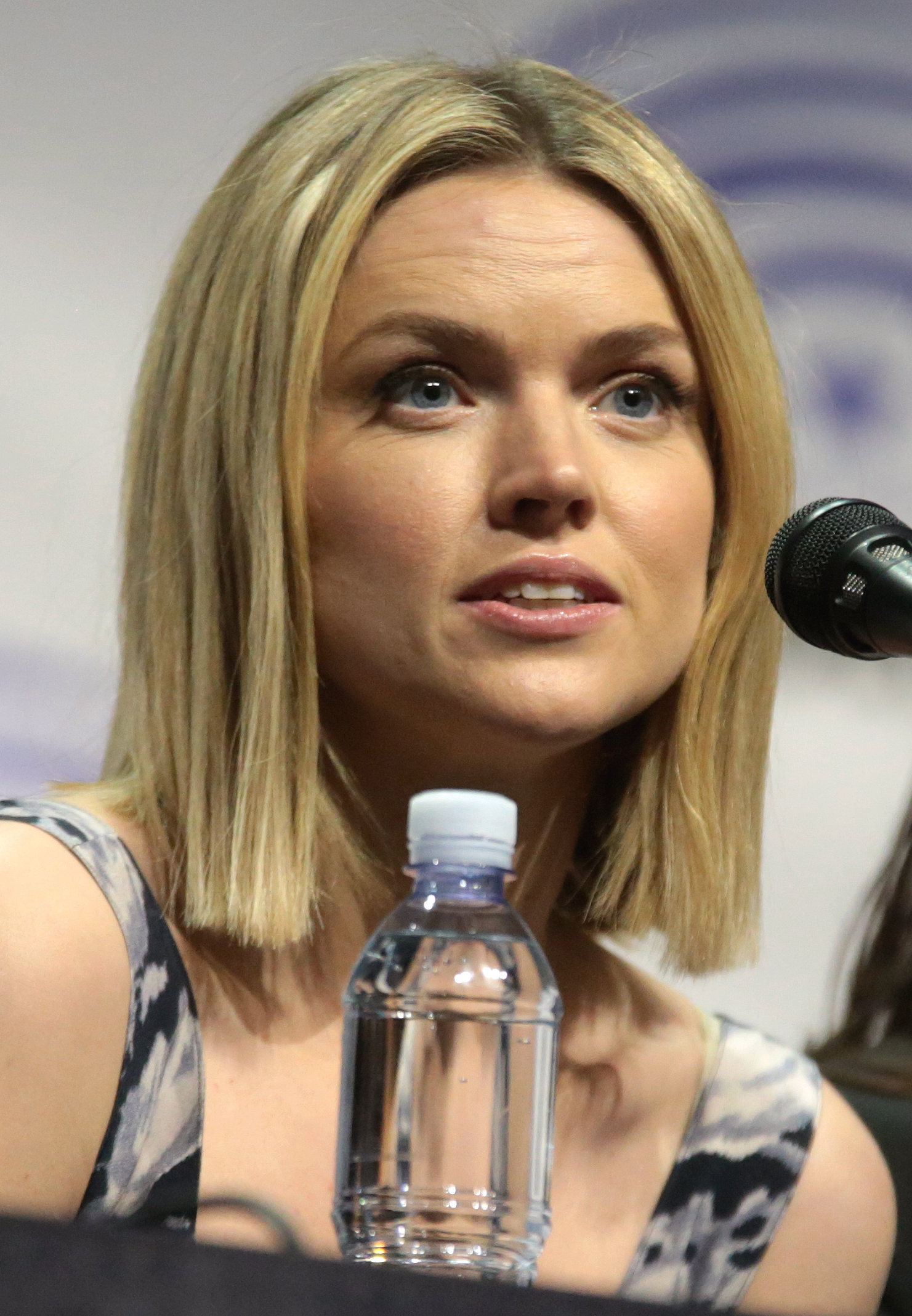
Erin Richards interpreta Eira

## Guest star comparsi in un solo episodio

### Prima stagione

#### Mary Collins/Lady Helen
Mary Collins (stagione 1, interpretata da Eve Myles, doppiata da Emanuela Rossi) è una strega che compare nel primo episodio della serie, che uccide Lady Helen una nobile lirica e assume le sue sembianze (per andare a Camelot e vendicarsi del re Uther, assassino di suo figlio). Durante un'esibizione fa cadere tutti coloro che la stavano ascoltando (compresi Uther e Artù) con il proprio canto, tenta di uccidere Artù ma in suo aiuto interviene Merlino che salva il principe uccidendo Mary. Tale impresa vale a Merlino il titolo di servo di Artù per volere di Uther.

#### Sir Valiant
Sir Valiant (stagione 1, interpretato da Will Mellor, doppiato da Simone Mori) è un cavaliere che partecipa al torneo di Camelot (nell'episodio omonimo al suo nome), usando però uno scudo magico con dei serpenti raffigurati che, a comando, prendono vita. Viene ucciso da Artù nel combattimento finale dopo che Merlino l'ha smascherato con la magia.

#### Bayard
Bayard (stagione 1, interpretato da Clive Russell, doppiato da Saverio Indrio) è il re di Mercia che, nel quarto episodio della prima stagione ("Il calice avvelenato"), stipula un trattato di pace con Camelot. Nimueh tenta di avvelenare Artù dando la colpa a Bayard, per salvare il principe è Marlino che ingerisce il veleno a suo posto, e Bayard viene imprigionato. Fortunatamente Artù, Ginevra e Gaius procurano a Merlino l'antidoto e lo salvano, Gaius scopre che dietro al tentato omicidio c'era Nimueh, di conseguenza Bayard viene scagionato.

#### Sofia e Aucfric
Sofia e Aucfric (stagione 1 interpretati da Holliday Grainger e Kenneth Cranham, doppiati da Eleonora Reti e Claudio Fattoretto) sono due Sidhe, figlia e padre, diventati mortali per volere degli stessi Sidhe: è stato un castigo in reazione al fatto che Aufric uccise un suo simile. Arrivano a Camelot (nell'episodio "Le porte di Avalon") per il principe Artù da sacrificare per riacquistare l'immortalità, in realtà solo Sofia tornerà a essere un Sidhe, infatti Aufric resterà umano, è disposto a questo sacrificio per il bene della figlia.. Sofia soggioga Artù per farlo innamorare di lei e nel frattempo Gaius scopre della loro identità grazie anche al sogno premonitore di Morgana, ovvero la morte per annegamento di Artù. È necessaria la morte di un principe affinché i Sidhe diano a Sofia la possibilità di tornare a essere una di loro. Questo sta per accadere ma Merlino, prima di salvare il principe, li uccide entrambi con un bastone magico.

#### Sir Tristan "Il Cavaliere Nero"
Sir Tristan (stagione 1, interpretato da Rick English) è lo zio materno di Artù, cognato di Uther e fratello della regina Ygraine e di Lord Agravaine. Quando accusò Uther della morte di Ygraine e lo sfidò, venne ucciso da lui, giurando in punto di morte che avrebbe avuto la sua vendetta. Nell'ep. "Excalibur" (1x9) Nimueh lo evoca dal suo sepolcro, rendendolo uno spettro, il Cavaliere Nero. Dopo aver sfidato all'ultimo sangue a mezzodì due cavalieri e averli uccisi, Gaius e Uther, che sapevano già chi era egli, addormentano Artù, il terzo sfidante del duello all'ultimo sangue. Uther allora combatte contro il cognato e lo uccide con Excalibur, la spada migliore del padre di Ginevra forgiata nel fuoco di Kilgarrah.

#### Anhora
Anhora (stagione 1, interpretato da Frank Finlay, doppiato da Luciano De Ambrosis) è uno stregone che compare nell'episodio "Il labirinto di Gedref" (1x11), quando Artù uccide un unicorno e viene lanciata una maledizione su Camelot. Dopo che il principe ha affrontato alcune sue prove per sciogliere la maledizione, nell'ultima di esse dimostra di essere puro di cuore, avendo bevuto un veleno (in realtà sonnifero) sacrificandosi al posto di Merlino. Dopodiché non lo si vede più.

#### Tauren
Tauren (stagione 1, interpretato da Cal MacAninch, doppiato da Roberto Gammino) è uno stregone ribelle che compare nel 12°ep. della prima stagione, quando tramuta un metallo in oro (operazione di alchimia) con un cristallo nella forgia di Tom, il padre di Ginevra, cosicché quest'ultimo guadagni di più in cambio di tacere. Però vengono scoperti e Tom viene ucciso, così Morgana è in combutta con lui per uccidere il brutale e testardo Uther. Ma alla fine dell'episodio Morgana lo tradisce e uccide Tauren dal momento che, nonostante i loro alterchi, lei vuole ancora bene a Uther.

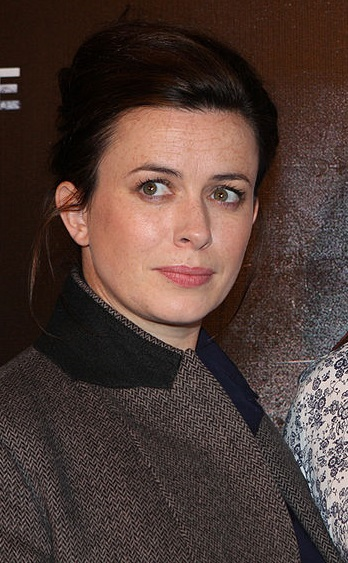
Eve Myles interpreta Mary Collins/Lady Helen
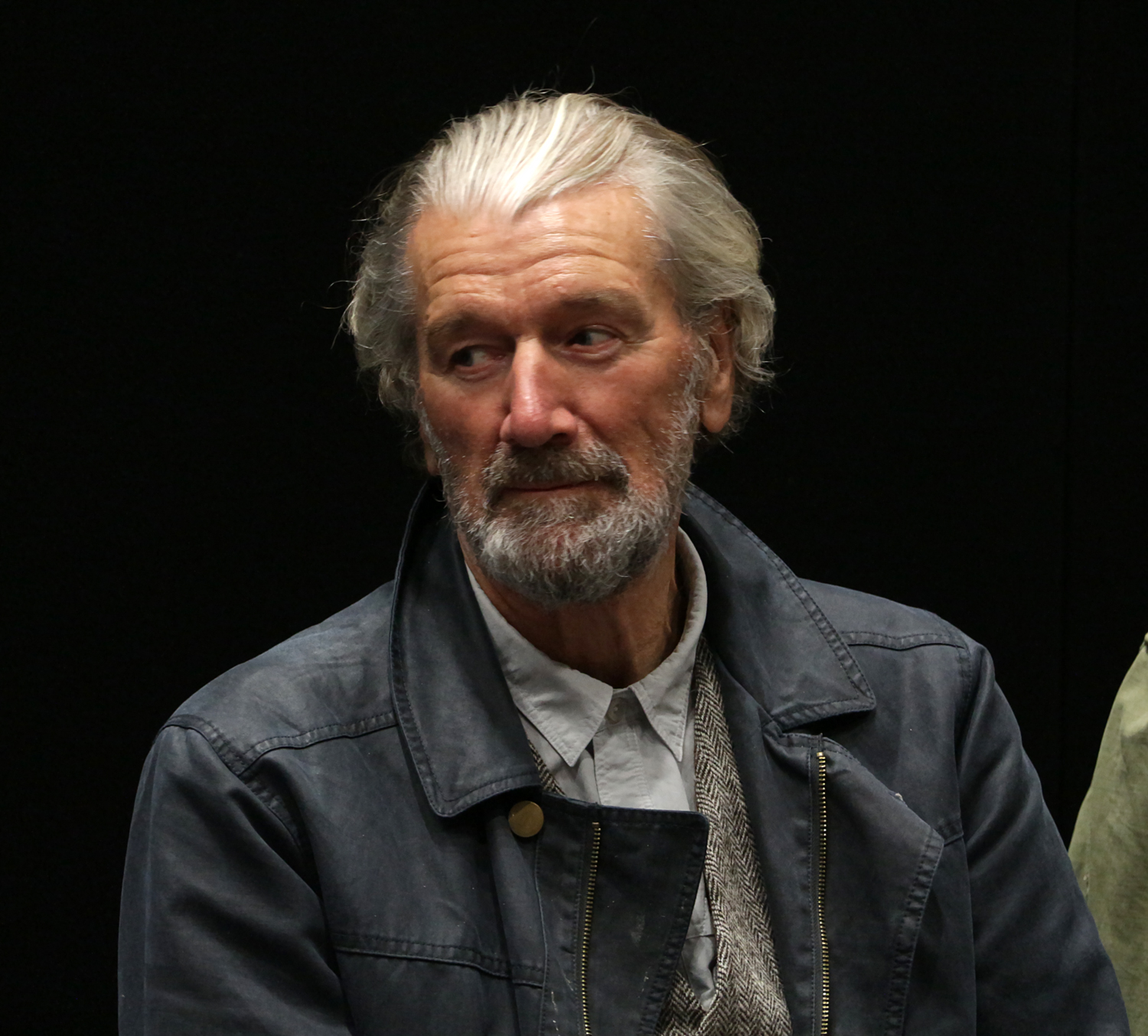
Clive Russell interpreta re Bayard
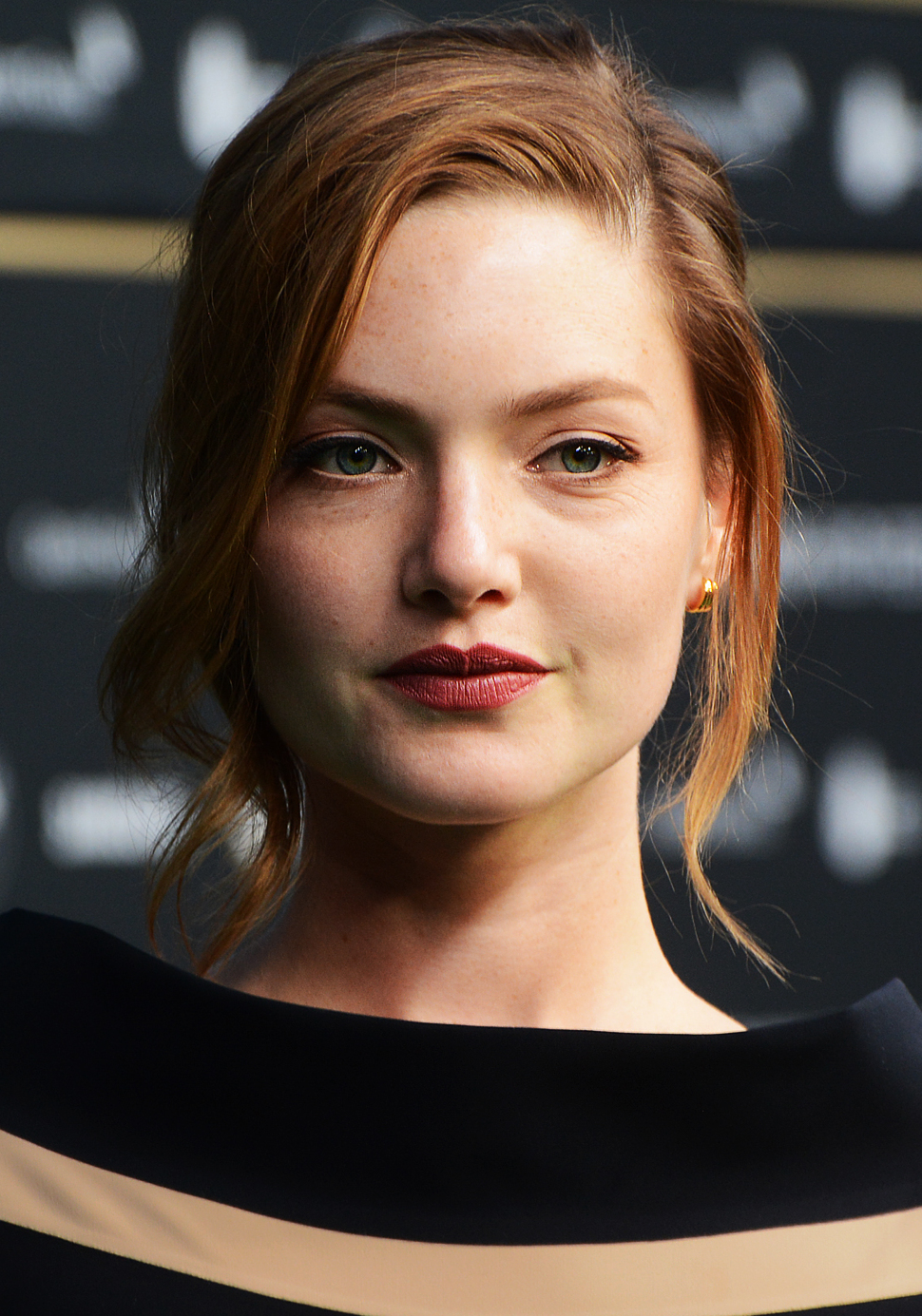
Holliday Grainger interpreta Sofia
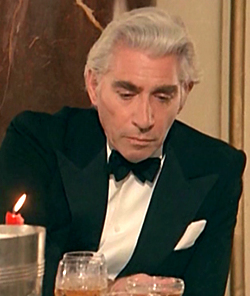
Frank Finlay interpreta Anhora

### Seconda stagione

#### Cedric/Cornelius Sigan
Cedric (stagione 2, interpretato da Mackenzie Crook, doppiato da Emiliano Coltorti) è un giovane uomo che vuole rubare nel primo episodio della seconda stagione i tesori della grotta, nei sotterranei, dove sembra essere sepolto uno degli stregoni più potenti al mondo e creatore di Camelot, Cornelius Sigan. Dopo aver messo in brutta vista Merlino agli occhi di Artù e aver rubato il suo posto da servo e la chiave della grotta, cerca di rubare gemme e oro ma viene attratto dalla pietra a forma di cuore azzurro che è incastonata nella statua di Cornelius: secondo Gaius essa racchiude l'anima del potente stregone, che si impossessa di Cedric. Egli allora fa prendere vita alle statue di lupi, corvi e altre bestie, cercando di uccidere tutti gli abitanti ma alla fine la sua anima libera Cedric, che muore, per impossessarsi di Merlino cosa che non accade: infatti Kilgharrah aveva fatto dono a Merlino del potere di vincolare nuovamente Sigan nel cristallo dove la sua anima era stata imprigionata per tanto tempo, sventando così la sua minaccia.

#### Myror
Myror (stagione 2, interpretato da Adrian Lester, doppiato da Alessandro Ballico) è un sicario, famoso nelle terre vicine a Camelot, mandato dal Re Odin per uccidere Artù, assassinio di suo figlio (ep. 2x2, "La regina del passato e del futuro"). Egli però non ci riesce perché Artù si nasconde (e innamora di lei) a casa di Gwen, partecipando a un torneo sotto identità di un giovane contadino. Quindi, dopo un tentativo di assassinio, uccide il finalista rivale di Artù e prende il suo posto ferendo il principe ma quest'ultimo lo uccide.

#### Aredian
Aredian (stagione 2, interpretato da Charles Dance, doppiato da Saverio Moriones) è un cacciatore di streghe che compare nell'episodio "Il cacciatore di streghe" (2x7), chiamato da Uther dopo un'ennesima magia nei boschi di Camelot. Egli inizia ad indagare facendo catturare temporaneamente Merlino (il colpevole della magia), ma si prende la colpa Gaius e, per ordine di Uther, inizia a torturarlo facendolo confessare per proteggere il suo allievo. Ma egli vuole andare avanti continuando a interrogare Morgana e dicendo a Gaius che non metterà a rogo solo lui, ma anche la giovane maga e Merlino. Alla fine viene smascherato da Merlino, Ginevra e un venditore di pozioni e tinture, come quella della belladonna (che Aredian ha dato al venditore, minacciandolo di morte se non l'avesse venduta alle testimoni) e poi viene creduto mago a causa degli imbrogli di Merlino, che riesce a salvare Gaius. Alla fine, minacciando con un pugnale Morgana, viene di nuovo sopraffatto di Merlino, perdendo l'equilibrio e cadendo dal castello e morendo.

#### Re Alined
Il Re Alined (stagione 2, interpretato da David Schofield, doppiato da Carlo Valli) è il perfido re di Deorham che vuole portare la guerra tra i 5 regni, riuniti a Camelot per un trattato di pace (episodio 2x10, "Sogni d'oro"). Per farlo, convince il suo fedele servo mago-giullare, Trickler (Kevin Eldon), ad usare la magia per far innamorare Artù e Lady Vivian, l'incantevole figlia dell'iperprotettivo re Olaf. I due si innamorano, venendo scoperti e Olaf sfida Artù. Tornato normale grazie ad un bacio di Gwen, il principe batte Olaf ma non lo uccide. Alla fine i regni stipulano il trattato, ma sotto gli occhi di tutti Alined è arrabbiato e punisce Trickler.

#### Lady Vivian
Lady Vivian (stagione 2, interpretata da Georgia Moffett, doppiata da Ilaria Latini) è una principessa, figlia del re Olaf. Non ha relazioni sentimentali, poiché è molto scortese e superficiale e suo padre è iperprotettivo e minaccioso con qualunque uomo si avvicini a lei, ma si innamora di Artù grazie ad un filtro d'amore del mago Trickler, fedele servo di Alined. Alla fine dell'episodio Artù torna normale grazie ad un bacio di Ginevra, solo il vero amore poteva annullare la stregoneria che aveva plagiato il ragazzo. Al contrario Vivian è ancora infatuata di lui a causa della fattura d'amore, viene comunque allontanata da Camelot per volere di suo padre Olaf.

#### Re Olaf
Il Re Olaf (stagione 2, interpretato da Mark Lewis Jones, doppiato da Franco Zucca) è il padre iperprotettivo di Lady Vivian e sovrano di uno dei 5 regni. Ha sempre allontanato da lei ogni corteggiatore, principalmente si comporta così perché è consapevole che Vivian è troppo immatura per confrontarsi con l'amore, tenendola lontana dalle tentazioni. Quando scopre la relazione clandestina di Artù e la figlia (frutto però di una magia d'amore) sfida il principe a un duello all'ultimo sangue. In vantaggio inizialmente dato che Artù a causa della magia che lo spinge ad amare Vivian non è capace di concentrarsi nel duello, Artù lo sconfigge nel terzo e ultimo scontro, dopo che Ginevra lo aveva liberato dal sortilegio, ma non lo uccide dimostrando di essere un principe pacifico e buono.

#### Alvarr
Alvarr (stagione 2, interpretato da Joseph Mawle, doppiato da Sandro Acerbo) è un mago, che si allea con Mordred e conosce Morgana, chiedendole di rubare il cristallo di Neathid (ep. 2x11, "Morgana la strega"). In realtà usa Mordred e Morgana per i suoi fini egoistici, ma anche per garantire ai maghi la libertà. Non esita a usare il suo fascino per manipolare le persone, è carismatico quanto spietato. Dopo che Artù, Merlino e i soldati attaccano il campo, molti scappano (tra cui Mordred) o vengono uccisi, mentre Alvarr viene catturato e condannato a morte. Morgana, però, addormenta le guardie e lo fa evadere.

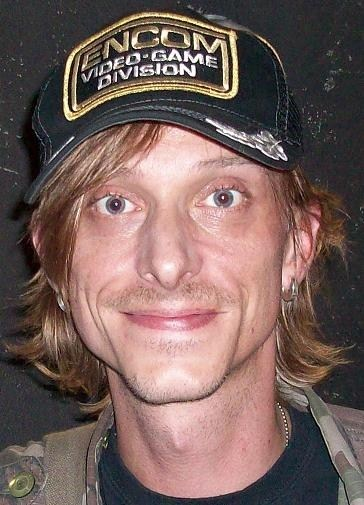
Mackenzie Crook interpreta Cedric/Cornelius Sigan
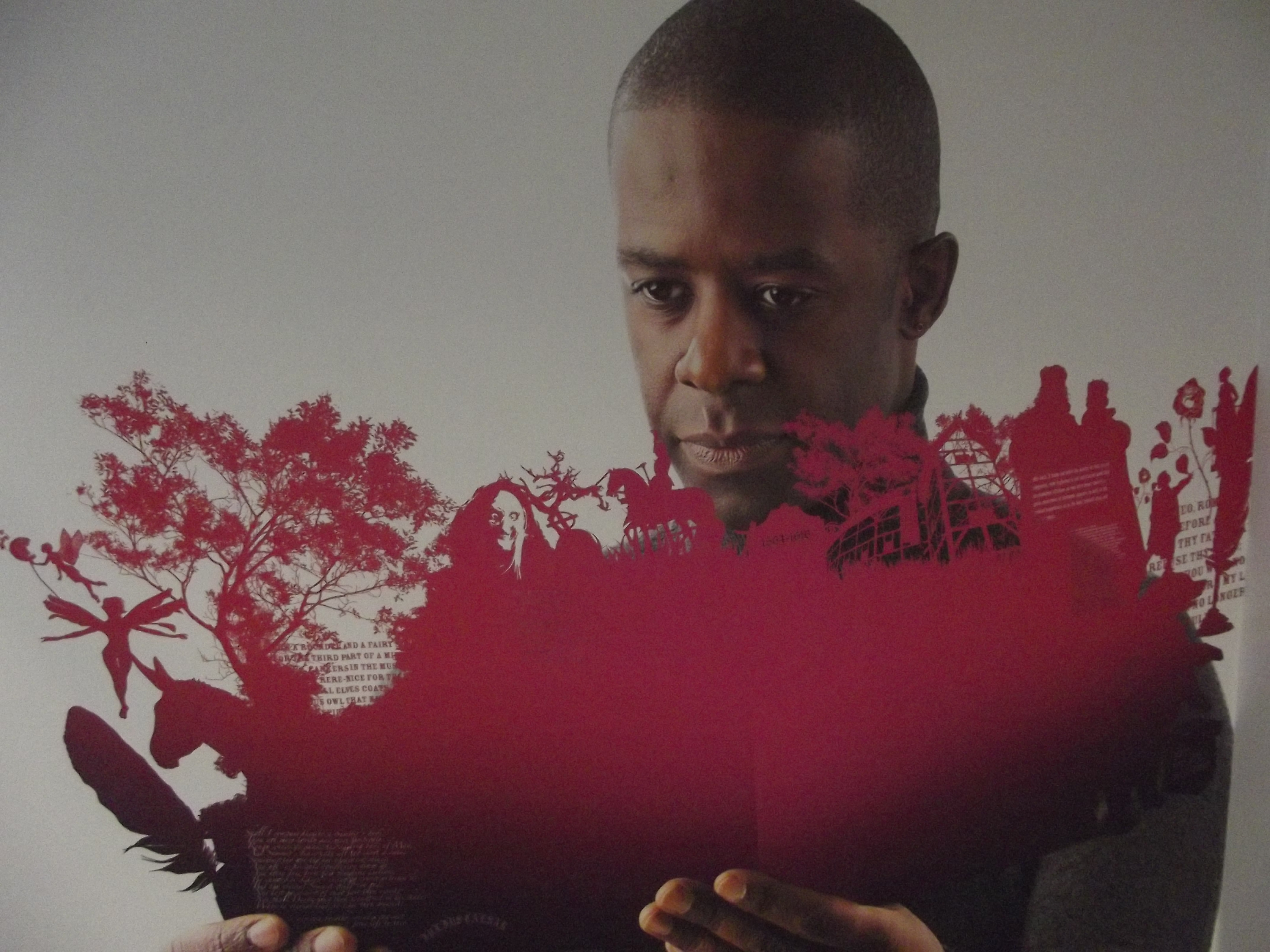
Adrian Lester interpreta Myror
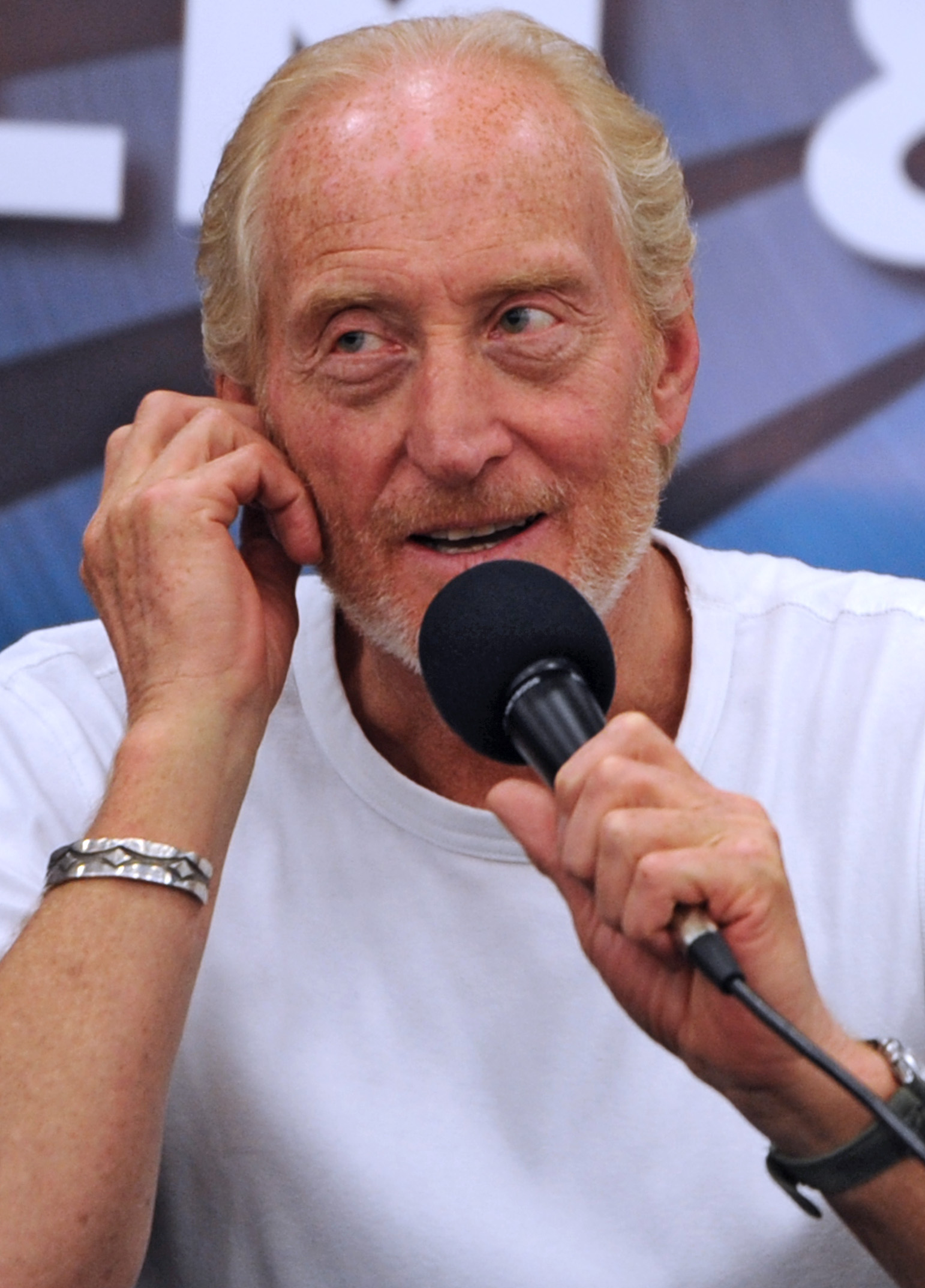
Charles Dance interpreta Aredian
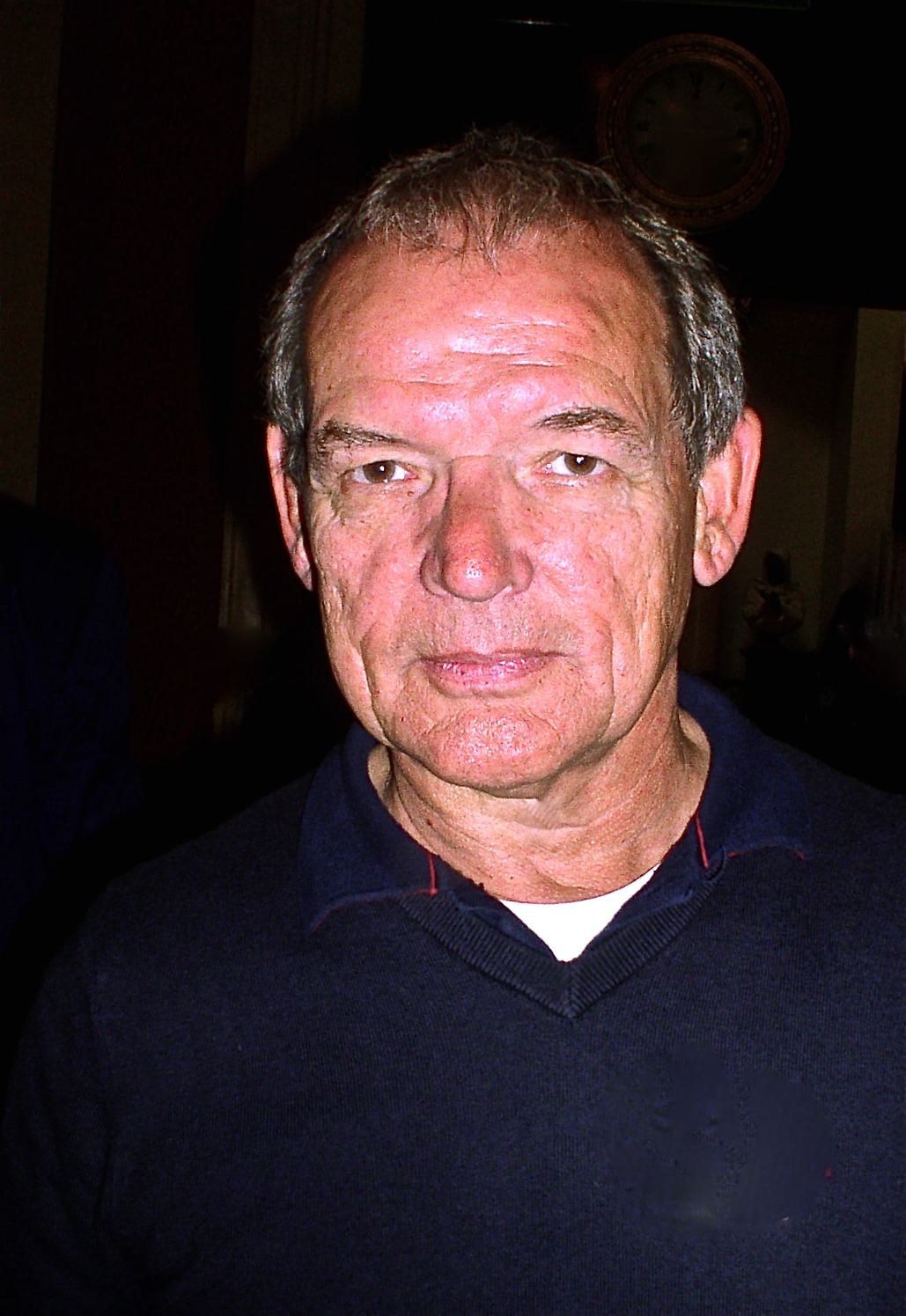
David Schofield interpreta re Alined
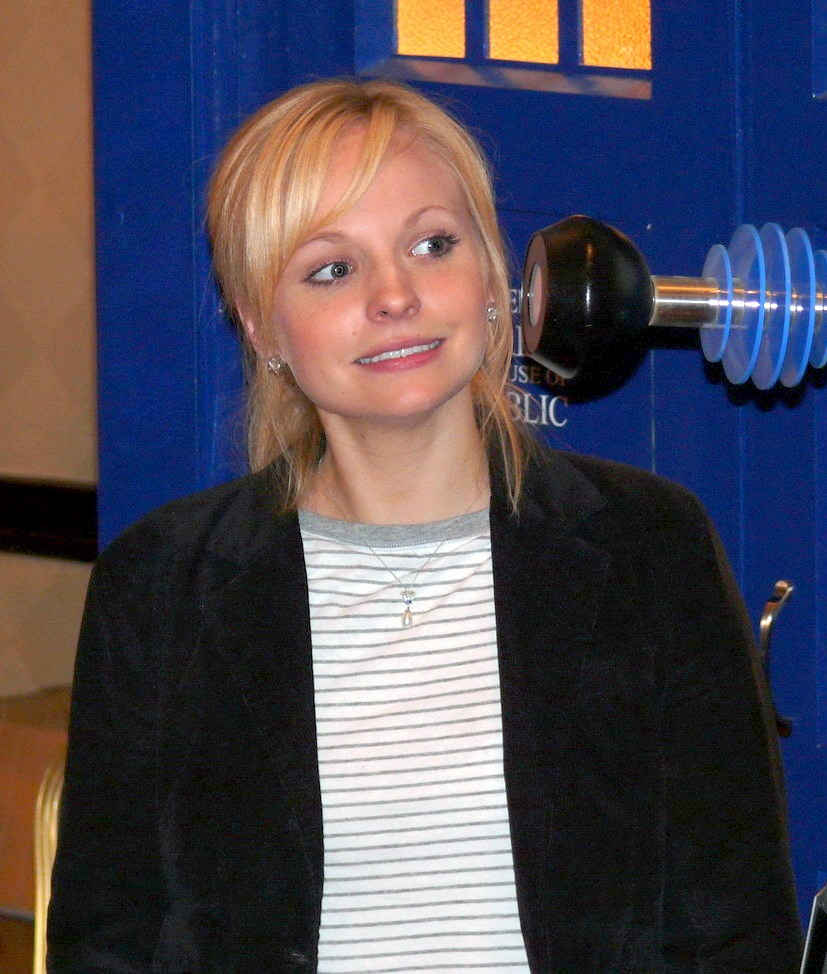
Georgia Tennant interpreta lady Vivian
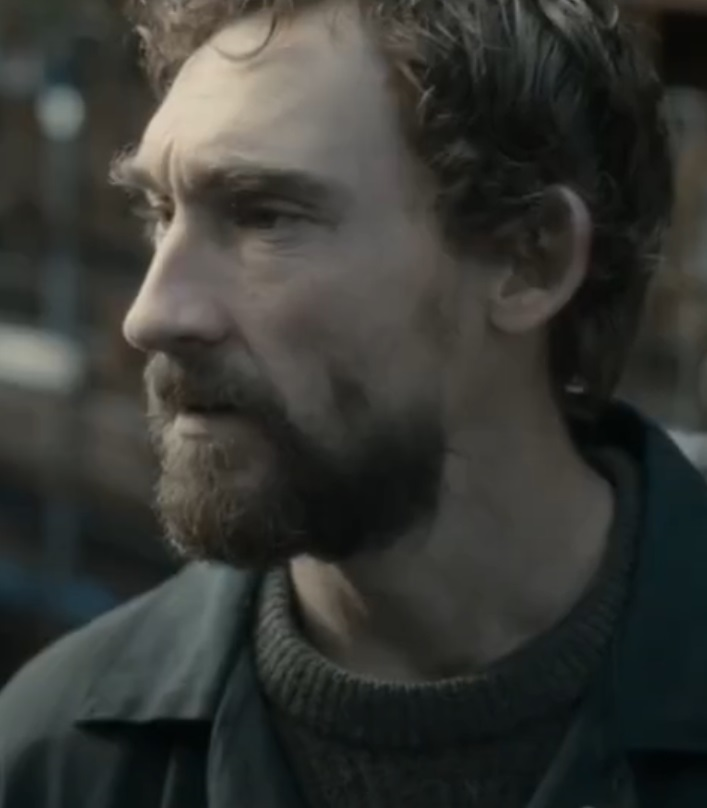
Joseph Mawle interpreta Alvarr

### Terza stagione

#### Taliesin
Taliesin (stagione 3, interpretato da Karl Johnson, doppiato da Giorgio Lopez) è un mago vissuto 300 anni prima dell'epoca di Merlino e Artù, che si tramuta al mago per mostrargli il futuro nella Caverna di cristallo (da cui prende nome l'episodio, il numero 5 della terza stagione). Inoltre cura Artù, nel frattempo rimasto ferito nella Valle dei Re Caduti.

#### Grunhilda
Grunhilda (stagione 3, interpretato da Miriam Margolyes, doppiata da Paola Giannetti) è una creatura magica che si tramuta in tata della principessa Elena, da neonata posseduta da una fata Sidhe. È l'unica che sa del segreto della ragazza e, quando Merlino e Gaius scoprono di questo, avvisa il capo dei Sidhe, che da anni desiderava il matrimonio tra una Sidhe e un principe/re. Alla fine, dopo essere stata ingannata da Gaius (per il quale aveva una cotta), verrà uccisa da Merlino.

#### Principessa Elena
La principessa Elena (stagione 3, interpretato da Georgia King, doppiata da Perla Liberatori) è una principessa posseduta fin da neonata da una fata Sidhe. A causa di questo, si comporta in modo strano: mangia rane, ruttisce sempre e si comporta in modo trasandato e sgarbato. Arriva a Camelot con la tata Grunhilda e il padre (Lord Godwin, interpretato da Simon Williams) per sposarsi con Artù (episodio 3x6, "Lo scambio"). Come Artù condivide la passione per i cavalli e l’orfanità materna dalla neonatalità Lo scopo dei Sidhe è quello di infiltrare tramite l'ignara Elena una fata nella famiglia regnante di Camelot. Merlino riesce a liberare Elena dalla fata che si annidava in lei, con il risultato che Elena adesso è diventa molto più carina e dalle buone maniere. Nonostante tutto Elena e Artù decidono di non sposarsi, tra loro due c'è rispetto ma non amore.

#### Re Pescatore
Il Re Pescatore (stagione 3, interpretato da Donald Sumpter, doppiato da Carlo Reali), è un re matusalemmiano rimasto in vita per secoli dopo una mortale ferita grazie alla magia. Artù, per una missione importante, cerca il suo famoso tridente e Merlino e Galvano, causa un maleficio di Morgana e Morgause, lo seguono fino alle desolate Terre Perigliose. Nella Torre Oscura (dove nella stagione 5 Ginevra verrà rinchiusa da Morgana) Merlino riesce a incontrarlo nella sala del trono e a donargli il bracciale stregato di Artù per ucciderlo, cosa che il Re Pescatore vuole per metter fine alle sue sofferenze, e in cambio riceve da lui una clessidra, che gli servirà quando Camelot sarà in pericolo, e il suo tridente.

#### Alice
Alice (stagione 3, interpretata da Pauline Collins, doppiata da Aurora Cancian), è il grande amore di Gaius, fu costretta a separarsi da lui quando ebbe inizio la Grande Epurazione dato che Alice è una potente maga. Compare nell'episodio 3x9, "L'amore all'epoca dei draghi", decidendo di tornare dall'amato Gaius per ricongiungersi con lui. Però lei è controllata da una terribile bestia, la Manticora, che le impone di usare Gaius da copertura per poter uccidere il re. Alla fine viene rinchiusa, dopo che Merlino l'ha detto ad Artù e Uther, nel frattempo incosciente poiché avvelenato da lei, e che poi decide di condannarla a morte. Gaius e Alice non hanno mai smesso di amarsi e infatti lui, alla luce del loro profondo amore, la fa evadere aiutandola a fuggire.

#### Gilli
Gilli (stagione 3, interpretato da Harry Melling, doppiato da Alessio Puccio) è un umile mago che, essendo di statura fragile, decide di usare l'anello magico del padre per partecipare al torneo libero di Camelot (episodio 3x11, "L'ombra del mago"). Da subito accomuna con Merlino, che era stato sfruttato da due omacci che lui aveva già incontrato per strada. Durante il torneo, i due lo prendono in giro e lo minacciano, ma egli li uccide entrambi. Merlino, arrabbiato con lui per non aver smesso di partecipare, gli rivela dei suoi poteri, ma Gilli decide di combattere e in finale combatte con Uther e viene sconfitto, ma saluta Merlino a testa alta e lascia Camelot.

#### Jarl
Jarl (stagione 3, interpretato da Ralph Ineson, doppiato da Paolo Marchese) è un mercante di schiavi che cattura Artù e Merlino, in viaggio per la ricerca della Coppa della Vita. Si scopre che il suo schiavo più importante e forte (che lui stesso chiama Campione) è Galvano che, dopo aver sfidato Artù per finta, fugge con i due amici grazie ad una magia di Merlino. Quando Jarl scopre che uno di loro era un reale di Camelot (per l’appunto Artù), lo comunica a Cenred e Morgause e, richiedente una ricompensa, quest’ultima con sorriso e risposta ironici lo scaraventa al muro uccidendolo.

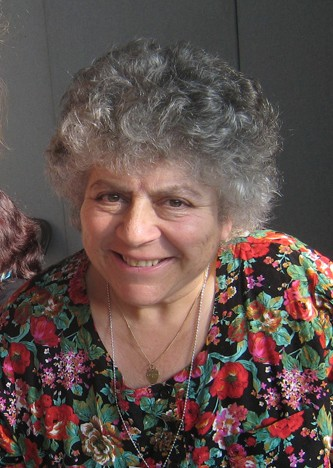
Miriam Margolyes interpreta Grunhilda
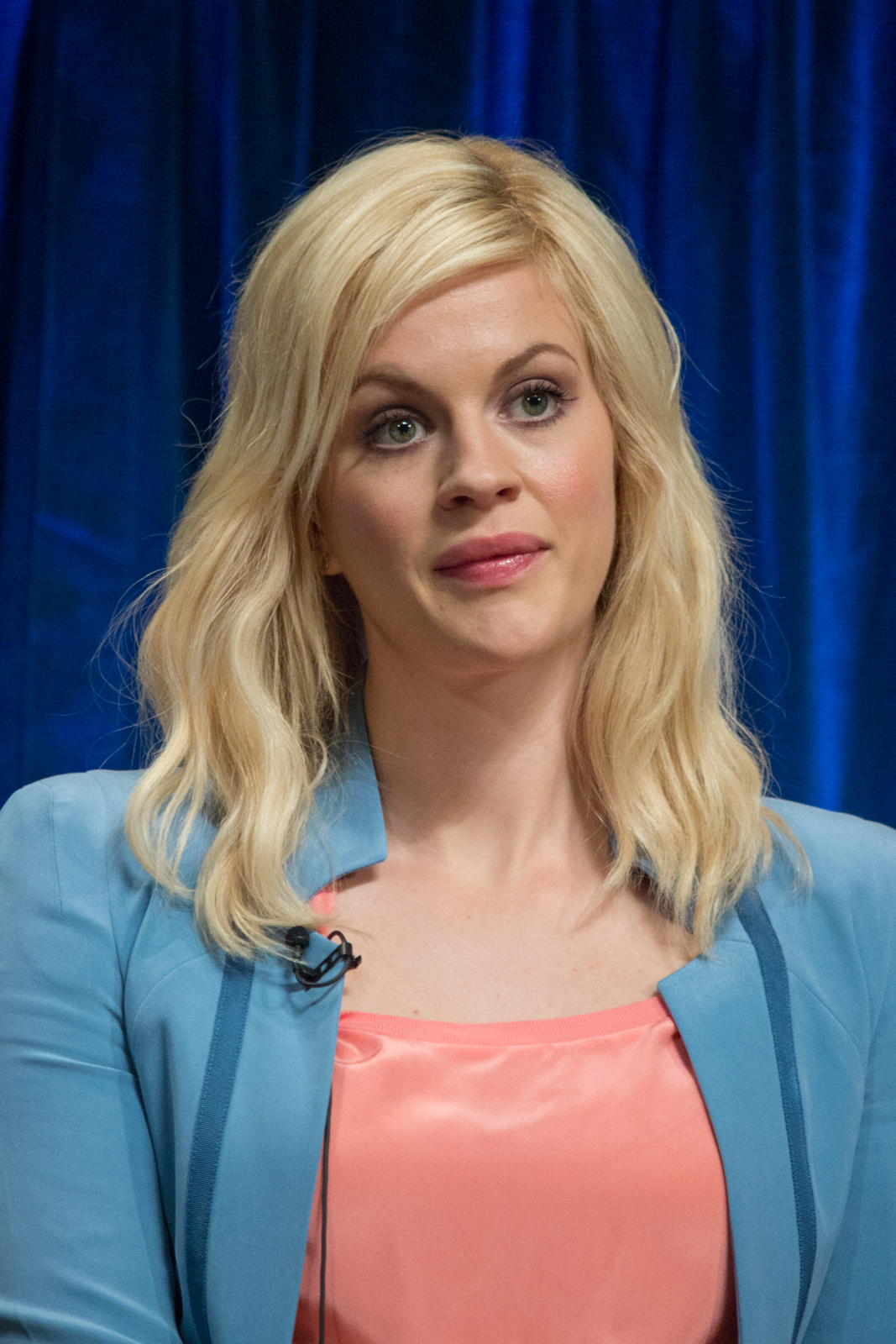
Georgia King interpreta la principessa Elena
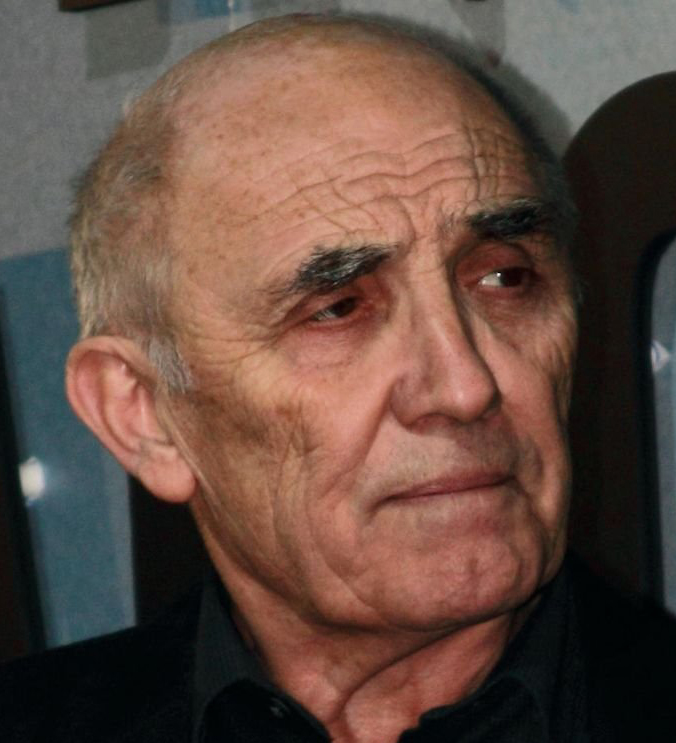
Donald Sumpter interpreta il re Pescatore
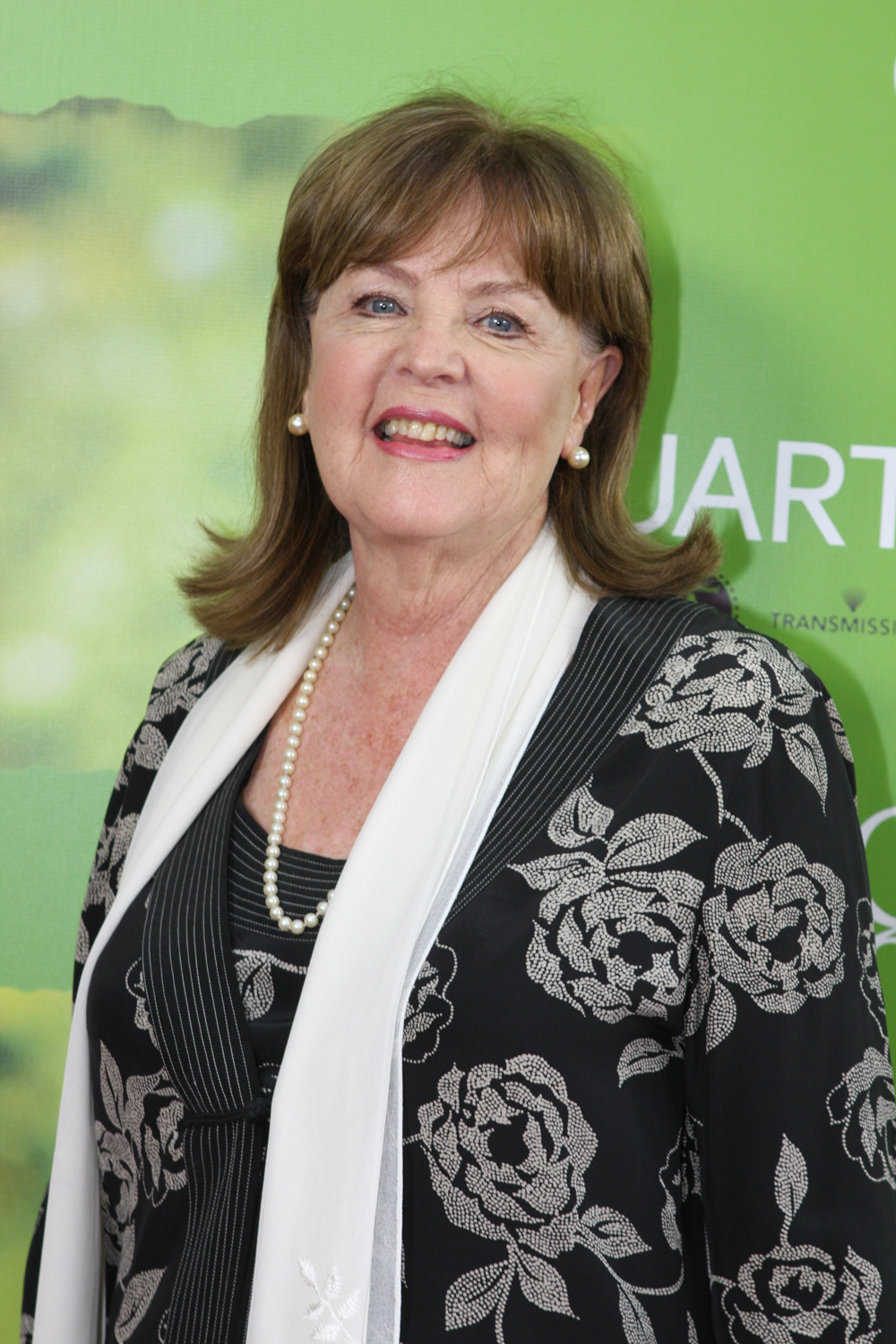
Pauline Collins interpreta Alice
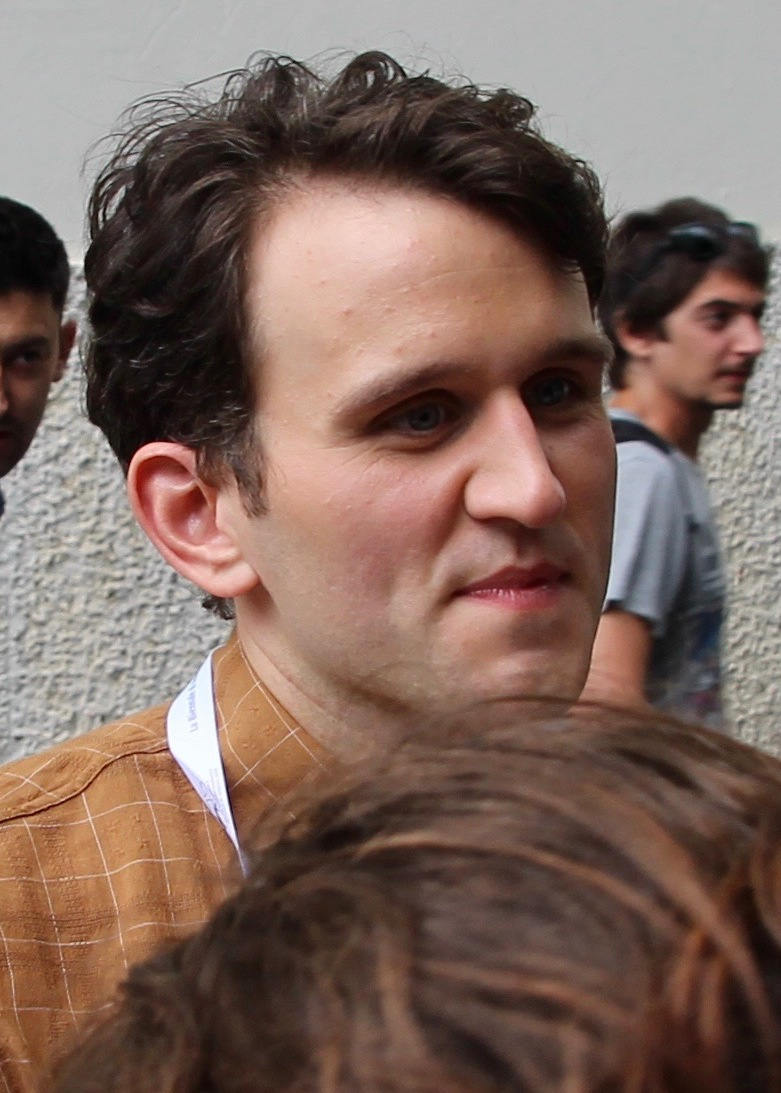
Harry Melling interpreta Gilli
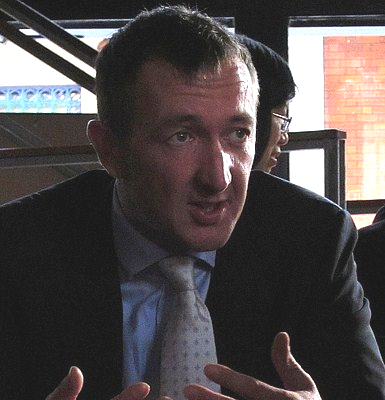
Ralph Ineson interpreta Jarl

### Quarta stagione

#### Drea
Drea (stagione 4, interpretata da Katie Moore) è una ragazza la cui famiglia e il cui villaggio sono stati sterminati dai Dorocha, e viene accolta da Artù a Camelot.

#### Lamia
Lamia (interpretata da Charlene McKenna, doppiata da Valentina Favazza) è basata sul mito della donna mostro. Creatura che le sacerdotesse generarono tramite un incrocio tra una donna e un serpente, Lamia è di una pericolosità incontenibile. Inizia a mietere vittime nel villaggio di Longstead, Merlino quindi va lì per indagare, accompagnato da Ginevra, Elyan, Percival, Galvano e Leon, tuttavia Lamia, che appare come una ragazza innocente, riesce a plagiare i cavalieri rendendolo aggressivi, inevitabilmente attratti da lei. Ginevra essendo una donna è immune alla persuasione di Lamia, così come Merlino dato che egli è un mago. Lamia nella sua versioni di mostro, attacca Merlino, ma Ginevra lo salva e con una spada ferisce Lamia, che infine viene uccisa da Artù il quale era venuto il loro soccorso.

#### Re Caerleon
Re Caerleon (interpretato da Steven Hartley) è un sovrano di un regno nemico di Camelot che porta lo stesso nome del suo re. Caerleon è sposato con Annis. Svariate volte Caerleon si è scontrato con i Pendragon, ad esempio nella Battaglia di Denaria dove tentò di rifugiarsi nel Castello di Fyrien, Uther riuscì tuttavia a stanarlo. Infatti benché formalmente tra i due regni era stata sancita la pace, fu solo una decisione che venne presa da Uther e il padre di Caerleon, che però egli non osserva. In passato il padre di Galvano è stato un cavaliere devoto a Caerleon, quando morì in battaglia Caerleon non diede nessun aiuto a lui e alla madre. Con la morte di Uther, e con Artù a prendere il suo posto come nuovo regnante di Camelot, il ragazzo cattura Caerleon il quale stava invadendo i confini di Camelot. Artù tenta di convincerlo a rispettare l'accordo di pace che vige tra i loro regni, ma Caerleon mette in chiaro che non intende piegarsi al suo ricatto, accetta di morire e dunque Artù con un colpo di spada lo uccide giustiziandolo.

#### Julius Borden
Julius Borden (interpretato da James Callis, doppiato da Vittorio Guerrieri) è stato un allievo di Gaius, in passato Uther durante la Grande Epurazione tentò di giustiziarlo, ma Julius riuscì a fuggire. Gaius ha sempre avuto di lui una pessima considerazione dato che Julius è per natura disonesto e bugiardo. Per 20 ha tentato di impadronirsi dell'uovo di drago dal quale nascerà Aithusa. Julius raggiunge la Tomba di Ashkanar done l'uovo è custodito, Merlino tenta di impedirgli di impossessarsene, in effetti il mago salva l'uomo mentre Julius muore quando fa inavvertitamente scattare una delle trappole nella Tomba di Ashkanar: la torre crolla e Julius viene seppellito vivo tra le macerie.

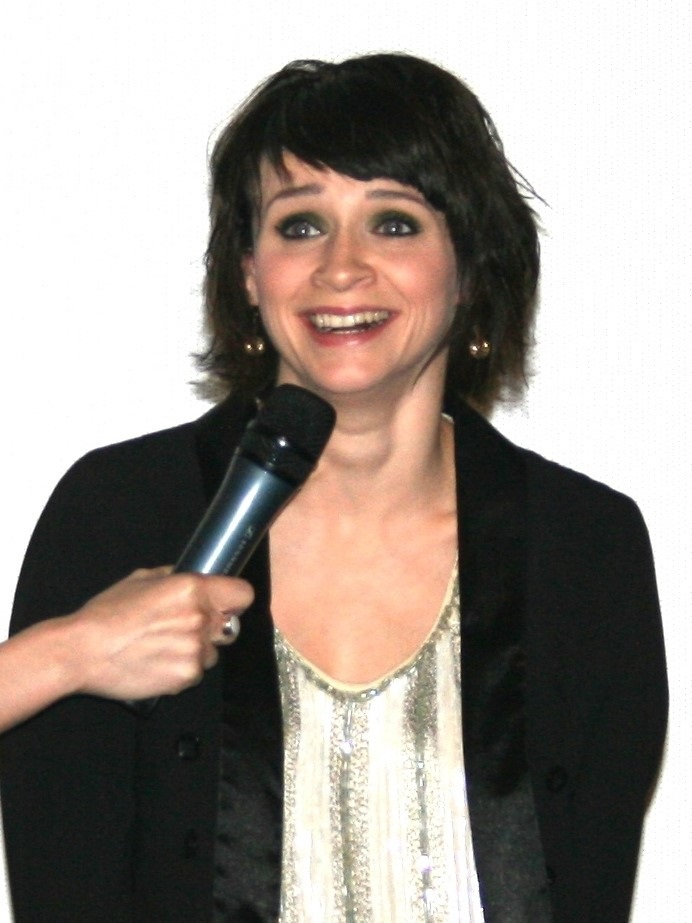
Charlene McKenna interpreta Lamia
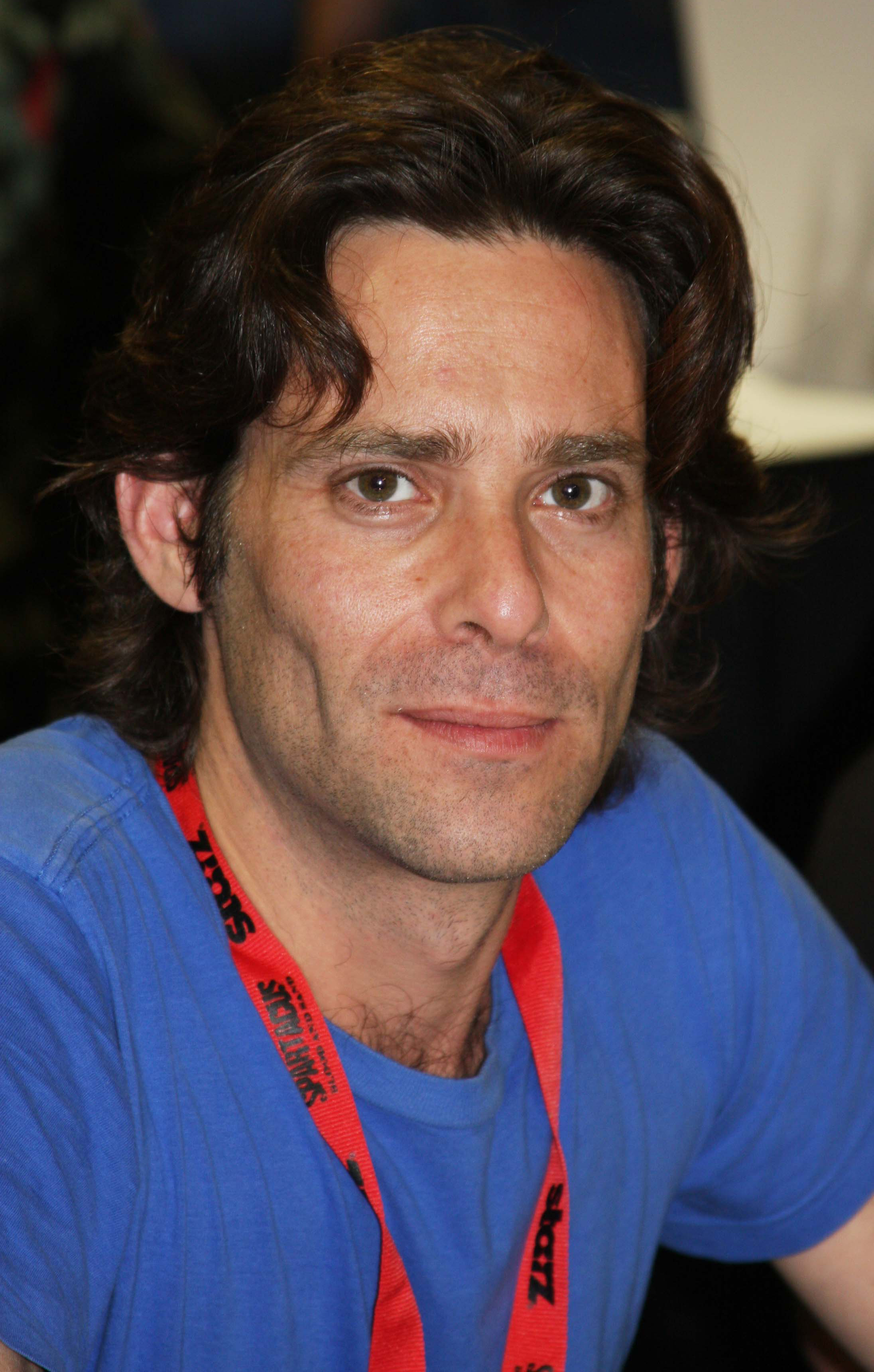
James Callis interpreta Julius Borden

### Re Sarrum
Sarrum (interpretato da John Shrapnel, doppiato da Roberto Draghetti) è il re di Amata, è un individuo spietato che uccide senza fare distinzioni (comprese donne e bambini) ha l'abitudine di impalare le sue vittime. Persino Uther lo temeva, è notorio che Sarrum tradisce anche i propri alleati. Si presume che Sarrum sia un combattente persino migliore di Artù. Per due anni ha tenuti pregioniere Aithusa e Morgana in un pozzo, finché non sono scappate. Artù invita a Camelot sia Sarrum che i suoi soldati, desidera un'alleanza tra i due regni per lottare contro Morgana e i sassoni, tuttavia Ginevra (che Morgana ha plagiato rendendola sua servitrice) convince Sarrum a tradire Artù dando modo a un suo soldato di ucciderlo. Morgana infatti ha ordito questo piano perché non ha dubbi che se Camelot e Amata unissero le loro forze non avrebbe nessuna speranza di vincere contro i suoi nemici. Interviene Merlino che affronta il soldato di Sarrum che aveva il compito di uccidere Artù con una fraccia scoccandola tramite una balestra, infatti Merlino con la sua magia devia la freccia che invece che colpire Artù, trafigge Sarrum uccidendolo.

### Re Rodor
Re Rodor (interpretato da James Fox) è il re di Nemeth e padre della principessa Mithian. Viene catturato dalle guardie di Odin, il quale ha stretto un'alleanza con Morgana prendendo possesso di Nemeth: il loro piano è mettere Artù nella posizione di andarlo a salvare così da tendergli un'imboscata. Il piano è sul punto di riuscire, ma Merlino con la sua magia salva Artù, egli con i suoi cavalieri libera Rodor. Odin ritira le sue armate da Nemeth, così Rodor può tornare a regnare.

### Daegel
Daegel (interpretato da Alfie Stewart) è un ragazzo rimasto orfano di madre, lei praticava la magia e quindi Uther la fece uccidere. Si finge un druido, tentando di far uccidere Merlino per ordine di Morgana in cambio di soldi, ma poi lo salva resosi conto che il mago è una brava persona. Daegel viene ucciso da uno dei soldati di re Sarrum il quale gli lancia contro un pugnale.

### Kara
Kara (interpretata da Alexandra Dowling, doppiata da Veronica Puccio) è una ragazza appartenente alla comunità dei druidi, servitrice devota di Morgana e amica d'infanzia di Mordred. Odia Artù riflettendo contro di lui l'astio verso il padre Uther che sterminò la sua gente. Mordred è innamorato di lei, Artù purtroppo la cattura facendola arrestare, colpevole di aver tentato di ucciderlo, oltre ad aver tolto la vita alcuni dei suoi soldati. Benché Mordred rimanga sconcertato dalla crudeltà di Kara, constatando che è un'assassina spietata, accecato dall'affetto per lei tenta di farla scappare, ma Artù e i suoi cavalieri la catturano un'altra volta. Artù emette la sentenza di morte, aveva provato a far ragionare Kara ma lei identifica in lui un nemico a causa delle sue idee preconcette. Artù la fa impiccare, la morte di Kara è ciò che spinge Mordred a tradire Camelot convertendosi in un nemico di Artù.

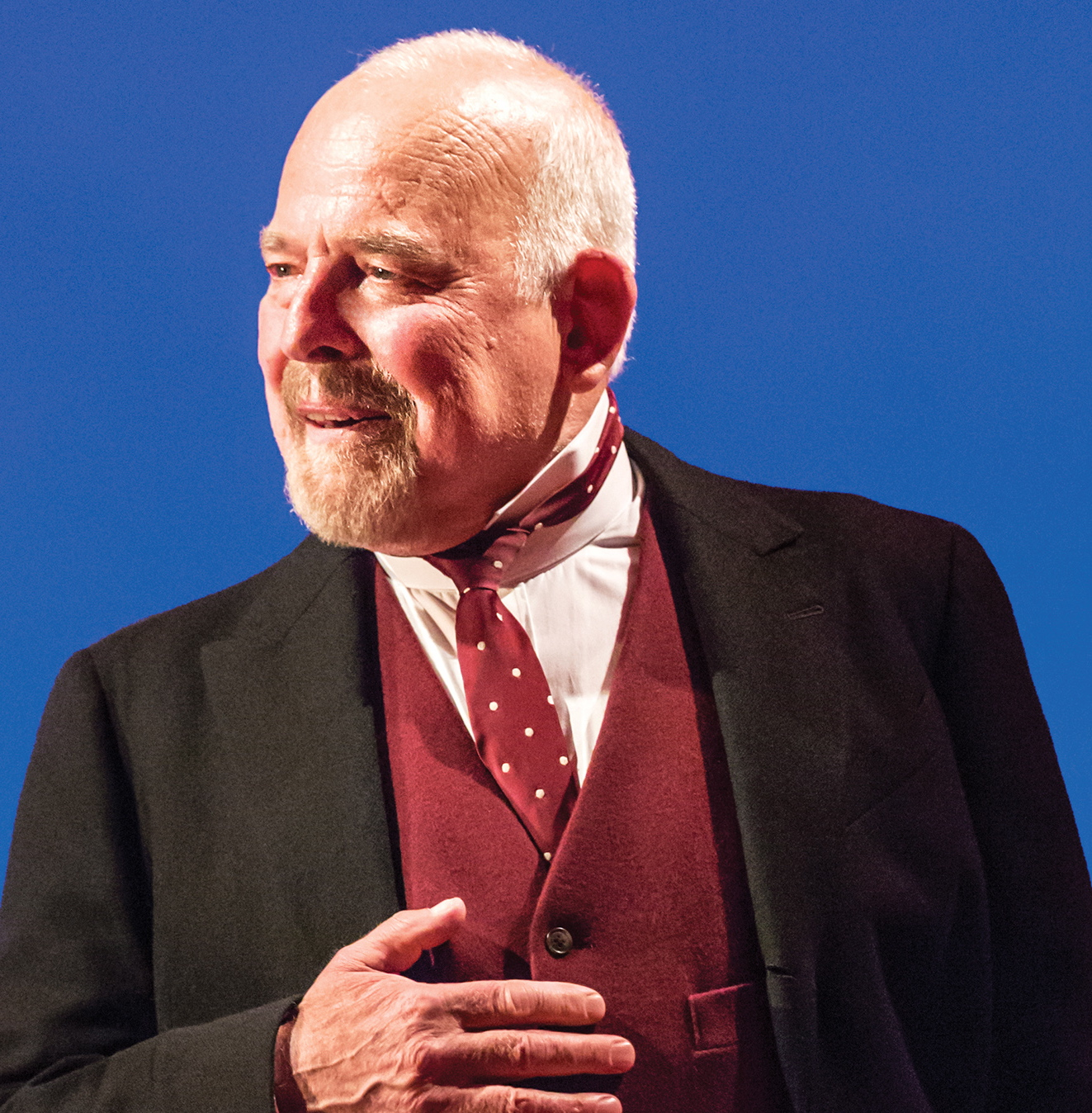
John Shrapnel interpreta re Sarrum
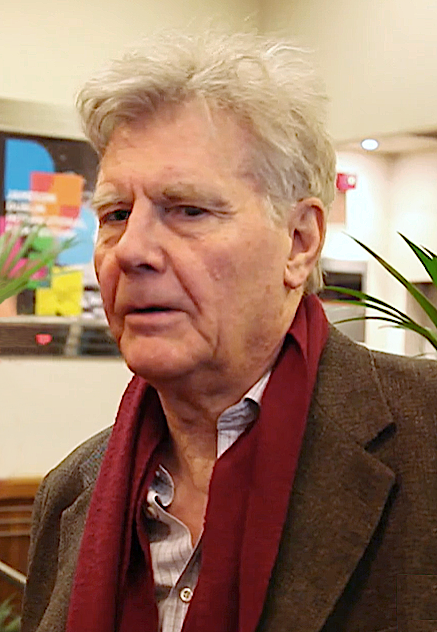
James Fox interpreta re Rodor